# Híres bécsiek listája
Ez a lista Bécs híres személyiségeinek névsorát tartalmazza.

## A

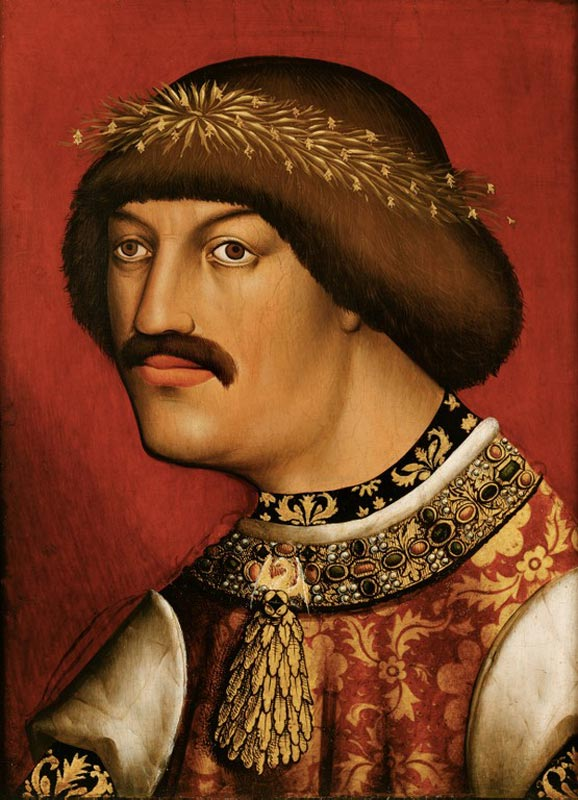
Albert magyar király 1397-ben született Bécsben

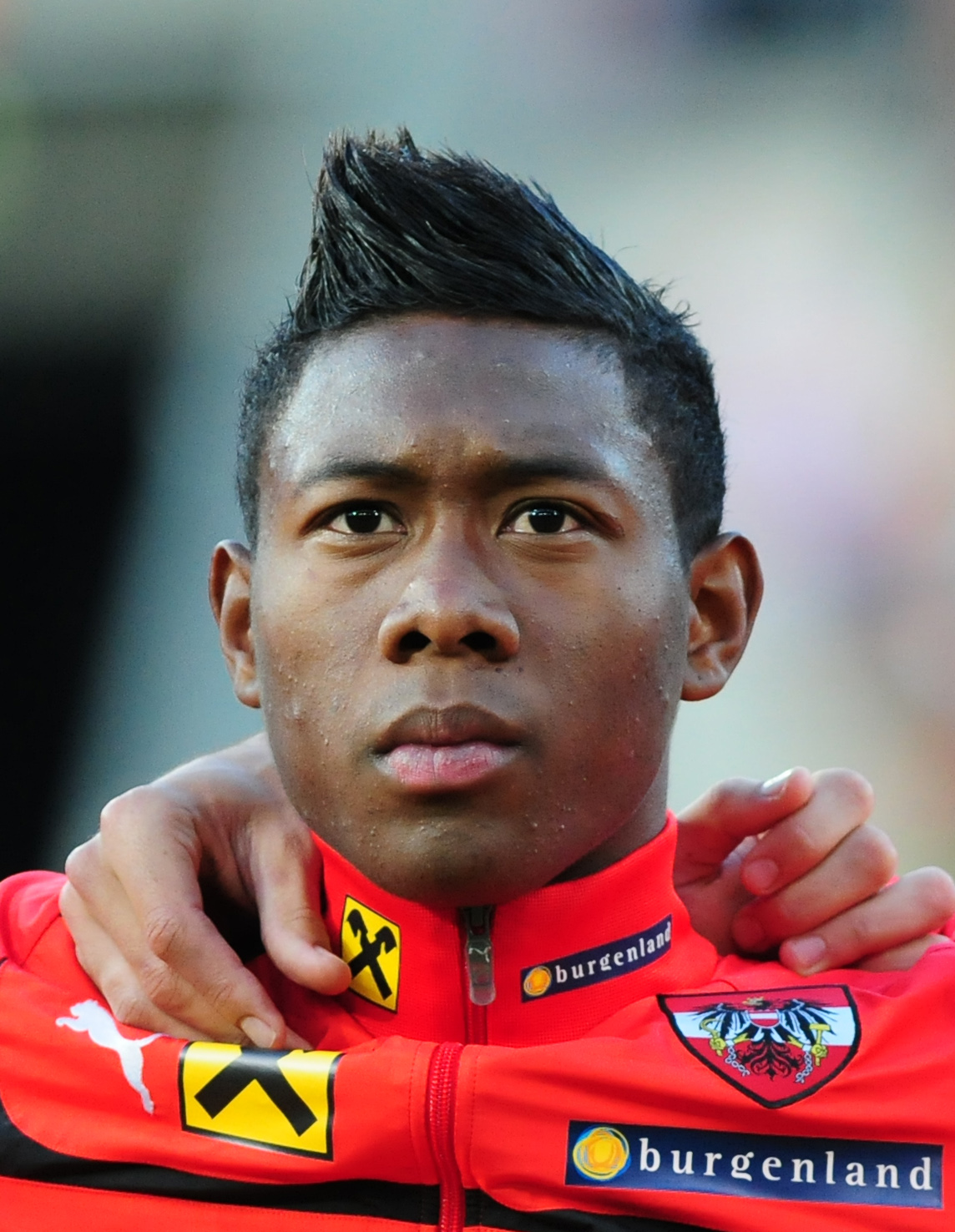
David Alaba 1992-ben született Bécsben

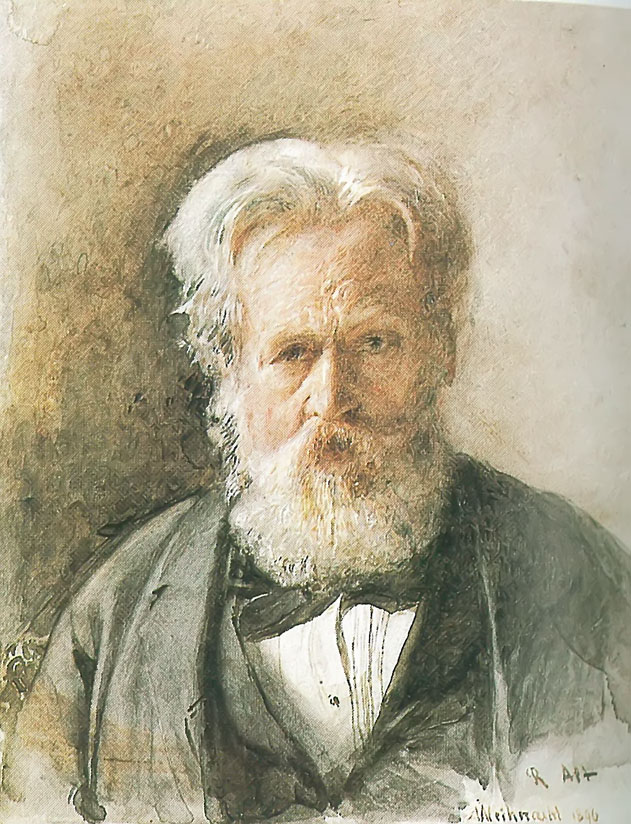
Rudolf von Alt vedutafestő

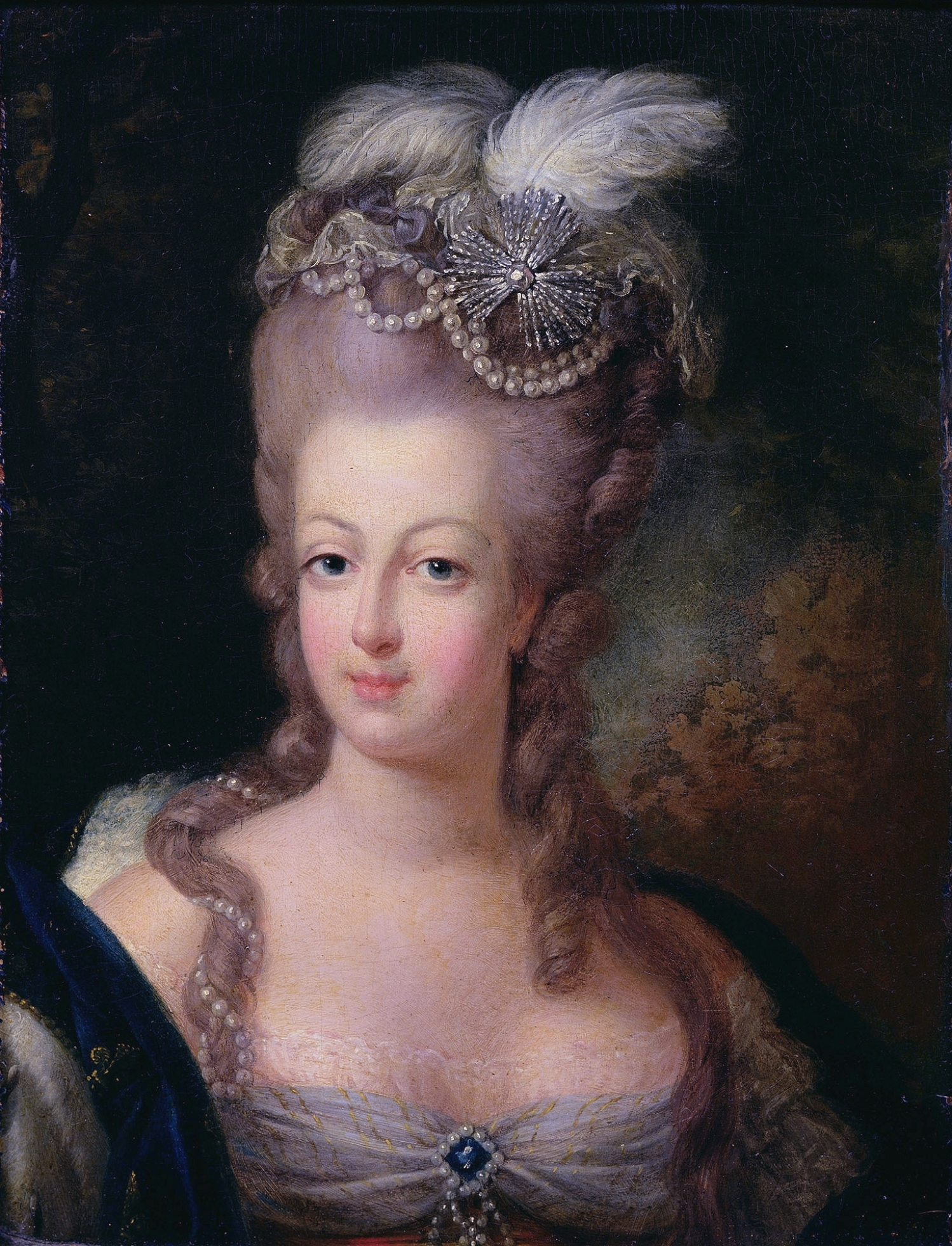
Mária Antónia francia királyné

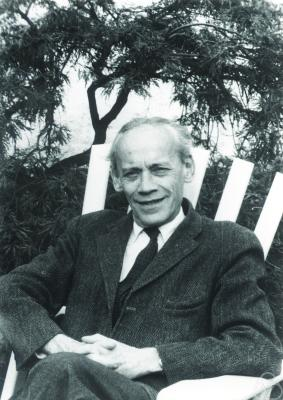
Emil Artin 1898-ban született Bécsben

- Carlo Abarth, egykori autóversenyző
- Emil Abel, kémikus
- Gustav Abel, filmépítész és díszlettervező
- Kornel Abel, katonatiszt
- Othenio Abel, paleontológus és evolúcióbiológus
- Paul Abel, brit jogász
- Wolfgang Abel, antropológus
- Christoph Ignaz Abele, jogász, udvari hivatalnok
- Robert Heinz Abeles, amerikai kémikus
- Leo Aberer, zenész
- Walter Abish, amerikai író
- Kurt Absolon, festőművész és grafikus
- Franz Ackerl, a geodézia és fotogrammetria főiskolai professzora
- Isabella Ackerl, történész, germanista és író
- Leopold Ackermann, teológus
- Jakob Adam, rézkarcoló
- Norbert Adam, sportfunkcionárius és újságíró
- Antonie Adamberger, színésznő, Theodor Körner menyasszonya
- Herbert Adamec, színész és rendező
- Karl Adamek, labdarúgó és edző
- Hans Adametz, keramikus, szobrász és művészeti oktató
- Heinrich Joseph Adami, író és hírlapíró
- John Quincy Adams, festőművész
- Florian Adamski, kabarészínész és színész
- Kurt Adel, irodalom- és nyelvtudós
- Alfred Adler, pszichológus
- Friedrich Adler, politikus, forradalmár
- Hans Adler, író
- Max Adler, szociológus, az ausztro-marxizmus képviselője
- Ludwig Adler, szülész és nőgyógyász
- Margarete Adler, úszónő
- Oskar Adler, orvos, zenész és asztrológus
- Isolde Ahlgrimm, csembalóművész
- Eleonore de Ahna (1838–1865), operaénekesnő
- Maximilian Aichern, a Linzi Egyházmegye püspöke
- Ilse Aichinger, írónő
- David Alaba, labdarúgó
- Wolf Albach-Retty, színész
- Albert főherceg, Ausztria főhercege, tábornagy
- I. Albert, osztrák herceg, német király, Magyarország és Csehország királya
- III. Albert, osztrák herceg
- IV. Albert, osztrák herceg
- VI. Albert, osztrák herceg
- Bernhard Albrecht, festőművész és rézkarcoló
- Christopher Alexander, építész, író
- Peter Alexander, énekes és színész
- Natalie Alison, színésznő
- II. Alajos, liechtensteini herceg
- Rudolf von Alt, táj- és építészetfestő
- Peter Altenberg, író
- Johann Baptist von Alxinger, író
- Friedrich von Amerling, festőművész
- Jean Améry, író
- Hellmut Andics, újságíró és író
- Ferdinand Andri, festőművész
- Hannes Androsch, politikus, vállalkozó
- Ernst Angel, költő, író, kiadó, filmkészítő, pszichológus
- Kunigunde Ansion, írónő
- Franz Antel, filmrendező, forgatókönyvíró, filmproducer
- Mária Antónia francia királyné, Mária Terézia lánya
- Brigitte Antonius, színésznő
- Joseph Anton Christ, színész
- Ludwig Anzengruber, drámaíró és költő
- Carl Appel, építész
- Michael Ludwig von Appel, a császári és királyi haderő tisztje, majd tábornoka
- Frank Arnau, német író
- Marko Arnautović, labdarúgó
- Alfred von Arneth, történész
- Ernst Arnold, híres bécsi dalok zeneszerzője, szövegírója és énekese
- Benedikt Arnstein, író
- Emil Artin, matematikus
- Hans Carl Artmann, költő, író és műfordító
- Conrad Artmüller, karmester
- Kurt Artner, sportlövész
- Leon Askin, színész, rendező, forgatókönyvíró és producer
- Hans Asperger, gyermekorvos
- Andre Asriel, osztrák-német zeneszerző
- Josef Maria Auchentaller, festőművész, rajzoló és grafikus
- Marianne von Auenbrugger, zongorista és zeneszerző
- Carl Auer von Welsbach, kémikus és vállalkozó
- Erich Auer, színész
- Martin Auer, író
- Vera Auer, harmonika- és vibrafonművésznő
- Raoul Auernheimer, jogász és író
- Marx Augustin, legendás bécsi dudás
- Erwin Axer, lengyel színházi rendező
- Cornelius Hermann von Ayrenhoff, katonatiszt, író

## B
- Ludwig Babinski, dzsesszzenész

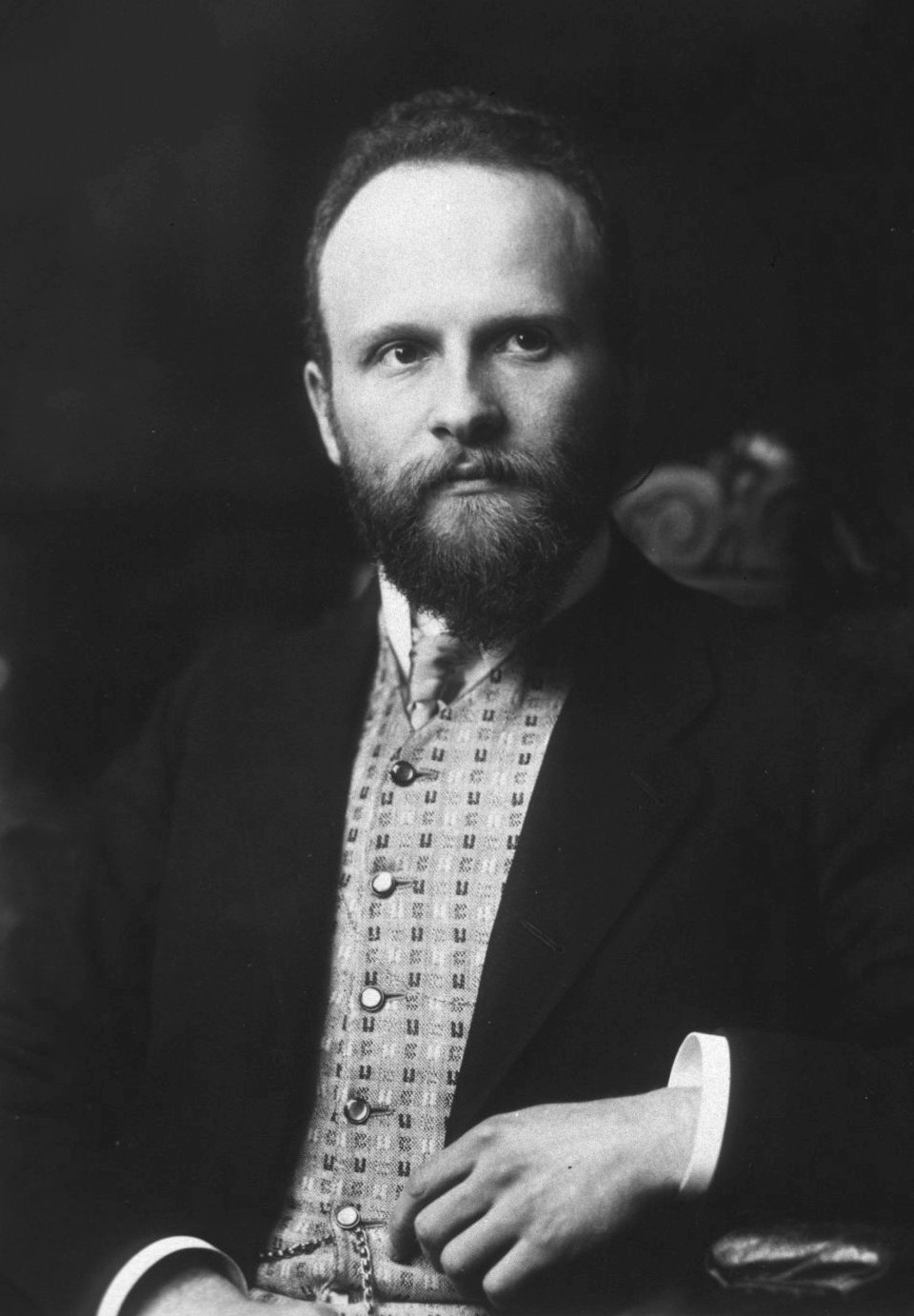
Bárány Róbert 1876-ban született Bécsben

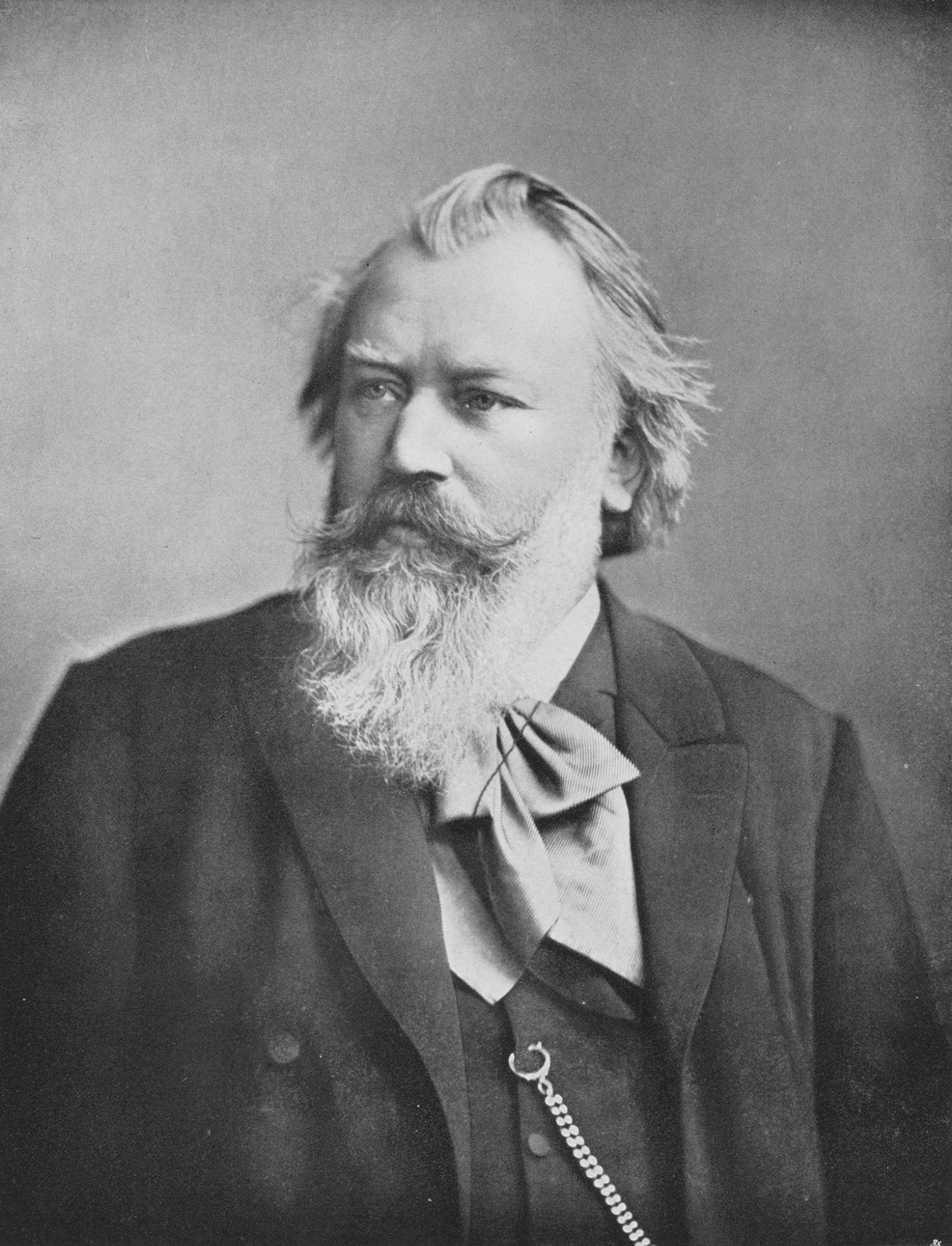
Johannes Brahms élete utolsó évtizedeiben Bécsben élt és alkotott

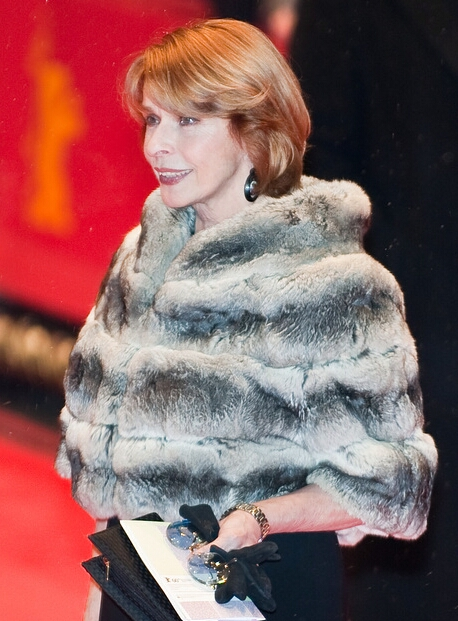
Senta Berger színésznő

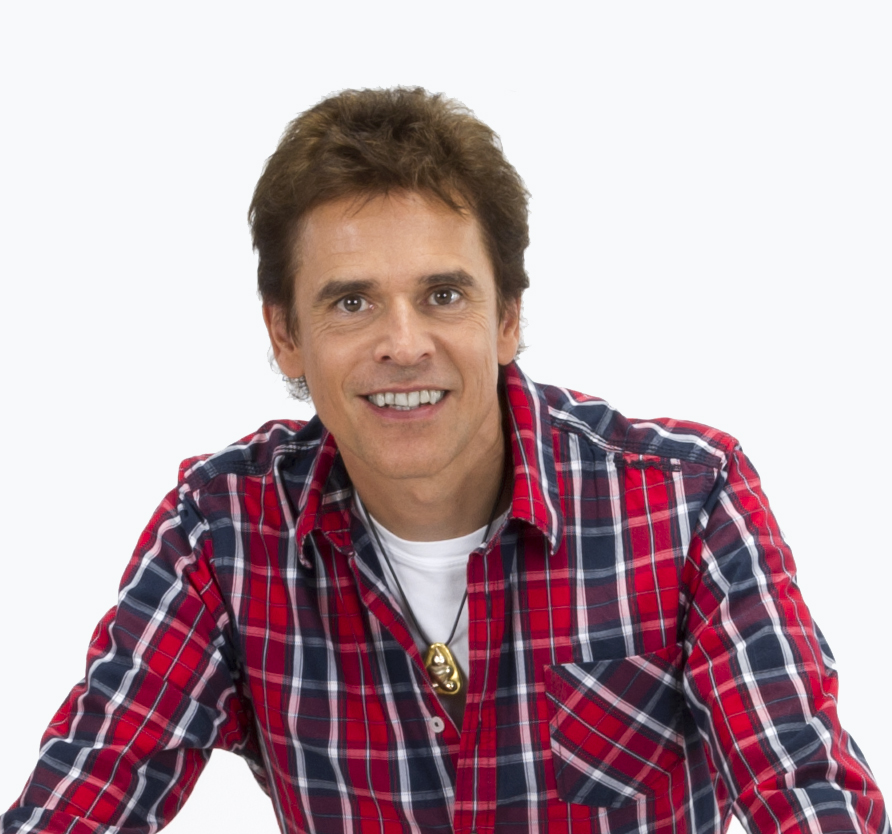
Thomas Brezina műsorvezető

- Rudolf Bachmann, festőművész, építész
- Wolf Bachofner, színész
- Heimrad Bäcker, író
- Paul Badura-Skoda, zongorista
- Turgay Bahadir, labdarúgó
- Günther Bahr, rádióbemondó
- Walter Baier, politikus
- Thomas Ballhausen, író, irodalom- és filmtudós, kiadó és műfordító
- John Banner, színész, 1938-ban kivándorolt az Egyesült Államokba
- Josef Barco, altábornagy
- Willy Bardas, zongorista és zenepedagógus
- Bárány Róbert, Nobel-díjas magyar orvos, ideggyógyász
- Chaim Bar-Lew, izraeli katonatiszt
- Andy Bartosh, dzsesszgitáros
- Gabriel Barylli, író, színész és rendező
- Alfred Basel, festőművész és rézkarcoló
- Manfred Bauer, író és újságíró
- Otto Bauer, szociáldemokrata politikus
- Adolf Bäuerle, író
- Eduard von Bauernfeld, költő
- Vicki Baum, hárfaművész és írónő
- Herma Bauma, atléta és kézilabdázónő
- Franz Anton Baumann, egyházzenész és zeneszerző
- Oscar Baumann, Afrika-kutató, filozófus, néprajzkutató, geográfus és kartográfus
- Lisa Baumfeld, írónő
- Franz Baumgartner, építész
- Peter Baumgartner, gazdaságpedagógiai professzor
- Josef Bayer, zeneszerző
- Konrad Bayer, író
- Max Wladimir Freiherr von Beck, politikus
- Albert Becker, sakkmester
- Karl Bednarik, festőművész és író
- Georg Josef Beer, szemészorvos
- Richard Beer-Hofmann, drámaíró, költő
- Ulrike Beimpold, filmszínésznő
- Alexander Van der Bellen, politikus és közgazdász
- Alexander von Bensa, zsáner- és harci festő
- Anton Benya, mérnök, szakszervezeti vezető és politikus
- Ady Berber, színész
- Gróf Berchtold Lipót, nagybirtokos, diplomata, az első világháború kitörése idején az Osztrák–Magyar Monarchia közös külügyminisztere.
- Alban Berg, zeneszerző
- Adele Berger, műfordító
- Artur Berger, filmépítész és díszlettervező
- Denis Berger, labdarúgó
- Peter L. Berger, osztrák-amerikai szociológus
- Senta Berger, színésznő és filmproducer
- Egon Berger-Waldenegg, jogász, politikus és földbirtokos
- Gustav Bergmann, tudományfilozófus
- Richard Bergmann, asztaliteniszező
- Stefano Bernardin, színész
- Rudolf Bernauer, színházigazgató, sanzon- és operettszerző
- Walter Berry, énekes
- Bruno Bettelheim, amerikai pszichoanalitikus és gyermekpszichológus
- Nicole Beutler, színésznő
- Turhan Bey, amerikai színész
- Vinzenz Ferrerius von Bianchi, Casalanza hercege, tábornok, Friedrich Bianchi Junior apja
- Helmut Bibl, gitáros
- Gottfried Biegelmeier, fizikus
- Erich Bielka, diplomata, egykori külügyminiszter
- Brigitte Bierlein, jogász, az Alkotmánybíróság alelnöknője
- Manfred Bietak, egyiptológus
- Rudolf Bing, énekes és New-York-i Metropolitan Opera vezetője
- Menachem Birnbaum, portréfestő, illusztrátor
- Nathan Birnbaum, zsidó filozófus és cionista
- Solomon Birnbaum, jiddis és héber nyelvtudós, és művészettörténész
- Uriel Birnbaum, festőművész, író és költő
- Gabriele Bitterlich, az Engelwerk alapítója
- Karl Blasel, színész és színházigazgató
- Marietta Blau, fizikusnő
- Tina Blau, festőművésznő
- Franz Blauensteiner, festőművész
- Elfriede Blauensteiner, sorozatgyilkosnő
- Karl Blecha, politikus
- Franz Blei, író, műfordító és irodalomkritikus
- Monica Bleibtreu, színésznő
- Thomas Blimlinger, politikus
- Waldemar Bloch, zeneszerző, zongorista és zenepedagógus
- Karl Blodig, hegymászó, szemorvos, író
- Josef Blum, labdarúgó és edző
- Fritz Bock, politikus, az ÖVP alapító tagja
- Alfred Böhm, színész
- Carlo Böhm, színész
- Josef Böhm, német politikus (SPD)
- Josef Bohatec, cseh filozófus és teológus
- Katharina Boll-Dornberger, fizikusnő
- Erich Boltenstern, német építész
- Ludwig Boltzmann, fizikus
- Johann Peter von Bolza, hivatalnok
- Josef Reichsgraf von Bolza, bankár, a szász bankrendszer megreformálója
- Karl Anton Bolzmann, színész és rendező
- Hermann Bondi, brit matematikus és kozmológus
- Anna Bondra, opera-énekesnő
- Joseph Bonno, zeneszerző
- Andy Borg, könnyűzene-énekes
- Franz Borkenau, történetfilozófus, művészettörténész és szociológus
- Willi Boskovsky, hegedűművész és karmester
- Hugo von Bouvard, táj-, portré- és katonai festő
- Johannes Brahms, romantikus zeneszerző
- Norbert Brainin, osztrák-brit hegedűművész
- Trautl Brandstaller, újságíró, író és tévés szerkesztő
- Josef Bratfisch, bécsi dalok írója és Rudolf koronaherceg kocsisa
- Arik Brauer, festőművész, énekes és költő
- Timna Brauer, énekesnő
- Joseph Braunstein, zenész, író, hegymászó
- Anton Breinl, zoológus és orvos
- Martin Breinschmid, zenész
- Konstanze Breitebner, színésznő
- Theodor Breitwieser, zsáner- és katonai festőművész
- Kurt Bretterbauer, földmérő
- Josef Breuer, a pszichoanalitikus iskola egyik alapítója
- Thomas Brezina, gyermek- és ifjúsági regények írója, tévés moderátor
- Markus Brier, golfjátékos
- Hermann Broch, író
- Christian Broda, politikus
- Arnolt Bronnen, író
- Gerhard Bronner, zeneszerző, zenész és kabaréművész
- Oscar Bronner, újságíró és kiadó
- Josef Broukal, újságíró, politikus
- Ernst Wilhelm von Brücke, fiziológus
- Anton Bruckner, zeneszerző és orgonaművész
- Karl Bruckner, író
- Oskar Brüch, portré- és katonai festőművész
- Fritz Brügel, könyvtáros, diplomata és író
- Bertha von Brukenthal, zeneszerző
- Sebastian Brunner, katolikus teológus és író
- Rudolf Brunngraber, író, újságíró, festőművész
- Patrizio Buanne, bariton, dalszerző és producer
- Martin Buber, zsidó vallásfilozófus
- Barbara Büchner, írónő
- Doris Bures, politikusnő
- Adam Burg, matematikus, egyetemi tanár
- Alfred Burger, amerikai kémikus
- Hugo Burghauser, fagottművész
- Erhard Busek, politikus
- Christine Busta, lírikus
- Hans Buzek, labdarúgó

## C
- Peter Campa, író
- Elias Canetti, író
- Veza Canetti, írónő
- Ivan Cankar, szlovén író
- Andreas Čap, matematikus
- Josef Cap, politikus

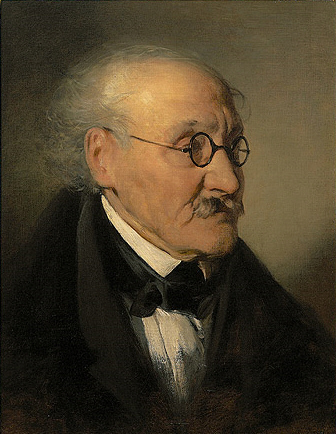
Friedrich von Amerling portréja az idős Ignaz Franz Castelliről

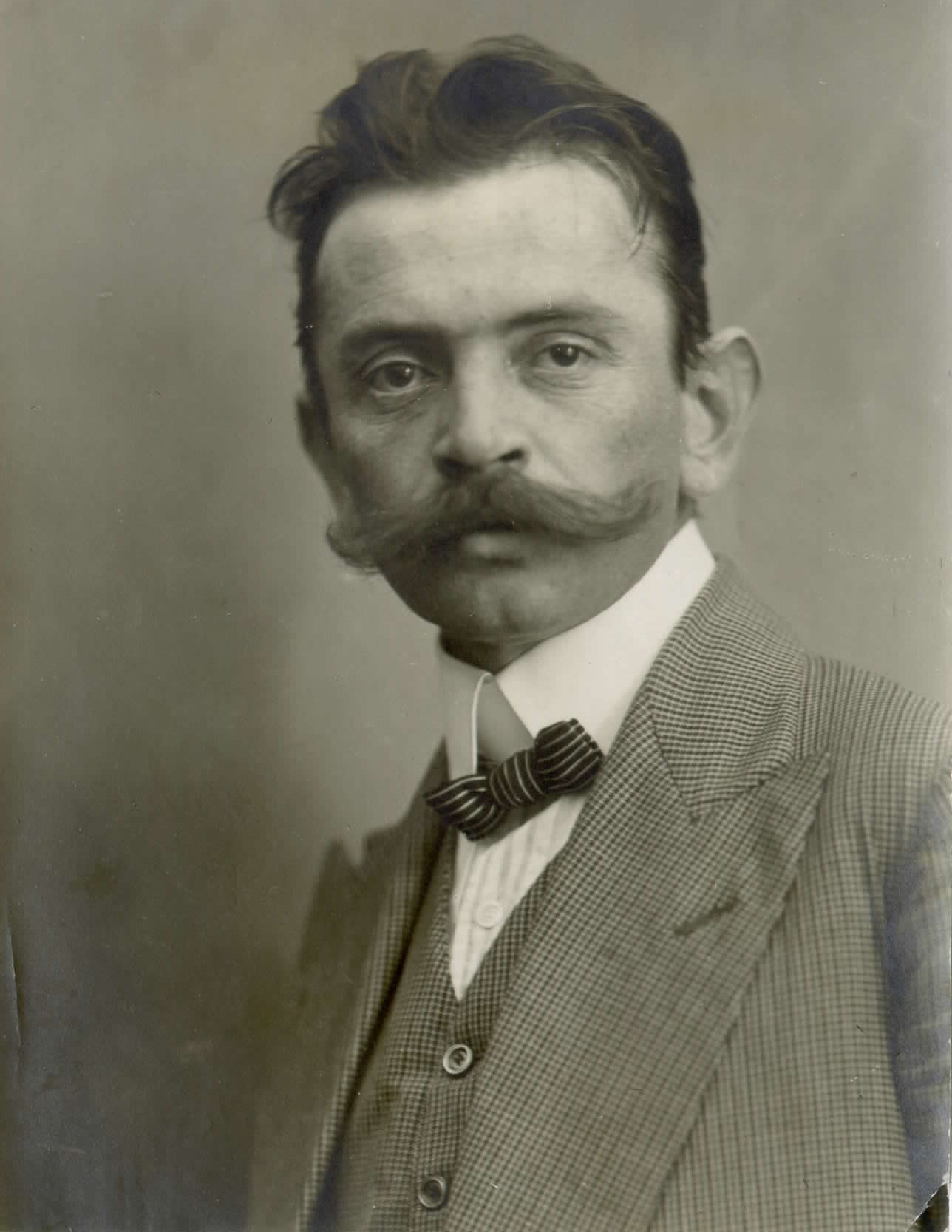
Ivan Cankar több évig élt és alkotott Bécsben

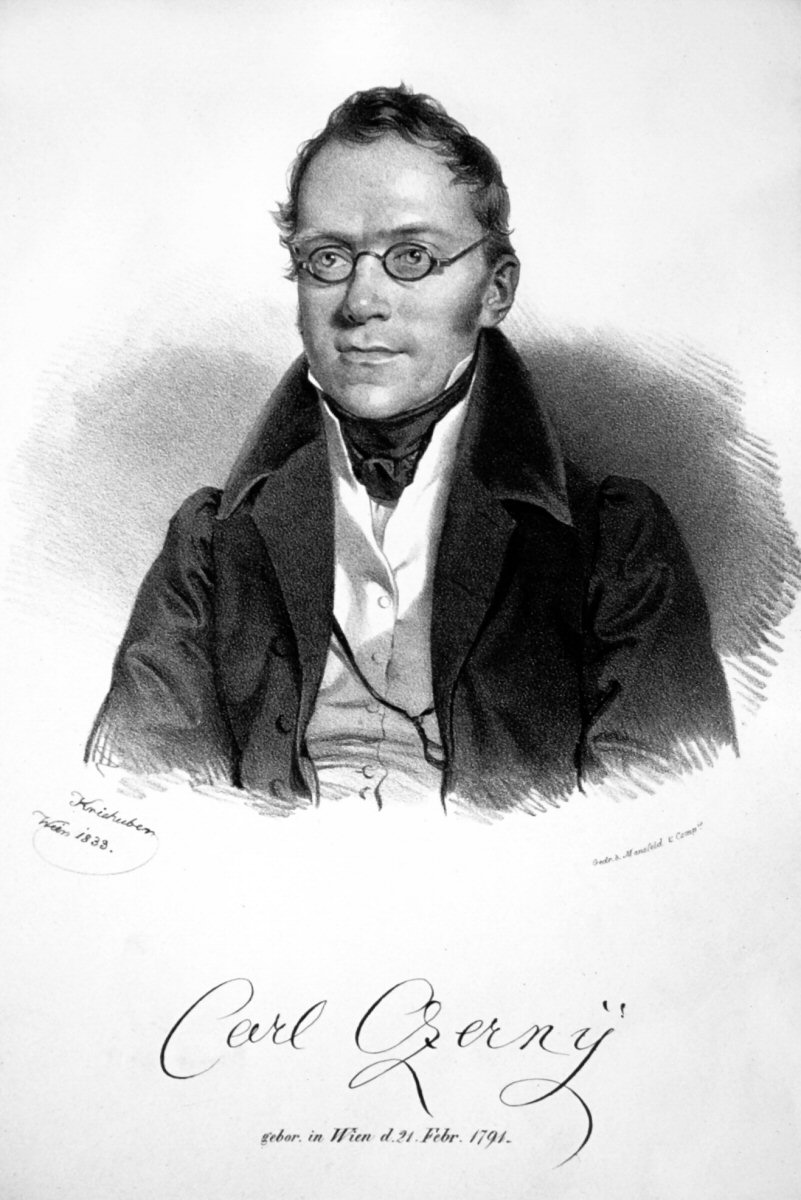
Carl Czerny zeneszerző és zenepedagógus

- Fritjof Capra, fizikus, ezoterikus és író
- Anton Cargnelli, labdarúgó és edző
- Ignaz Franz Castelli, bécsi és alsó-ausztriai író
- Ludvík Vítězslav Čelanský, cseh karmester és zeneszerző
- Friedrich Cerha, zeneszerző és karmester
- Sandra Cervik, színésznő
- Christoph Chorherr, politikus
- Paul Clairmont, sebész
- Heinrich von Clam-Martinic, miniszterelnök
- Hermine Cloeter, írónő és kultúrtörténész
- Mimi Coertse, dél-afrikai-osztrák kamara-énekesnő
- Heinrich Joseph von Collin, író
- Matthäus von Collin, író és II. Napóleon francia császár nevelője
- Klaus Conrad, német neurológus és pszichiáter
- Heinz Conrads, színész, bécsi dalok énekese
- Peter Cornelius (énekes), énekes
- Franz Theodor Csokor, író
- Karl Heinz Czadek, harsonaművész és zeneszerző
- Johann Rudolf Czernin, közigazgatási tisztviselő
- Carl Czerny, zongorista és zongoratanár
- Czibulka Alfonz, zongorista és zeneszerző

## D

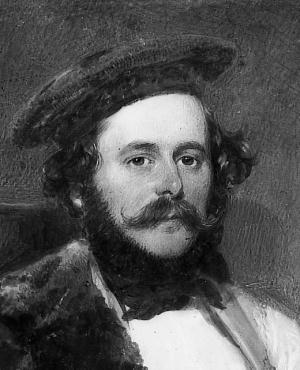
Moritz Michael Daffinger önarcképe

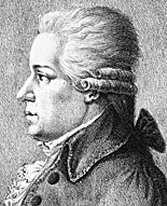
Carl Ditters von Dittersdorf zeneszerző

- Werner Dafeldecker, improvizációs zenész és zeneszerző
- Moritz Michael Daffinger, miniatúrafestő és szobrász
- Falko Daim, régész
- Alfred Dallinger, politikus (SPÖ)
- Mathilde Danegger, német színésznő
- Georg Danzer, dalszerző és énekes
- Michael Danzinger, zongorista és zeneszerző
- Norbert Darabos, politikus
- Elfi von Dassanowsky, énekesnő, zongorista és filmproducer
- Elfriede Datzig, filmszínésznő
- Leopold Joseph von Daun, tábornagy és parancsnok a Hétéves háborúban
- Wirich Philipp Graf Daun, tábornagy
- Walter Davy, rendező és színész
- Doddy Delissen, dán énekesnő és színésznő
- Fritz Demmer, sebész
- Klaus Demus, művészettörténész és lírikus
- Helga Dernesch, opera-énekesnő
- Ruth Deutsch Lechuga, orvosnő, antropológus és fényképész
- Max Deutsch, francia zeneszerző, karmester és zenepedagógus
- Otto Erich Deutsch, zenetudós
- Marion Diederichs-Lafite, zenei író
- Bertha Diener, író és újságírónő
- Gustav Diessl, színházi- és filmszínész
- Antonia Dietrich, német színésznő
- Carl Ditters von Dittersdorf, zeneszerző
- Reinhard Divis, jégkorongozó
- Marco Djuricin, labdarúgó
- Andreas Dober, labdarúgó
- Gerhard Dobesch, ókortörténész, keltológus és nyelvész
- Heimito von Doderer, író
- Johanna Dohnal, politikusnő
- Hans von Dohnanyi, német jogász és ellenálló harcos
- Jakob Dont, hegedűművész
- Alfred Dorfer, színész és kabarészínész
- Michaela Dorfmeister, olimpiai- és világbajnok alpesi síző
- Richard Dorfmeister, lemezlovas, a Kruder & Dorfmeister formáció egyik tagja
- Albert Drach, jogász és író
- Aleksandar Dragovic, labdarúgó
- Richard von Drasche-Wartinberg, Ázsia-kutató, iparos és festőművész
- Ludwig Draxler, ügyvéd és politikus
- Christopher Drazan, labdarúgó
- Carl Dreher, hangtechnikus
- Heinrich Drimmel, politikus és jogász
- Peter Drucker, közgazdász, a menedzsmentoktatás úttörője
- Milan Dubrovic, publicista, főszerkesztő, lapkiadó és diplomata
- Willi Dungl, wellness tanácsadó
- Roland Düringer, színész és kabarészínész
- Ferry Dusika, kerékpárversenyző
- Andrea Maria Dusl, rajzfilmes, rovatvezető és filmrendező
- Peter Dusl, zenész
- Felix Dvorak, színész, kabarészínész, intendáns és író

## E

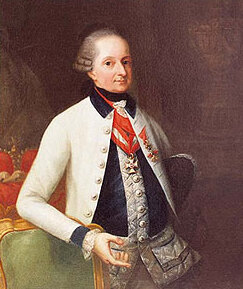
Esterházy Miklós József 1714-ben született Bécsben

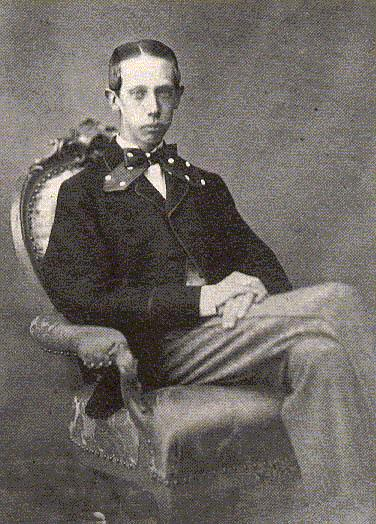
Lajos Viktor főherceg

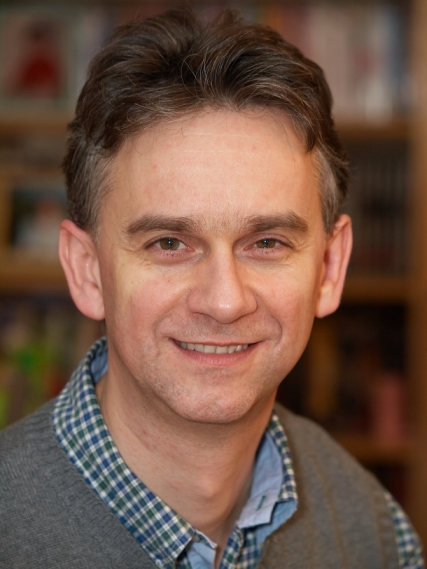
Klaus Ebner osztrák író

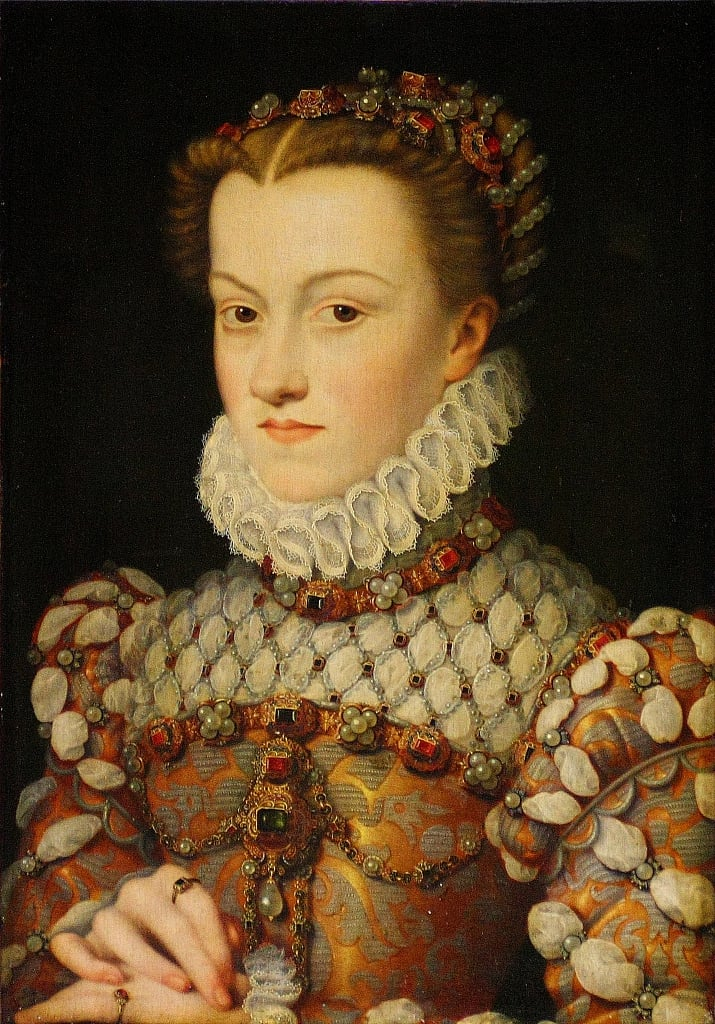
Ausztriai Erzsébet francia királyné 1554-ben született Bécsben

- Robert Eberan von Eberhorst versenyautó-készítő
- Klaus Ebner író
- Michael W. Ecker operaproducer
- Andrea Eckert színésznő és dokumentumfilmes
- Ferdinand Eckhardt kanadai művészettörténész
- Max Edelbacher rendőrfőnök, szakíró
- Thomas Eder irodalomtudós
- Brigitte Ederer politikusnő
- Rudolf Edlinger politikus
- Ernst Egli építész és várostervező
- Paul Ehrenfest fizikus
- Albert Ehrenstein lírikus, író
- Irenäus Eibl-Eibesfeldt viselkedés- és néprajzkutató
- Friedrich Eichberg gépészmérnök, az AEG vezetőtanácsi tagja
- Willy Eichberger színész
- Hanna Eigel műkorcsolyázónő
- Christian Eigner dobos
- Teddy Ehrenreich dzsesszzenész
- Maria Eis, a Burgtheater színésznője
- Rudolf Eisler filozófus
- Rudolf Eitelberger művészettörténész
- Ausztriai Erzsébet francia királyné, Miksa magyar király lánya
- Mária Erzsébet főhercegnő, innsbrucki főapátnő
- Edith Elmay színésznő
- Thomas Ender tájképfestő
- Julius Endlweber tájkép- és vedutafestő
- Eduard Engelmann jr. műkorcsolyázó
- Lucie Englisch színésznő
- Gustav Entz teológus és főiskolai tanár
- Peter L. Eppinger moderátor
- Ernst Epstein építész
- Kurt Equiluz opera- és oratóriuménekes
- Claudia Erdheim írónő
- Habsburg Ernő osztrák főherceg, Alsó- és Felső-Ausztria, valamint a Spanyol Németalföld helytartója.
- Gustav Ernst író
- Emil Ertl író
- Lajos Viktor főherceg
- Elfi Eschke német színésznő
- Karlheinz Essl zeneszerző és elektronikus zenei előadó
- Esterházy Antal (1738–1794) herceg
- Esterházy János magyar huszárhadnagy, földbirtokos, felsőházi tag
- Esterházy Miklós József tábornok
- Esterházy Miklós (II.) táborszernagy és műgyűjtő
- Paul Esterhazy színháztudós, dramaturg, rendező és intendáns
- Buffy Ettmayer labdarúgó
- Herbert Exenberger könyvtáros és szakkönyvíró
- Siegmund Exner-Ewarten fiziológus
- Franz Eybl festőművész

## F
- Max Fabiani, szlovén építész
- Anton Faistauer, festőművész
- Christoph Fälbl, színész
- Falco, énekes, zenész
- Kurt Falk, lapkiadó
- Bernard B. Fall, ellenálló harcos
- Brigitta Falkner, írónő
- Karl Farkas, színész

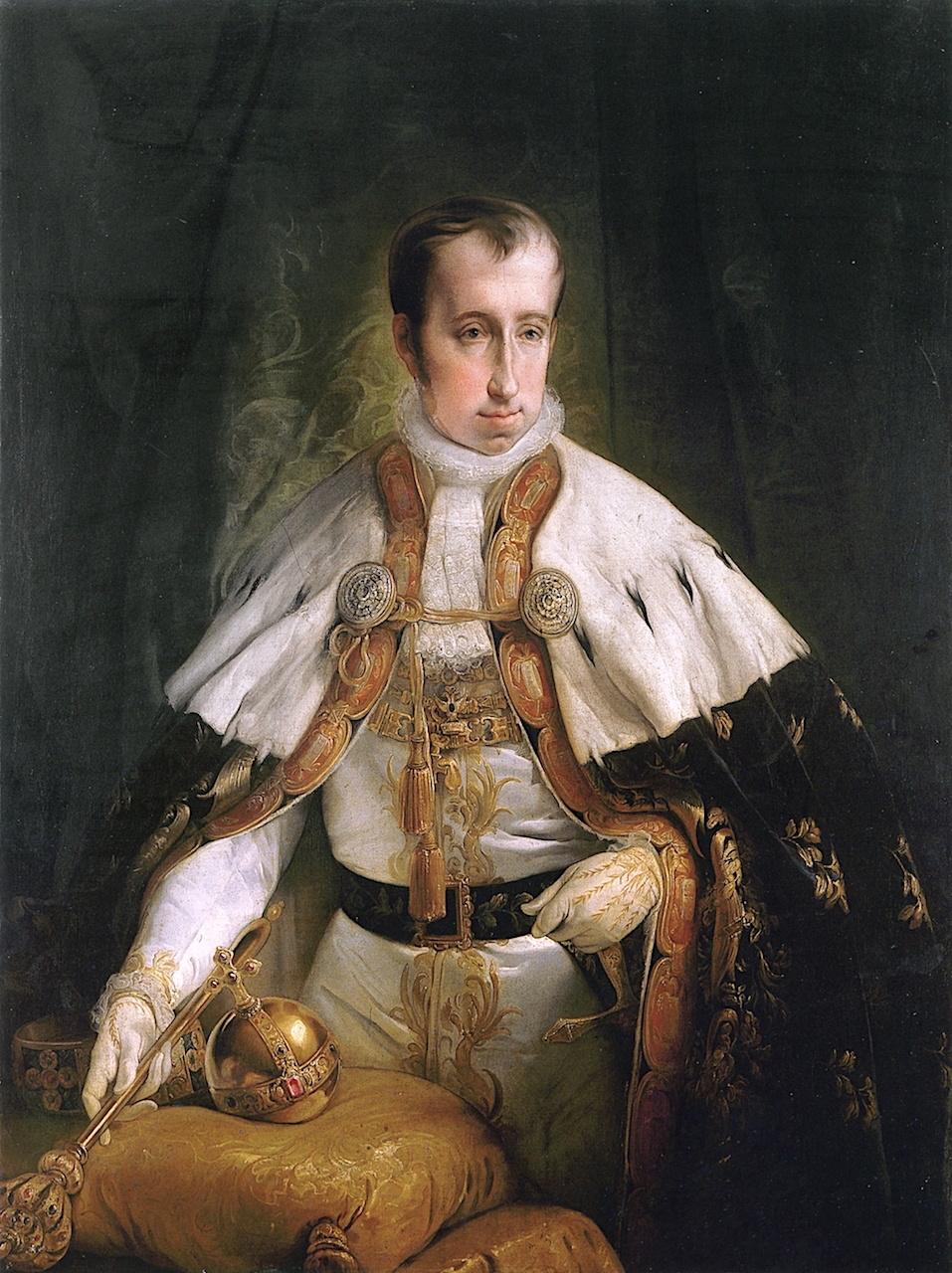
V. Ferdinánd magyar király

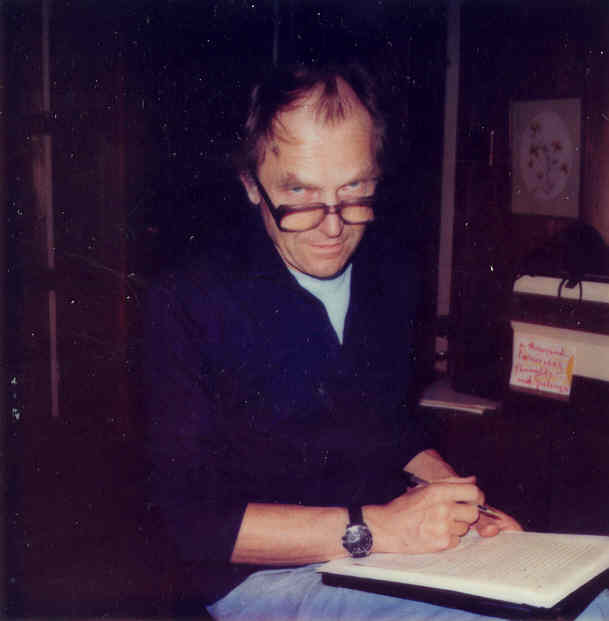
Paul Feyerabend tudományfilozófus

- Bernd Fasching, festőművész és szobrász
- Norbert Faustenhammer, jogász és diplomata
- Ludwig von Fautz, a Császári és Királyi Haditengerészet altengernagya és parancsnoka
- Werner Faymann, politikus
- Reinhard Federmann, író
- Friedrich Fehér, színész és filmrendező
- Hertha Feiler, színésznő
- Walter Feit, matematikus
- Ifj. Ferdinand Fellner, építész
- Wolfgang Fellner, újságíró és médiaszemélyiség
- Walter Felsenstein, rendező, intendáns
- Hermann Felsner, labdarúgó-edző
- Rainhard Fendrich, énekes
- Fennesz, zenész
- V. Ferdinánd, osztrák császár és magyar király
- II. Ferdinánd portugál király
- IV. Ferdinánd német-római, magyar és cseh király
- Benno Fiala von Fernbrugg, világháborús pilóta
- Vera Ferra-Mikura, gyermek- és ifjúsági könyvek szerzője
- Heinrich von Ferstel, építész
- Festetics Tasziló gróf, katonatiszt, lovassági tábornok
- Manuel Fettner, síugró
- Nicolas Fettner, síugró
- Emil Fey, politikus
- Paul Karl Feyerabend, filozófus és tudományteoretikus
- Ernst Fiala, autókészítő
- Franz Fiedler, a Számvevőszék elnöke
- Karl Figdor, újságíró és író
- Marie Fillunger, énekesnő
- Alfred Finz, politikus
- Hertha Firnberg, Ausztria első szociáldemokrata női minisztere
- Joseph Fischer, zeneszerző
- Kurt Rudolf Fischer, zsidó filozófus
- Joseph Emanuel Fischer von Erlach, építész
- Karl Sebastian Flacker, szobrász
- Robert Fleischer, régész
- Thomas Flögel, labdarúgó
- Olga Flor, írónő
- Walter Flöttl, bankár
- Wolfgang Flöttl, bankár
- Herbert Flugelman, képzőművész
- Heinz von Foerster, a kibernetika tudományának úttörője
- Adolf Foglár, jogász és író
- Ludwig Foglár, jogász és író
- Willi Forst, színész, forgatókönyvíró, rendező és producer
- Albert Fortell, színész és író
- August Fournier, történész és politikus
- Raoul Heinrich Francé, bionikus és természetfilozófus
- Friedrich Franceschini, portréfestő
- Leo Frank, krimiíró
- Paul Frank, író és forgatókönyvíró
- Philipp Frank, filozófus, fizikus és matematikus
- Herbert W. Franke, sci-fiíró
- George Frankl, pszichoanalitikus, filozófus és író
- Viktor Frankl, neurológus és pszichiáter, a logoterápia és az egzisztenciaanalízis egyik megalapítója
- Sandra Frauenberger, politikusnő, városi tanácsos
- Alfred Eduard Frauenfeld, nemzeti szocialista politikus
- Gottfried von Freiberg, kürtművész
- Gomes Freire de Andrade, portugál tábornok, szabadkőműves nagymester
- Erik Freitag, zeneszerző és hegedűművész
- Anna Freud, osztrák-angol pszichoanalitikus, Sigmund Freud lánya
- Sigmund Freud, a pszichoanalízis megalapítója
- Ebba-Margareta von Freymann, J.R.R. Tolkien egyes verseinek első német fordítója
- Alfred Hermann Fried, Béke Nobel-díjas pacifista, publicista
- Erich Fried, lírikus, műfordító és esszéista
- Egon Friedell, író, újságíró, színész, színházkritikus
- Zsófia főhercegnő, Ferenc József és Erzsébet elsőszülött leánya
- Loni von Friedl, színésznő
- Otto Friedländer, író és pacifista
- Georg Friedrich, színész
- Karl von Frisch, Nobel-díjas biológus, zoológus
- Otto Frisch, brit atomfizikus
- Gerhard Fritsch, író
- George Froeschel, író és forgatókönyvíró
- Helmuth Froschauer, karmester
- Marianne Frostig, szociális munkás, tanítónő és pszichológus
- Katharina Fröhlich, Franz Grillparzer író „örök menyasszonya”
- Eduard Frühwirth, labdarúgó és edző
- Sylvia Frühwirth-Schnatter, matematikusnő
- Ernst Fuchs, festőművész
- Hans Georg Fuchs, politikus és iparos
- Robert Fuchs (zeneszerző), zeneszerző és zenepedagógus
- Johann Fürst, színész és színházigazgató

## G
- Friedrich Gabler, kürtművész
- Richard Gach, építész
- Hans Gál, zeneszerző és zenetudós

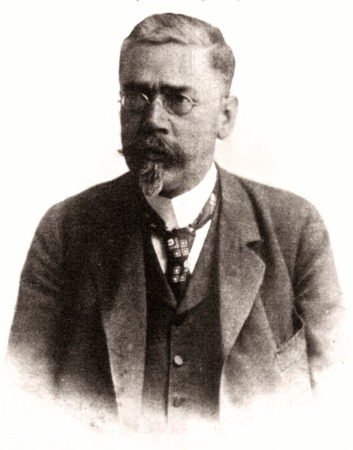
Karl Gölsdorf mozdonykonstruktőr

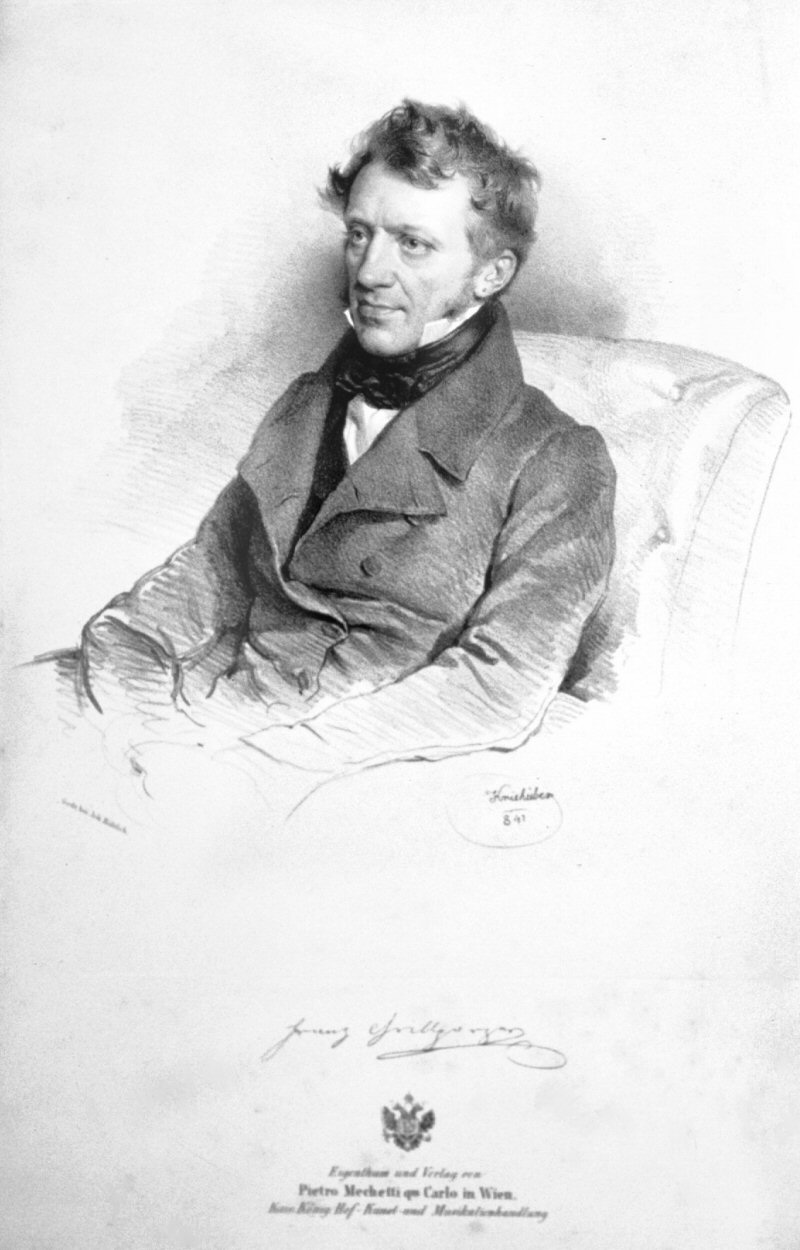
Franz Grillparzer író 1791-ben született

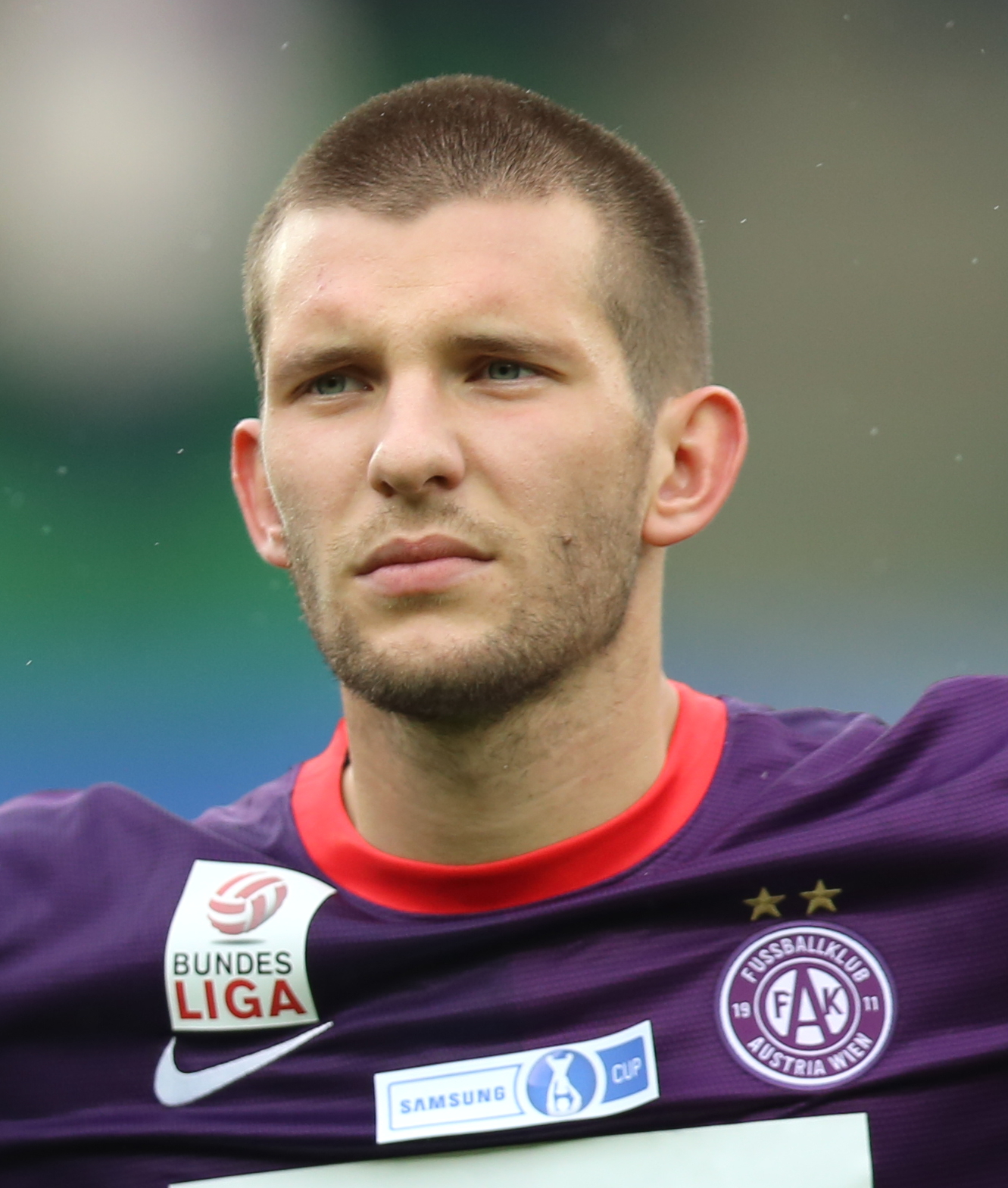
Alexander Gorgon labdarúgó

- Bernhard Gál, zeneszerző és képzőművész
- Karl Gall, motorkerékpár-versenyző
- Mario von Galli, jezsuita, teológiai szerkesztő és publicista
- Carlo Galli da Bibiena, olasz dekorációs- és színházi festő
- Helmut A. Gansterer, újságíró, kiadó és író
- Roland Garber, kerékpárversenyző
- Rene Gartler, labdarúgó
- Jo Gartner, autóversenyző
- Charly Gaudriot, zenész és zeneszerző
- Helma Gautier, színésznő
- Elisabeth Gehrer, politikusnő
- Raoul Gehringer, zeneszerző
- Johann Nepomuk Geiger, festőművész és rajzoló
- Hilda Geiringer, matematikusnő
- Gerald Geisler, lovagló
- Otto Heinrich von Gemmingen-Hornberg felvilágosult író és diplomata
- Viktor Gernot, énekes, színész, zenész, író és moderátor
- Andreas Geritzer, vitorlázó
- Franz Xaver Gewey, hivatalnok, színész és író
- Julian Gillesberger, brácsaművész
- Roland Girtler, szociológus, kultúrantropológus és filozófus
- Friedrich Glasl, politológus
- Daniel Glattauer, író
- Friedrich Glauser, svájci krimiíró
- Josef Alois Gleich, hivatalnok és színházi költő
- Tilla Durieux (eredetileg Ottilie Godeffroy), német színésznő
- Carl Goebel, festőművész
- Ernest Gold (eredetileg Ernst Siegmund Goldner), zeneszerző
- Käthe Gold, színésznő
- Thomas Gold, asztrofizikus
- Karl Goldammer, festőművész
- Karl Gölsdorf, mérnök és mozdonykonstruktőr
- Ernst Gombrich, művészettörténész
- Alexander Gorgon, labdarúgó
- André Gorz, szociálfilozófus
- Hildegard Goss-Mayr, békeaktivista és írónő
- Amon Göth, százados, táborparancsnok
- Constantin Göttfert, író
- Wilhelm Graetzer (Guillermo Graetzer), argentin zeneszerző, zenepedagógus és zenetudós
- Michael Graff, ügyvéd és politikus
- Daniel Gramann, labdarúgó
- Daniel Gran, barokk festőművész
- Anselm Grand, festőművész, zenész, zeneszerző, ellenálló harcos
- Anton Grath, szobrász
- Leopold Gratz, politikus
- Ifj. Leopold Grausam, szobrász és kőfaragó
- Josef Gregor, német népzenekutató, zenepedagógus
- Johannes Grenzfurthner, képzőművész, író
- Elias Grießler, portréfestő
- Franz Grillparzer, drámaíró
- Ferdinand Grimm, pénzügyminiszter és pénzügyi szakember
- Hans Hermann Groër, római katolikus püspök, bíboros
- Anton Johann Gross-Hoffinger, író
- Walther Gross, festőművész
- Brigitte Große, műfordító
- Gabriel Gruber, jezsuita rendfőnök
- HK Gruber, zeneszerző és karmester
- Ludwig Gruber, zeneszerző, énekes, író és karmester
- Marianne Gruber, írónő
- Walter Grubmüller, autóversenyző
- Raimund Grübl, jogász és politikus
- Victor Gruen, zsidó várostervező és építész
- Karl Grune, filmrendező
- Ernst Grünfeld, sakknagymester
- Alfred Grünwald, operett-szövegíró
- Henry Grunwald, a Times főszerkesztője és amerikai osztrák nagykövet
- Anton Joseph Gruscha, érsek, bíboros
- Friedrich Gschweidl, labdarúgó
- Carl Friedrich Gsur, festőművész
- John Gudenus, politikus
- Hilde Güden, koloratúrszoprán, kamara-énekesnő
- Friedrich Gulda, zongorista és zeneszerző
- Elisabeth Gürtler-Mauthner, vállalkozónő
- Albert Paris Gütersloh, festőművész és író
- Eugene von Guerard, képzőművész

## H
- Franz Haag, szobrász
- Hans Haas, súlyemelő

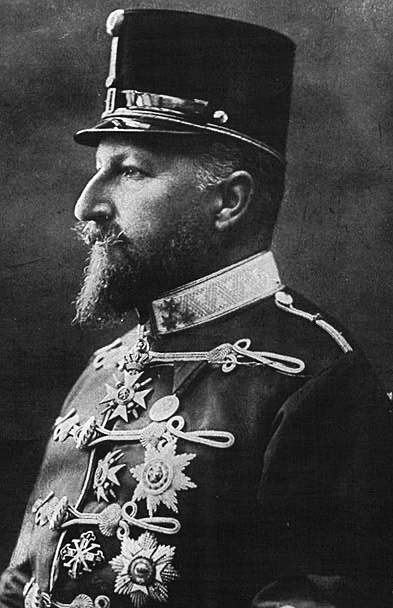
I. Ferdinánd bolgár cár 1861-ben született Bécsben

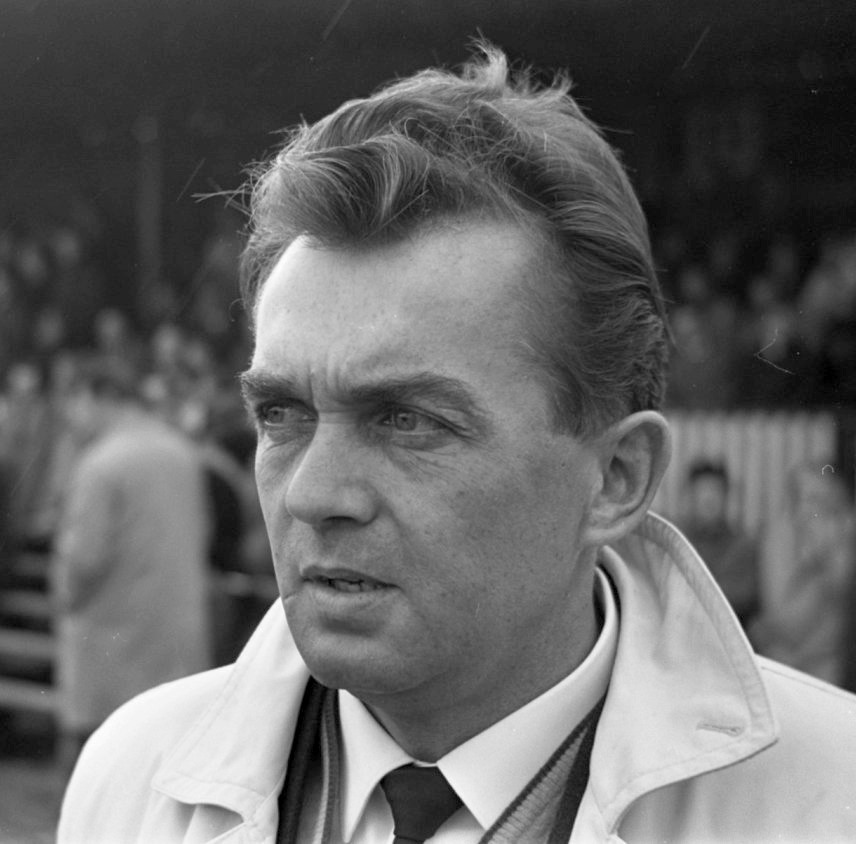
Ernst Happel 1925-ben született Bécsben

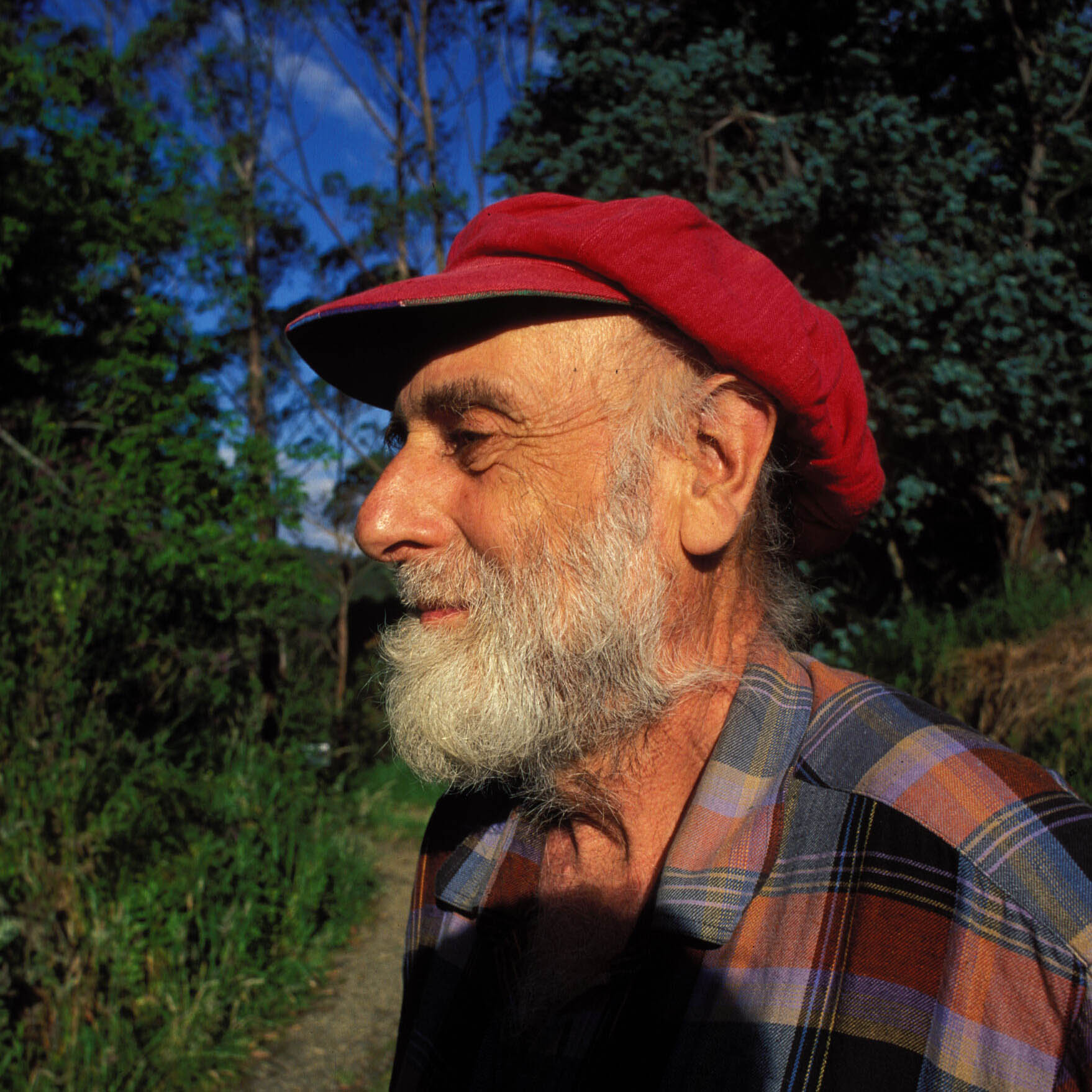
Friedensreich Hundertwasser építész

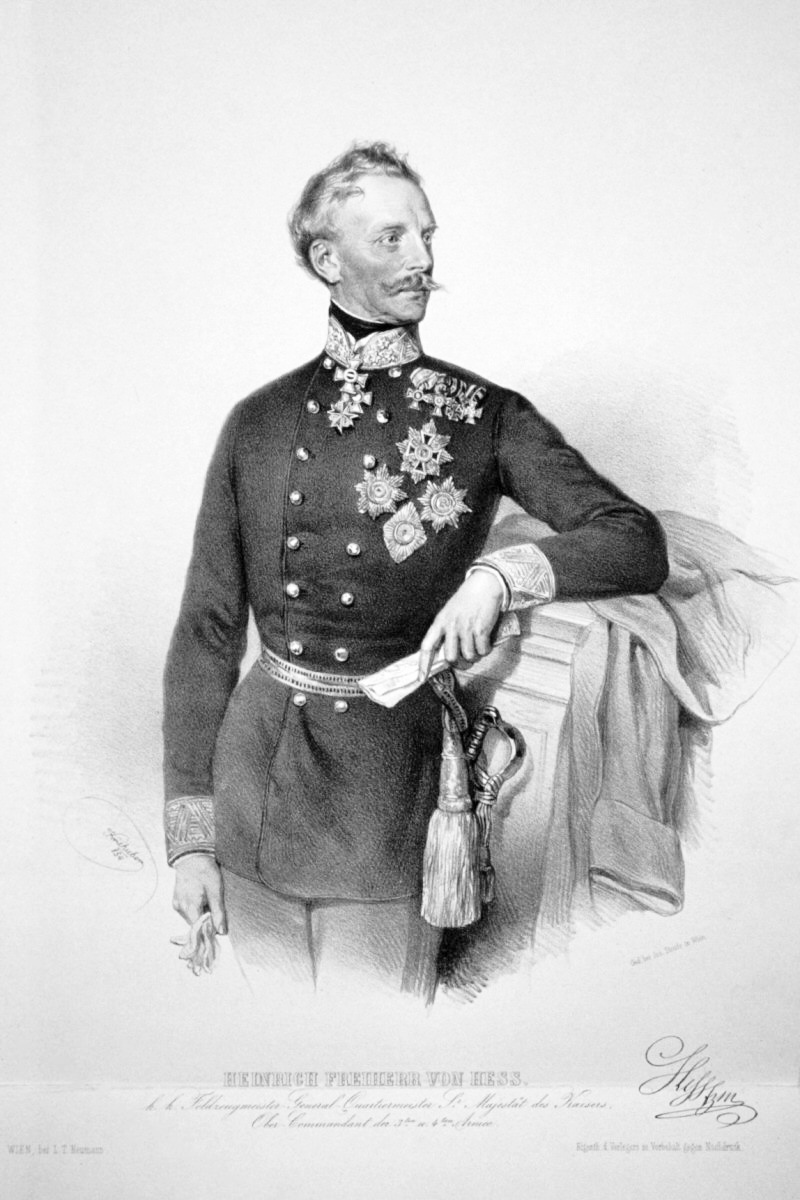
Heinrich von Heß tábornagy

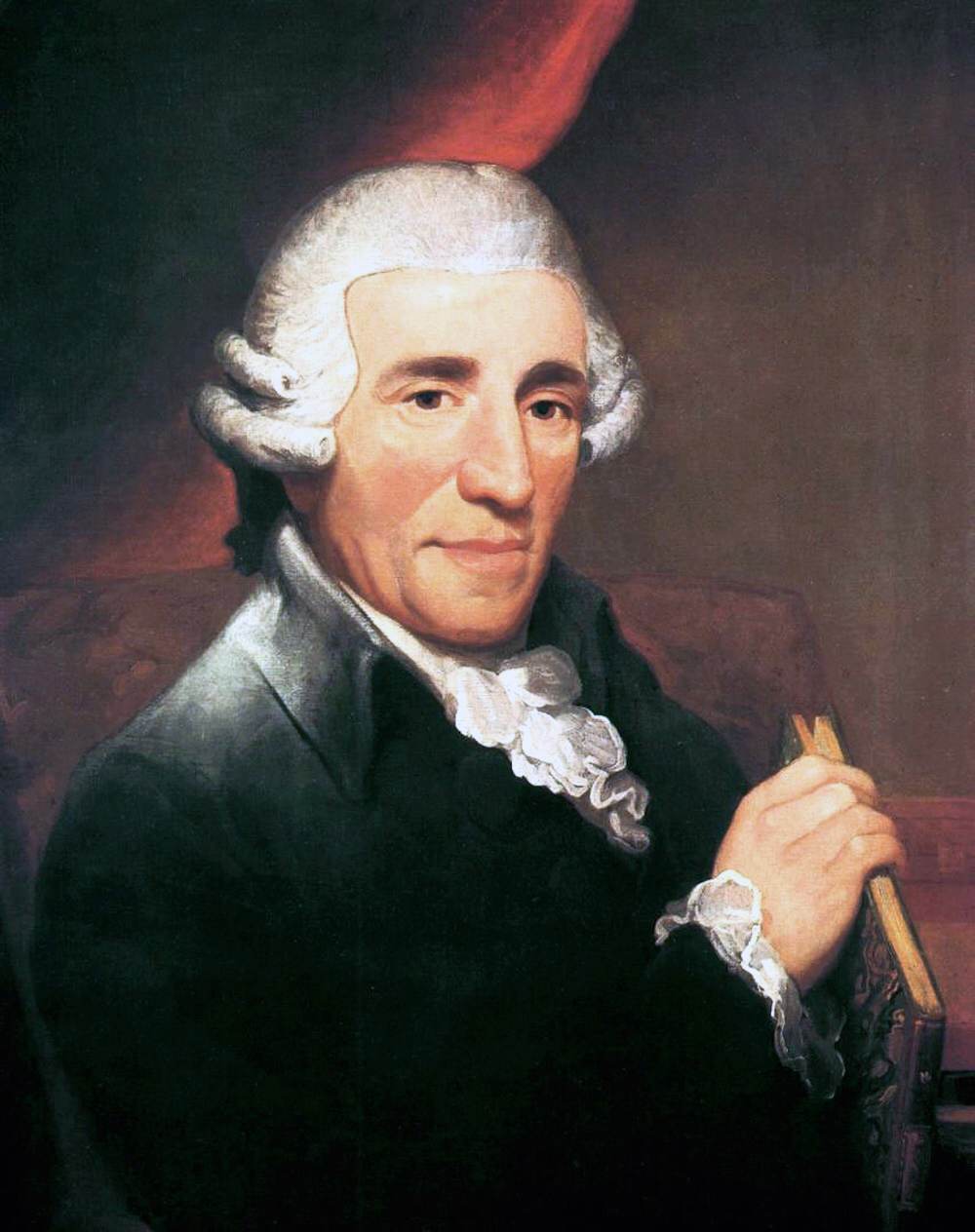
Franz Joseph Haydn zeneszerző, karmester

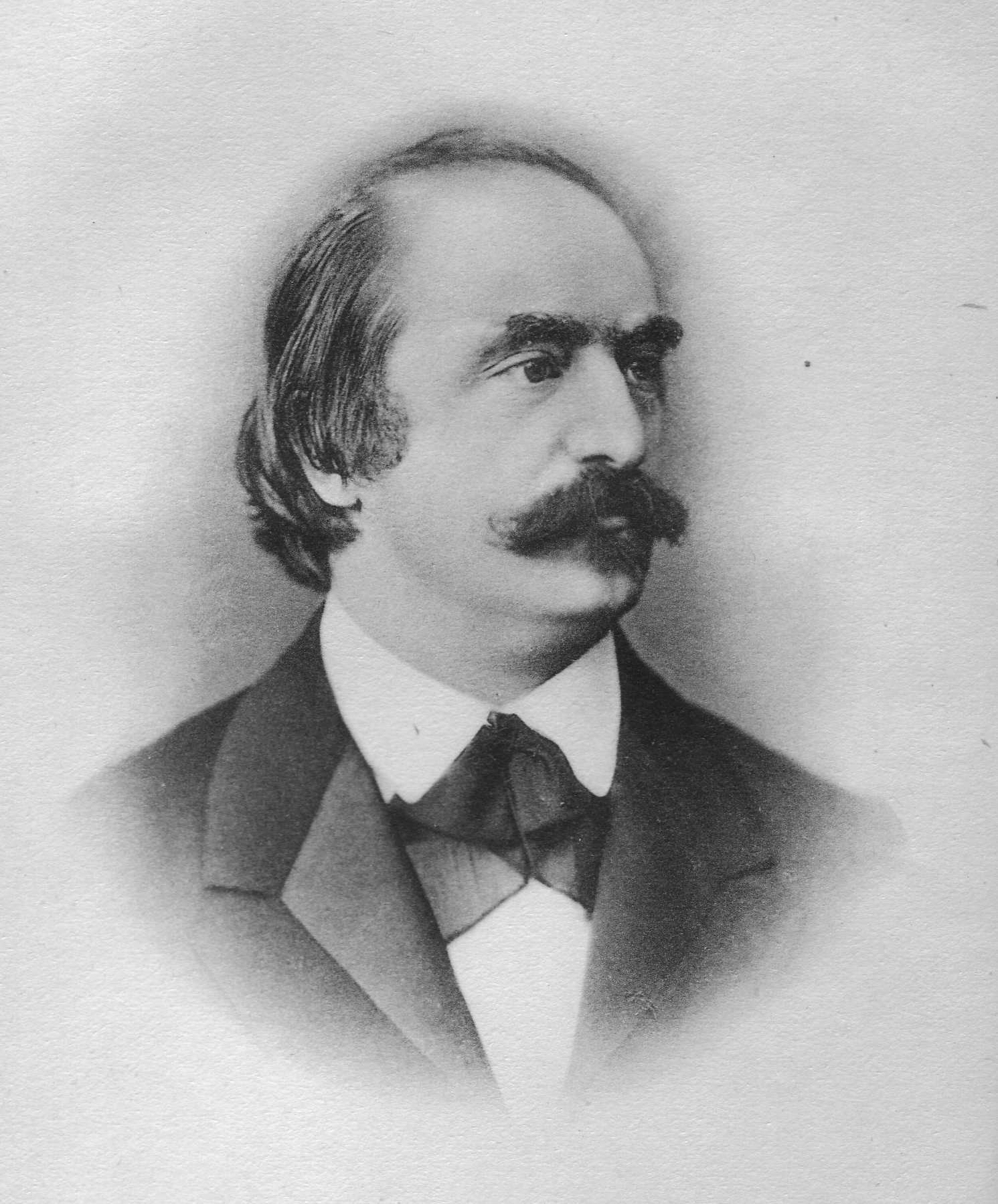
Eduard Hanslick zenekritikus, zeneesztéta

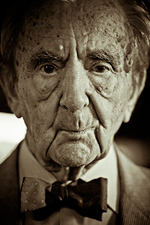
Leopold Hawelka bécsi kávéház-alapító és -tulajdonos

- Waltraut Haas, színésznő és énekesnő
- Habsburg Ágnes, Schweidnitz-Jauer hercegnője
- Habsburg Anna magyar hercegnő, 1457–58-ban magyar trónkövetelő, Albert magyar király és Luxemburgi Erzsébet idősebb lánya
- Habsburg Erzsébet magyar hercegnő, lengyel királyné és litván nagyhercegné, Albert magyar király és Luxemburgi Erzsébet ifjabb lánya, valamint II. Ulászló magyar király édesanyja
- Friedrich Hacker, osztrák-amerikai pszichiáter, pszichoanalitikus és agressziókutató
- Karlheinz Hackl, színész és rendező
- Ingrid Haebler, zongorista
- Ernst Haeusserman, színész, rendező, a Burgtheater igazgatója
- Philipp Hafner, író és irodalomkritikus
- Roman Hagara, olimpiai bajnok vitorlázó
- Willy Hagara, slágerénekes és színész
- Walter Hagg, diplomata
- Hans Hahn, matematikus
- Johannes Hahn, politikus
- Liane Haid, színésznő és énekesnő
- Alfons Haider, színész
- Wilhelm Ritter von Haidinger, geológus és ásványkutató
- Martin A. Hainz, irodalomtudós és filozófus
- Clemens Haipl, író, rajzoló, kabarészínész és zenei producer
- Fritz Hakl, színész
- Oskar Halecki, lengyel történész
- Konrad Adolf Hallenstein, német színész (Burgtheater)
- Erwin Halletz, zeneszerző és karmester
- Paul Hamburger, zongorista
- Peter Hammerschlag, költő
- Gerhard Hanappi, labdarúgó
- Andrea Händler, színésznő
- Marcus Hanikel, labdarúgó
- Georg Hann, kamaraénekes (basszus)
- Eduard Hanslick, zenekritikus
- Erik Jan Hanussen, Hermann Steinschneider, német-osztrák látnok álneve
- Ernst Happel, labdarúgó, labdarúgó-edző
- Irene Harand, írónő
- Ignaz zu Hardegg, lovassági tábornok és a Haditanács elnöke
- Marte Harell (1907–1996), színházi- és filmszínésznő
- Johann Philipp Harrach, tábornagy és a Haditanács elnöke
- Karl Hartl, filmrendező
- Christoph Hartung, orvos, a homeopátia úttörője
- Christoph Hartung von Hartungen, (IV), orvos
- Erhard Hartung von Hartungen, (III), orvos
- Lorenz Leopold Haschka, osztrák császári himnusz eredeti szövegének szerzője
- Karl Freiherr von Hasenauer, építész
- Friedrich Hasenöhrl, fizikus
- Franz Hasil, labdarúgó
- Hans Hass, tengerkutató, zoológus, mélytengeri búvár
- Gerhard Haszprunar, zoológus és egyetemi professzor
- Michael Hatz, labdarúgó
- Franz von Hauslab, táborszernagy
- Raoul Hausmann, osztrák-német dadaista művész
- Rudolf Hausner, festőművész és grafikus
- Wolfgang Hausner, vitorlázó
- Leopold Hawelka, kávéház-alapító és -tulajdonos
- Josefine Hawelka, Leopold Hawelka felesége
- Joseph Haydn, zeneszerző
- August von Hayek, botanikus
- Friedrich August von Hayek, Nobel-díjas közgazdász és morálfilozófus
- Raimund Hedl, egykori labdarúgó, edző
- Jakob Hegner, nyomdász, kiadó, műfordító
- Joseph Heicke, állat- és tájképfestő
- Eduard Heilingsetzer, politikus és miniszter
- Claudia Heill, cselgáncsozó
- Anton Heiller, zeneszerző, orgonaművész és zenepedagógus
- Kurt Heintel), színházi- és filmszínész
- Hans Peter Heinzl, kabarészínész, moderátor
- David Heissig, színész
- André Heller, dalíró, költő
- Maximilian Hellmann, zenész
- Edmund von Hellmer, szobrász
- Gottfried Helnwein, képzőművész
- Karl Franz Henisch, színész és szövegíró
- Johann von Herbeck, karmester és zeneszerző
- Ernest Johann Nepomuk von Herberstein, a Linzi Egyházmegye püspöke
- Bernd Herndlhofer, osztrák autóversenyző
- Paul Hertel, zeneszerző
- Fritz von Herzmanovsky-Orlando, író és rajzoló
- Andreas Herzog, labdarúgó
- Curt Herzstark, feltaláló, mechanikus
- Heinrich von Heß, tábornagy
- Ernst von Hesse-Wartegg, utazó és író
- Johann Ferdinand Hetzendorf von Hohenberg, klasszicista építész
- Gerhard Hiesel, régész
- Gabi Hift, színésznő, rendező és író
- Raul Hilberg, amerikai történész
- Rudolf Hilferding, német-osztrák politikus
- Franz Hillebrand, filozófus
- Franz Anton Hillebrandt, építész
- Josef Hindels, ellenálló harcos
- Ernst Hinterberger, író
- Grete Hinterhofer, zongorista, zenepedagógus és zeneszerzőnő
- Hakon Hirzenberger, rendező és színész
- Adolf Hitler, politikus, a Nemzetiszocialista Német Munkáspárt vezetője, kancellár
- Ernst Hochschartner, festőművész
- Fritz Hochwälder, író
- Friedl Hofbauer, írónő
- Blasius Höfel, rézmetsző
- Gerda Hoffer, izraeli írónő
- Maria Hoffmann-Ostenhof, matematikusnő
- Werner Hofmann (Kunstwissenschaftler), művészettudós
- Hugo von Hofmannsthal, író, drámaíró
- Joseph Höger, tájképfestő, litográfus
- Josef Holaubek, bécsi rendőrfőnök
- Günther Hölbl, egyiptológus és ókor-történész
- Franz Högler, szobrász
- Hans Hollein, építész és dizájner
- Walter Hollitscher, filozófus, marxista és pszichoanalitikus
- Hans Holt, színész
- Ignaz Holzbauer, zeneszerző
- Oskar Homolka, osztrák-amerikai színész
- Gerd Honsik, revizionista és Holokauszt-tagadó írások szerzője
- Christiane Hörbiger, színésznő
- Erich von Hornbostel, népzenekutató
- Joseph Horovitz, brit zeneszerző és professzor
- Franz Horst, festőművész
- Roland Horvath, kürtös
- Anna Hottner-Grefe, írónő
- Ernst Karl Heinrich Hoyos-Sprinzenstein, földbirtokos, nemes
- Alfred Hrdlicka, szobrász, rajzoló, festőművész és grafikus
- Hellmuth Hron, színész
- Alexander Graf Hübner, diplomata
- Elias Hütter, szobrász
- Friedensreich Hundertwasser, festőművész és építész
- Rudolf Hundstorfer, politikus
- Wolfgang Hutter, festőművész és grafikus
- I. Ferdinánd herceg, Bulgária cárja

## I
- Peter Igelhoff, zenész és zeneszerző
- Albert Ilg, művészettörténész
- Ivan Illich, pedagógus, filozófus, teológus
- Fritz Imhoff, színész és énekes

## J
- Franz Jachym, bécsi segédpüspök
- Marie Jahoda, szociológusnő
- Ernst Jandl, költő

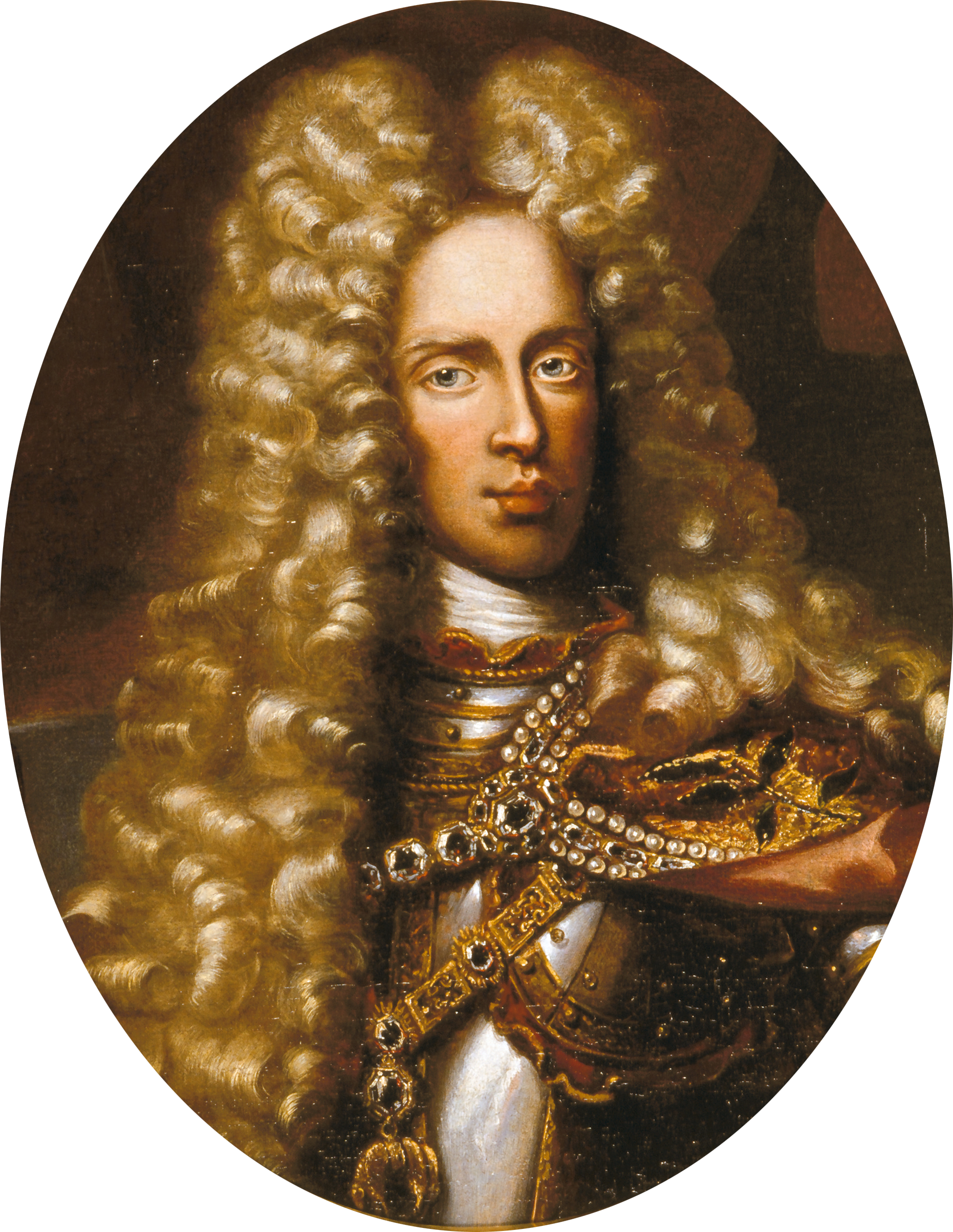
I. József 1678-ban született Bécsben

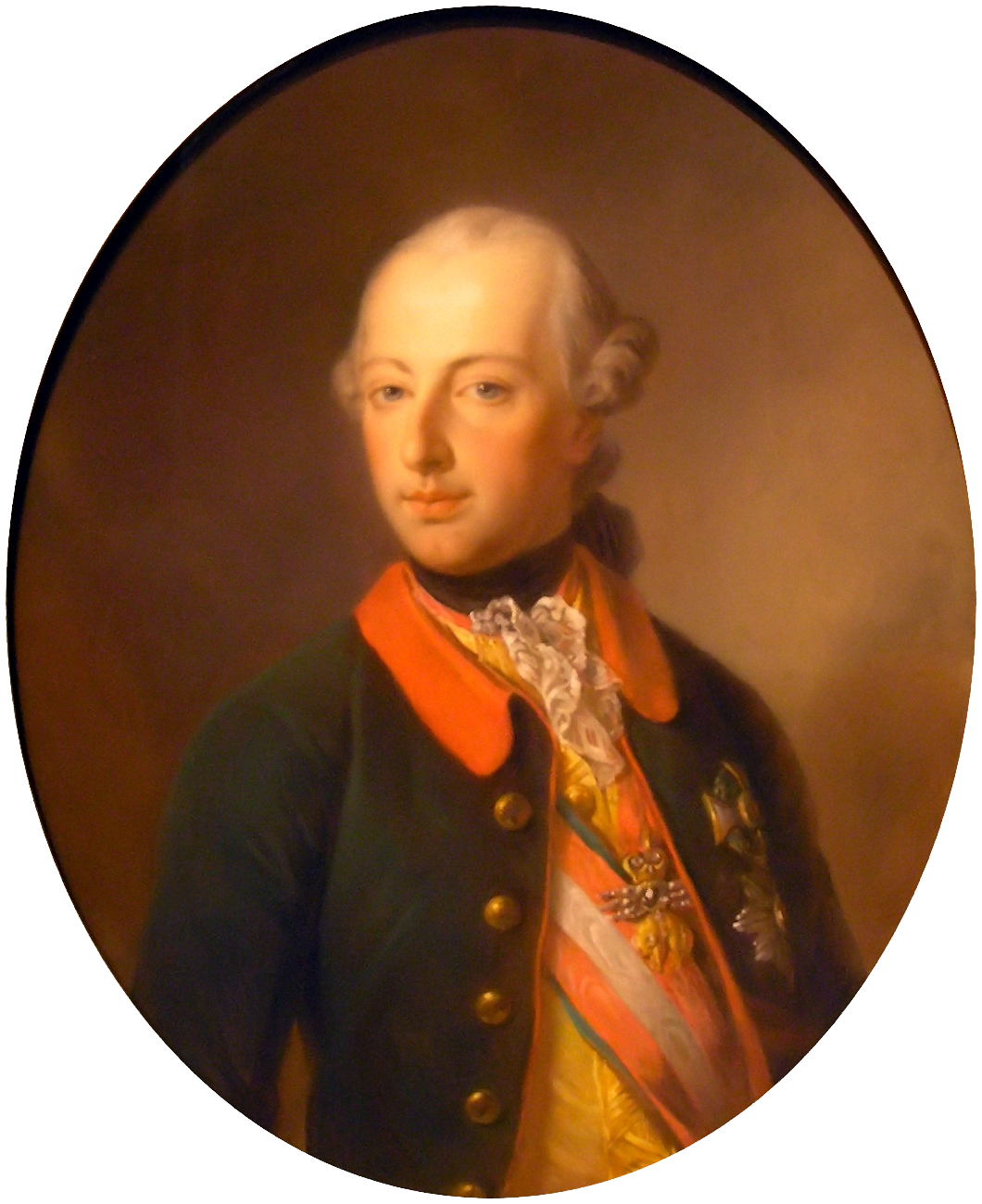
II. József magyar király

- Albert Janesch, portré- és zsánerfestő
- Janisch Antal orvos, újságíró, amerikai szabadságharcos
- Antonie Janisch, színésznő (Burgtheater)
- Michael Janisch, színész
- Peter Janisch, filmszínész
- Hans Janitschek, újságíró
- Christoph Jank, labdarúgó
- Marc Janko, labdarúgó
- Peter Jankowitsch, politikus és diplomata
- Émile Jaques-Dalcroze, zeneszerző és zenepedagógus
- Hans Jaray, kamaraszínész, rendező és író
- Gerald Jatzek, író és zenész
- Franz Jauner, színész és színházigazgató
- Claudia-Sofie Jelinek, színésznő
- Hanns Jelinek, zeneszerző és zenepedagógus
- Camilla Jellinek, osztrák-német nőjogi harcos és jogásznő
- Mercédès Jellinek, Emil Jellinek osztrák-magyar diplomata és gépkocsi-kereskedő lánya
- Mariama Djiwa Jenie, koncertzongorista és táncosnő
- Maria Jeritza, opera-énekesnő
- Gertraud Jesserer, színésznő
- Boris Jirka, sportmoderátor
- Rosa Jochmann, politikusnő
- Wilhelm John, történész
- Anna Maria Jokl, osztrák-izraeli írónő
- Franz Jonas, polgármester, miniszterelnök
- Josef Rattner, pszichológus
- I. József német-római császár, Ausztria uralkodó főhercege, magyar és cseh király
- II. József német-római császár, magyar és cseh király
- Robert Jungbluth, színházigazgató
- Carl Junker, történész
- Walter Jurmann, zeneszerző

## K
- Hilmar Kabas, politikus
- Stella Kadmon, színésznő

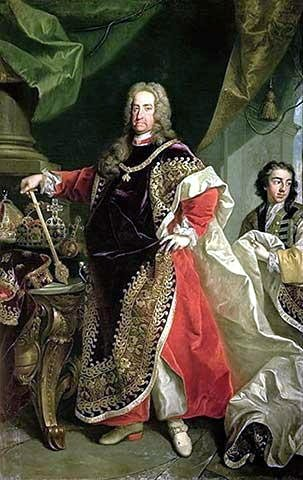
III. Károly magyar király

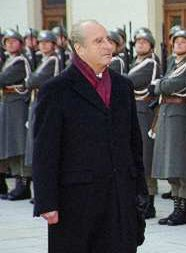
Thomas Klestil államelnök

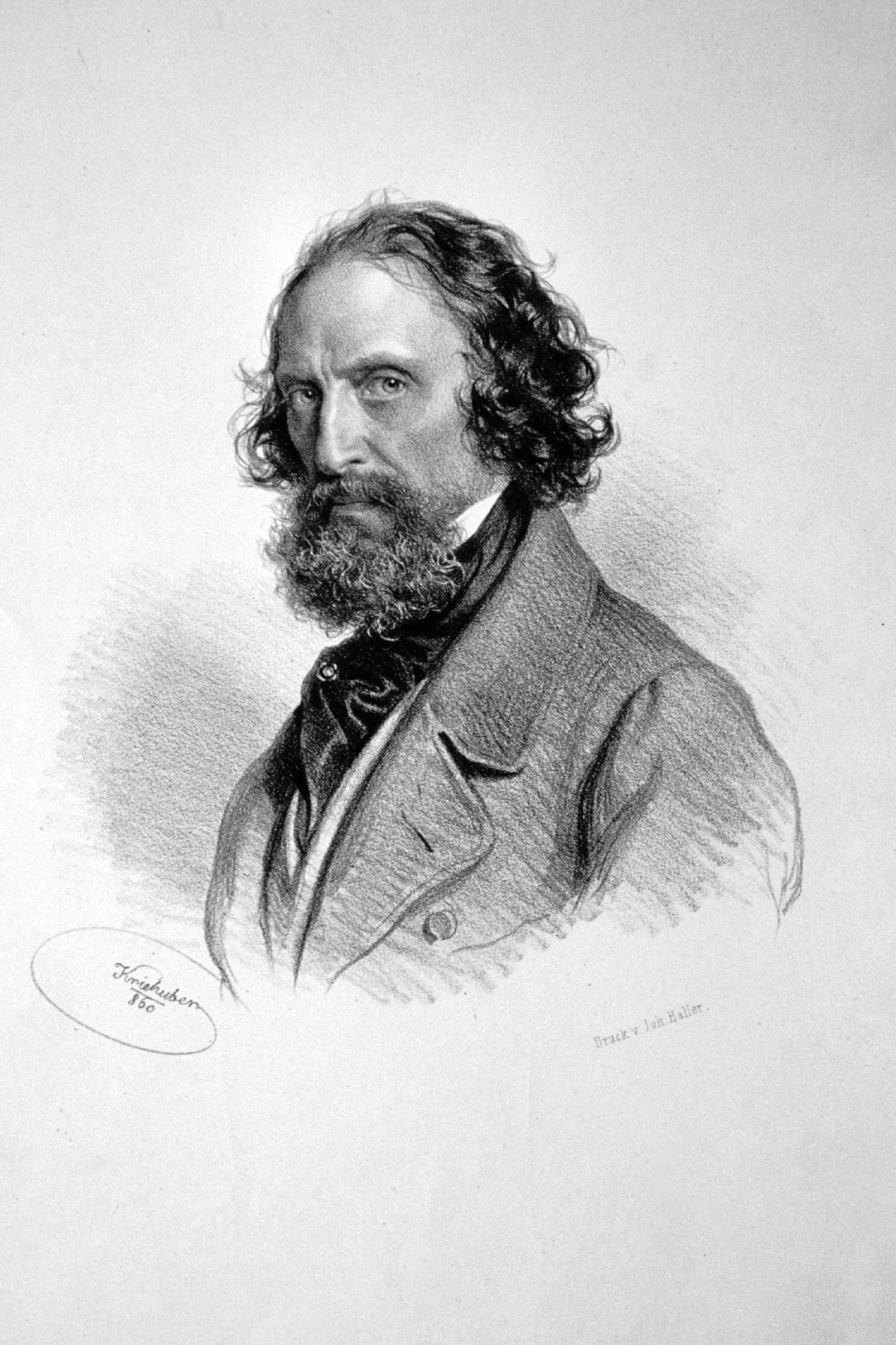
Josef Kriehuber a bécsi biedermeier képviselője

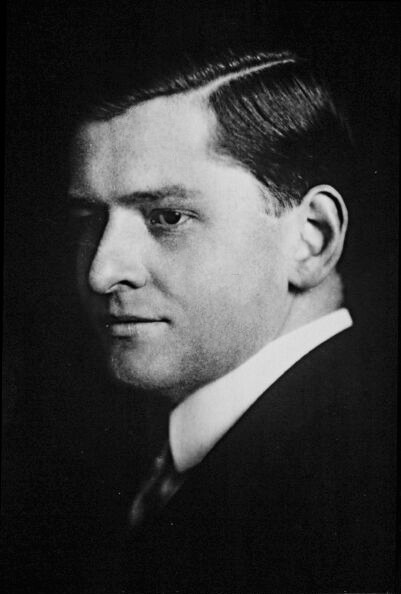
Richard Kuhn biokémikus 1900-ban született Bécsben

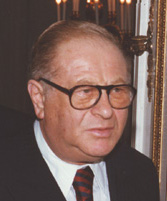
Bruno Kreisky bécsi születésű politikus

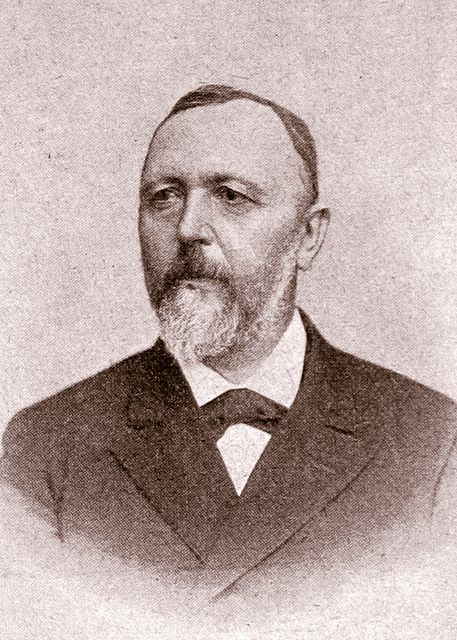
Richard von Krafft-Ebing német-osztrák orvos Bécsben tevékenykedett

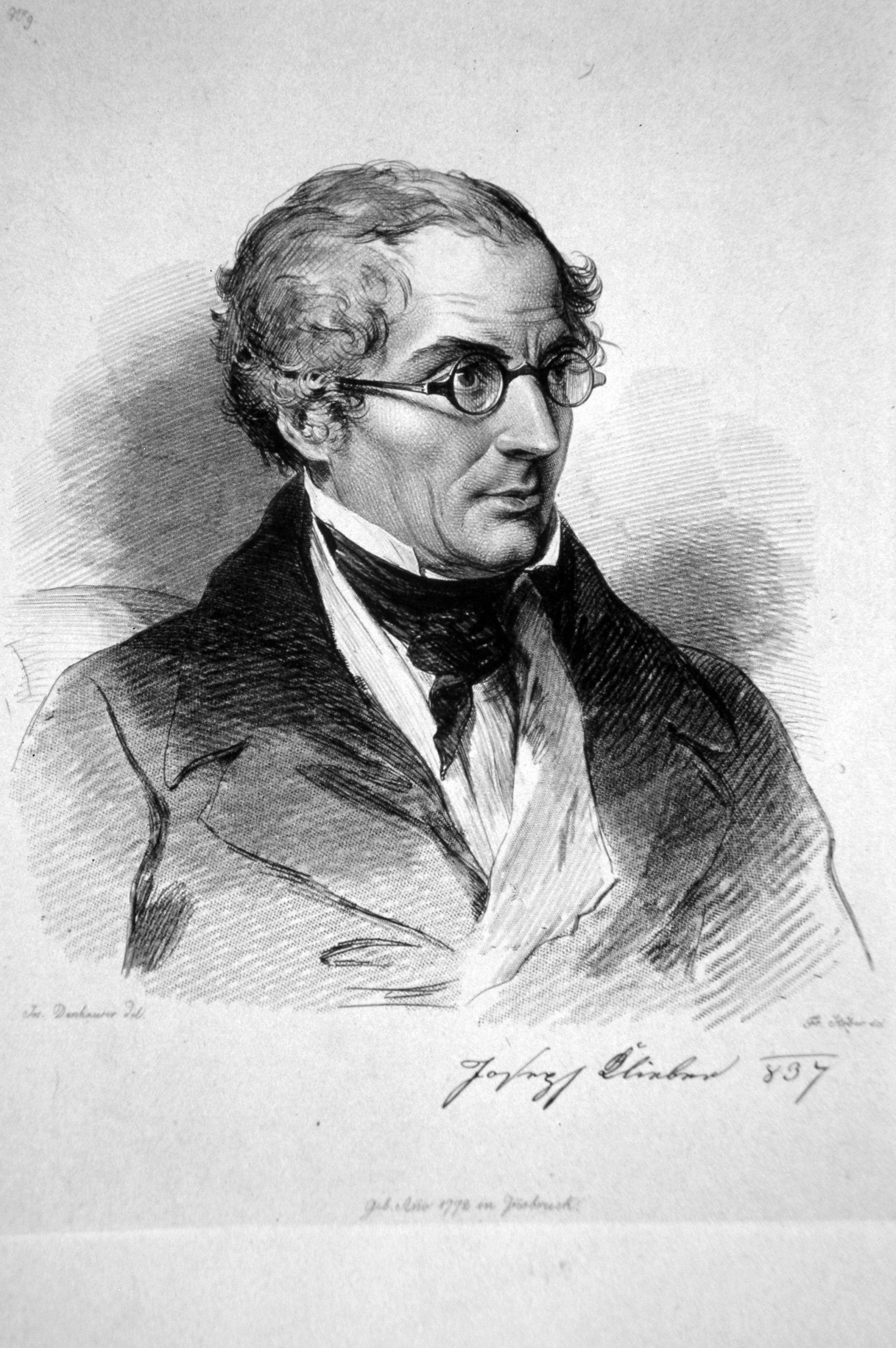
Josef Klieber szobrász, éremkészítő és festő, a bécsi képzőművészeti akadémia tanára

- Arnim Kahofer, Európa-bajnok biliárdozó
- Volkan Kahraman, török származású labdarúgó
- Thomas Kakuska, zenész, professzor
- Elisabeth Kallina, kamaraszínésznő
- Charles Kálmán, film- és színházi zeneszerző
- Fritz Kalmar, író, Uruguay-i főkonzul
- Gerd Kaminski, sinológus
- Paul Kammerer, zoológus
- Natascha Kampusch, televíziós műsorvezető, emberrablási áldozat
- Eric Richard Kandel, Nobel-díjas amerikai idegtudós
- Frederick Kanfer, osztrák-amerikai pszichológus és viselkedésterapeuta
- Hans Kann, zongorista és zeneszerző
- Andreas Karabaczek, diplomata
- Herbert von Karajan, karmester
- Anton Karas, zeneszerző és zenész
- Friedrich Karas, katolikus pap, a nemzeti szocializmus ellenzője
- II. Károly főherceg, Belső-Ausztria ura
- III. Károly osztrák főherceg, Ausztria uralkodó főhercege, magyar király
- Habsburg–Lotaringiai Károly József főherceg
- Barbara Karlich, műsorvezető
- Berta Karlik, fizikusnő
- Anton Hans Karlinsky, tájkép- és portréfestő
- Felix Kaspar, műkorcsolyázó
- Herbert Kaspar, kiadó, publicista és újságíró
- Max Kassowitz, gyermekorvos, professzor
- Friedrich Katz, néprajzkutató és történész
- Markus Katzer, labdarúgó
- Carl Kauba, szobrász
- Götz Kauffmann, színész, író
- Johann M. Kauffmann, orgonaépítő
- Wenzel Anton Graf Kaunitz, politikus
- Gina Kaus, írónő, műfordító és forgatókönyvíró
- Veli Kavlak, labdarúgó
- Andrea Kdolsky, politikusnő
- Greta Keller, sanzon-énekesnő
- Eva Kerbler, színésznő
- Peter Kern, színész, rendező, producer és író
- Peter Heinz Kersten, énekes, bűvész
- Kertbeny Károly, újságíró és emberjogi aktivista
- Melchior Khlesl, Bécs püspöke és II. Mátyás magyar király kancellárja
- Roland Kickinger, színész és testépítő
- Viktor Kienböck, politikus és jogász
- Arabella Kiesbauer, műsorvezetőnő
- Ilse Kilic, írónő
- Ferdinand Bonaventura Fürst Kinsky, cseh nemes
- Sonja Kirchberger, színésznő
- Alfred Klahr, kommunista újságíró
- Georg Klaren, rendező és forgatókönyvíró
- Hellmuth Klauhs, bankigazgató
- Erich Kleiber, karmester
- Melanie Klein, osztrák-brit pszichoanalitikus
- Arthur Kleiner, osztrák-amerikai filmzeneszerző
- Daniela Klemenschits, teniszezőnő
- Fritz Klenner, író, bankár, szakszervezeti vezető és politikus
- Thomas Klestil, diplomata, államelnök
- Josef Klieber, szobrász, a Művészeti Akadémia igazgatója
- Gerhard Klingenberg, színházi rendező és intendáns
- Julius Klinger, festőművész és grafikus
- Wolf Klinz, az Európai Parlament képviselője
- Herbert Kloiber, médiavállalkozó
- Hans Kloss, bankigazgató
- Ruth Klüger, amerikai irodalomtudós és írónő
- Waldemar Kmentt, opera-, operett- és koncerténekes
- Hans Kmoch, sakkozó
- Ladislaus Kmoch, karikaturista és képregényrajzoló
- Kurt Georg Knotzinger, katolikus pap, pedagógus és egyházzenész
- Ludwig Koch, festőművész, szobrász és illusztrátor
- Gotfrid Köchert, autóversenyző
- Otto Koenig, viselkedéskutató, zoológus és író
- Leonhard Kohl von Kohlenegg, író és színész
- Doris Köhler, ökölvívónő
- Theodor Köstlin, színész, rendező és dramaturg
- Heinz Kohut, német pszichológus
- Peter Koits, politikus
- Teddy Kollek, izraeli politikus
- Dagmar Koller, énekesnő és táncosnő
- Sigismund von Kollonitz, a Bécsi Érsekség érseke és bíboros
- Rudolf Kompfner (eredetileg Kömpfner), osztrák-brit mérnök, feltaláló
- Anny Konetzni, operaénekesnő
- Hilde Konetzni, operaénekesnő
- Rudolf Konopa, portré-, tájkép-, csendélet- és zsánerfestő
- Karl König, gyermekorvos, gyógypedagógus, a nemzetközi Camphill mozgalom alapítója
- Franz Königshofer, zeneszerző és professzor
- Inge Konradi, film-, kamara- és színházi színésznő
- Michael Konsel, labdarúgó
- Jernej Kopitar, szlovén nyelvész
- Hilde Körber, színésznő
- Ümit Korkmaz, labdarúgó
- Fritz Kortner, német színész és színházi rendező
- Karl Kotratschek, atléta
- Klara Köttner-Benigni, környezetvédő és írónő
- Antonio Koudele, zenész
- Bozo Kovacevic, labdarúgó
- Mirko Kovats, befektető
- Karl Kowarik, zenész
- Wilfried Kowarik, bencés szerzetes és történész
- Johann Lucas Kracker, késő barokk festőművész
- Guido Krafft, földművelő és agrárgazdasági szakirodalmi szerző
- Johann Martin Krafft, érme- és pecsétkészítő
- Victor Kraft, tudományteoretikus, filozófus és könyvtáros
- Richard von Krafft-Ebing, pszichiáter, orvosprofesszor
- Hertha Kräftner, írónő
- Dietrich Kralik, germanista
- Robert Kramreiter-Klein, építész
- Cissy Kraner, színésznő, énekesnő
- Hans Krankl, labdarúgó, énekes
- Helmut Krätzl, a Bécsi Érsekség segédpüspöke
- Bernhard Kraus, orvos, az „Allgemeine Wiener medizinische Zeitung” kiadója
- Karl Kraus, író, publicista és sajtókritikus
- Wolfgang Kraus, műsorvezető, irodalomkritikus és esszéista
- Clemens Krauss, karmester
- Astrid Krebsbach, német asztaliteniszezőnő
- Bruno Kreisky, politikus
- Eva Kreisky, politológus és jogásznő
- Fritz Kreisler, hegedűművész és zeneszerző
- Georg Kreisler, kabarészerző, zeneszerző és író
- Eduard Kremser, zeneszerző és karmester
- Alfred von Kremer, orientalista
- Ernst Krenek, zeneszerző
- Josef Kriehuber, litográfus és festőművész
- Richard Kriesche, képzőművész
- Ernst Kris, osztrák-amerikai művészettörténész és pszichoanalitikus
- Helga Kromp-Kolb, klímakutató és meteorológus professzor
- Simon Kronberg, író
- Max Krott, erdészeti szakember és politológus
- Peter Kruder, lemezlovas, a Kruder & Dorfmeister formáció egyik tagja
- Elsbeth Krukenberg-Conze, írónő és nőjogi harcos
- Erwin Kubesch, diplomata
- Anton Kuh, újságíró, író
- Richard Kuhn, német kémikus
- Stefan Kulovits, labdarúgó
- Carl Kundmann, szobrász
- Luigi von Kunits, karmester, zeneszerző, hegedűművész és zenepedagógus
- Leopold Kunschak, politikus
- Erich Kunz, operaénekes (bariton)
- Nicolin Kunz, színésznő
- Markus Kupferblum, operarendező és bohóc
- Ferdinand Kürnberger, író
- Rita Kurzmann-Leuchter, zongorista és zenepedagógus
- Gottfried Küssel, szélsőjobboldali író és Holokauszt-tagadó
- Joseph Kyselak, alpinista és császári udvari hivatalnok

## L
- Robert Lach, zenetudós
- Ferdinand Lacina, politikus

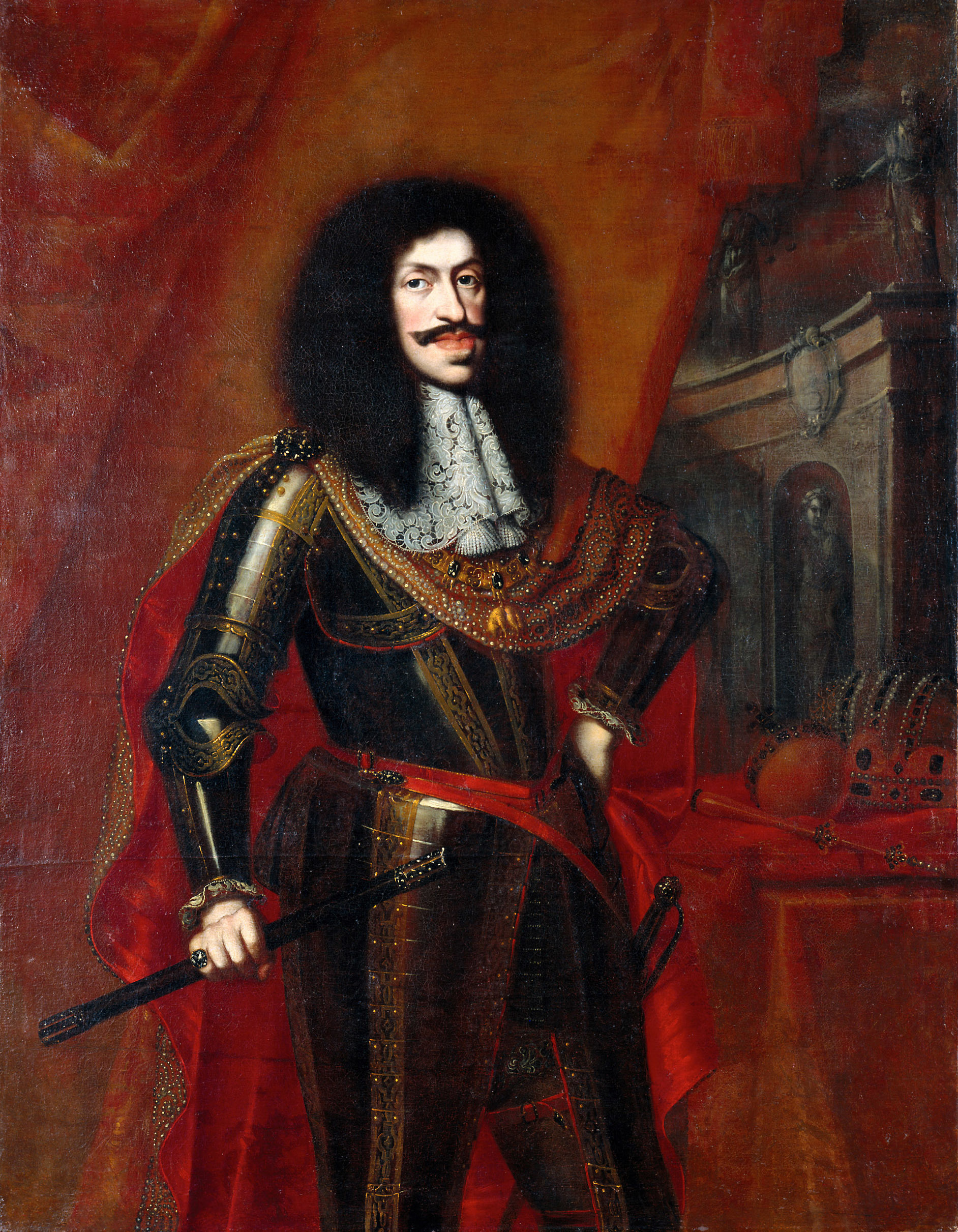
I. Lipót magyar király

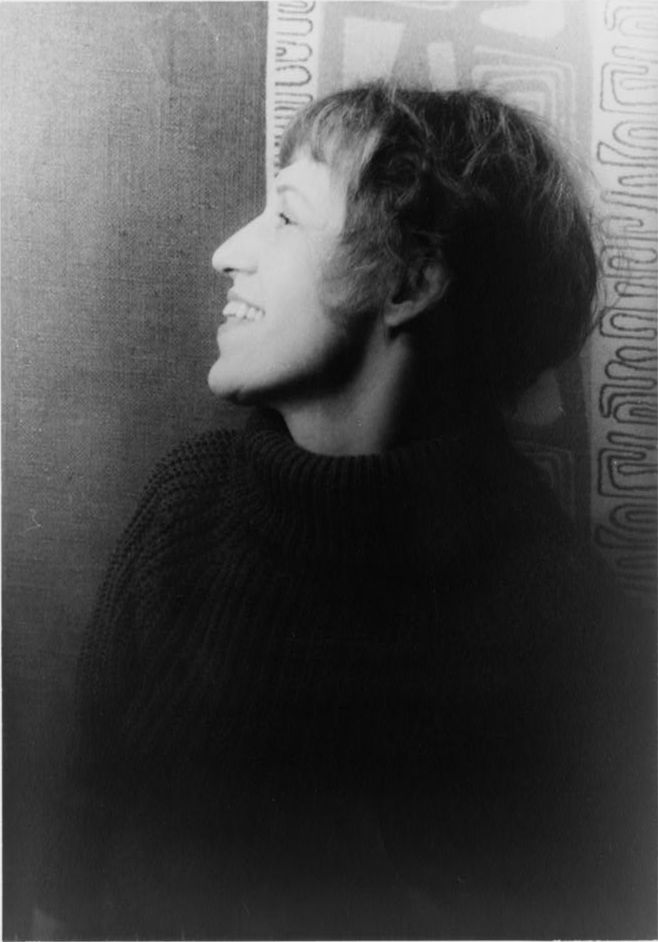
Lotte Lenya énekesnő

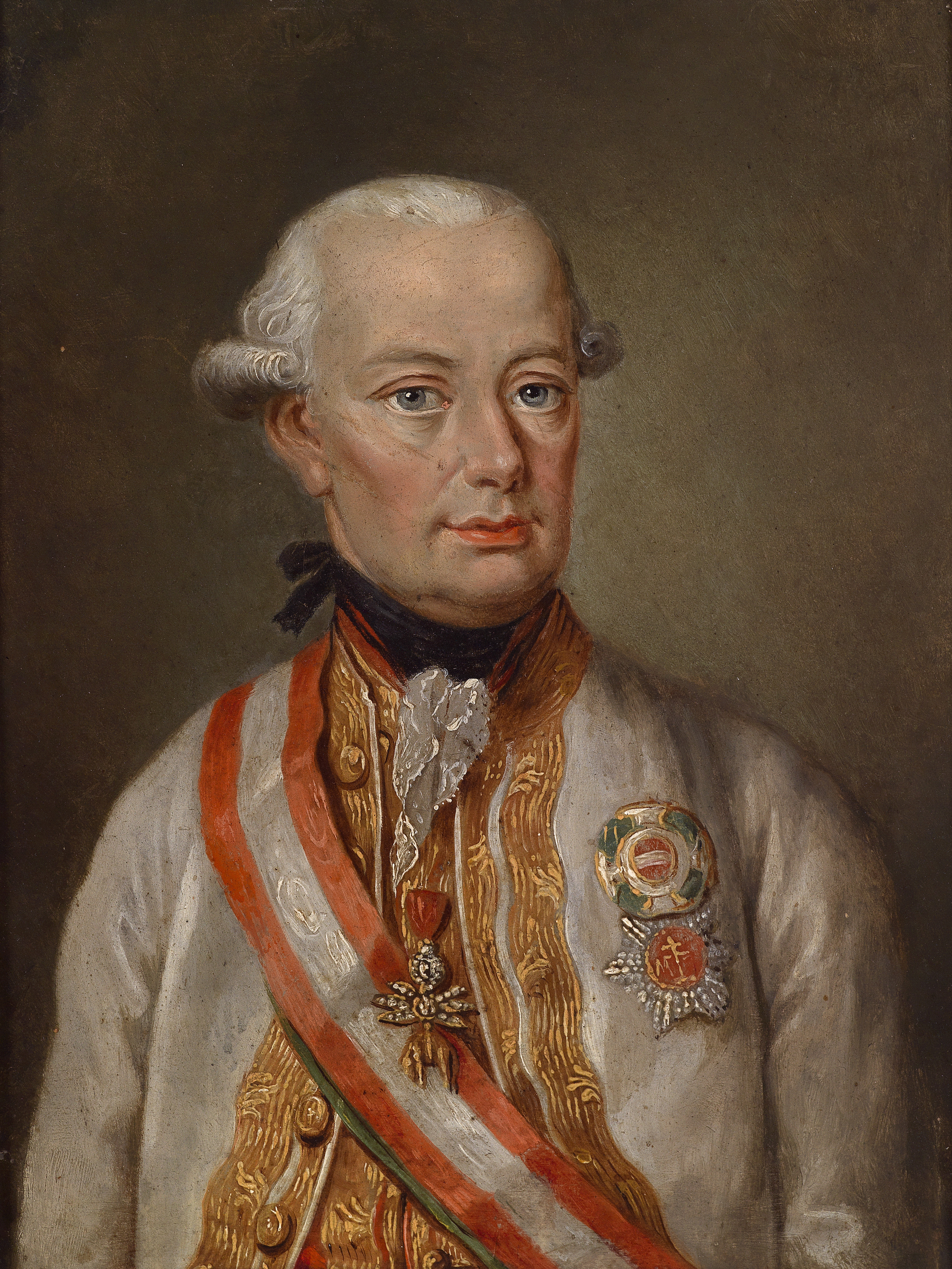
II. Lipót magyar király

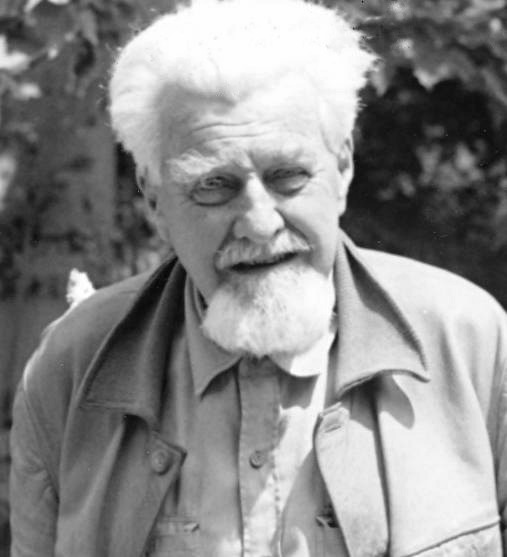
Konrad Lorenz etológus

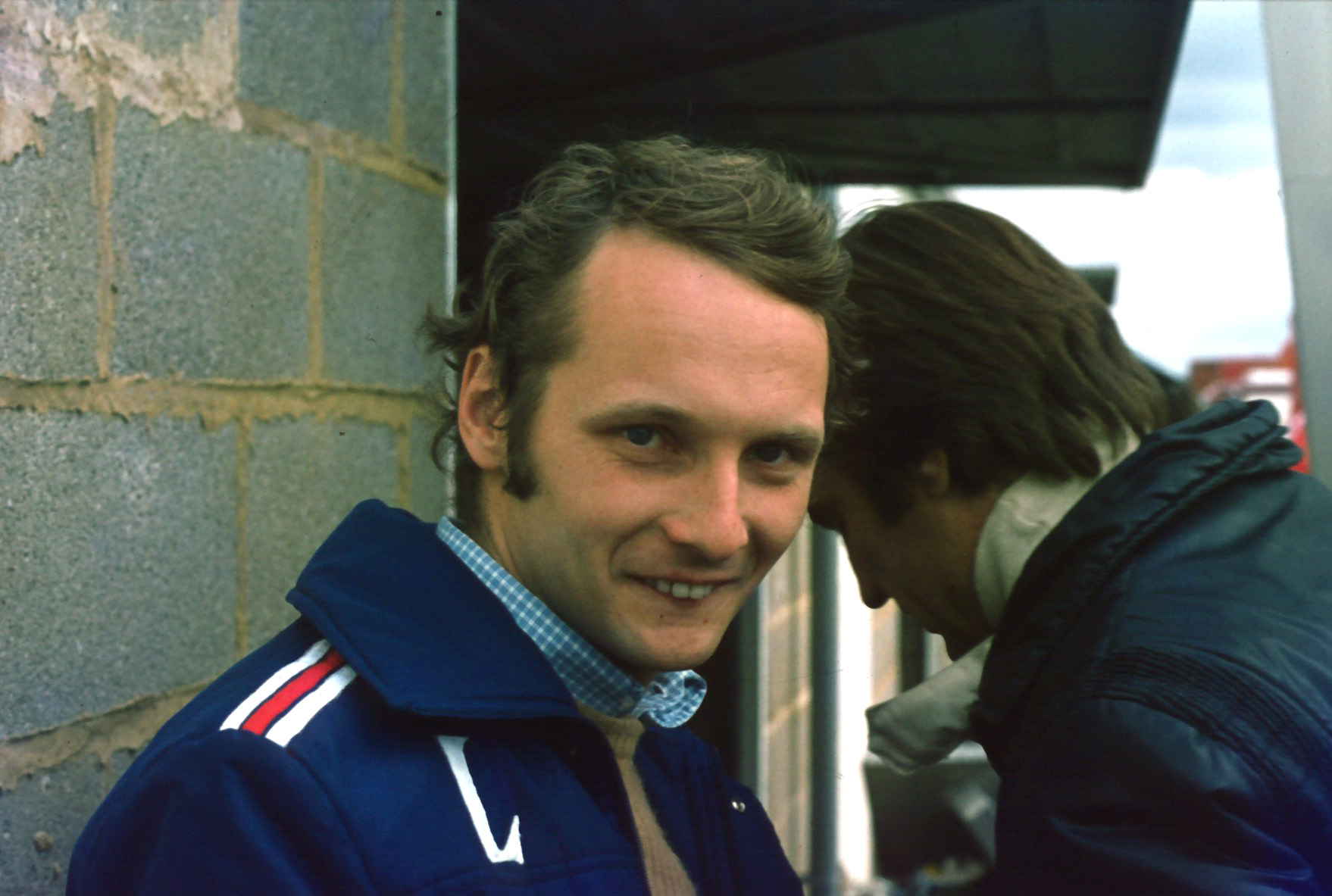
Niki Lauda autóversenyző 1975-ben

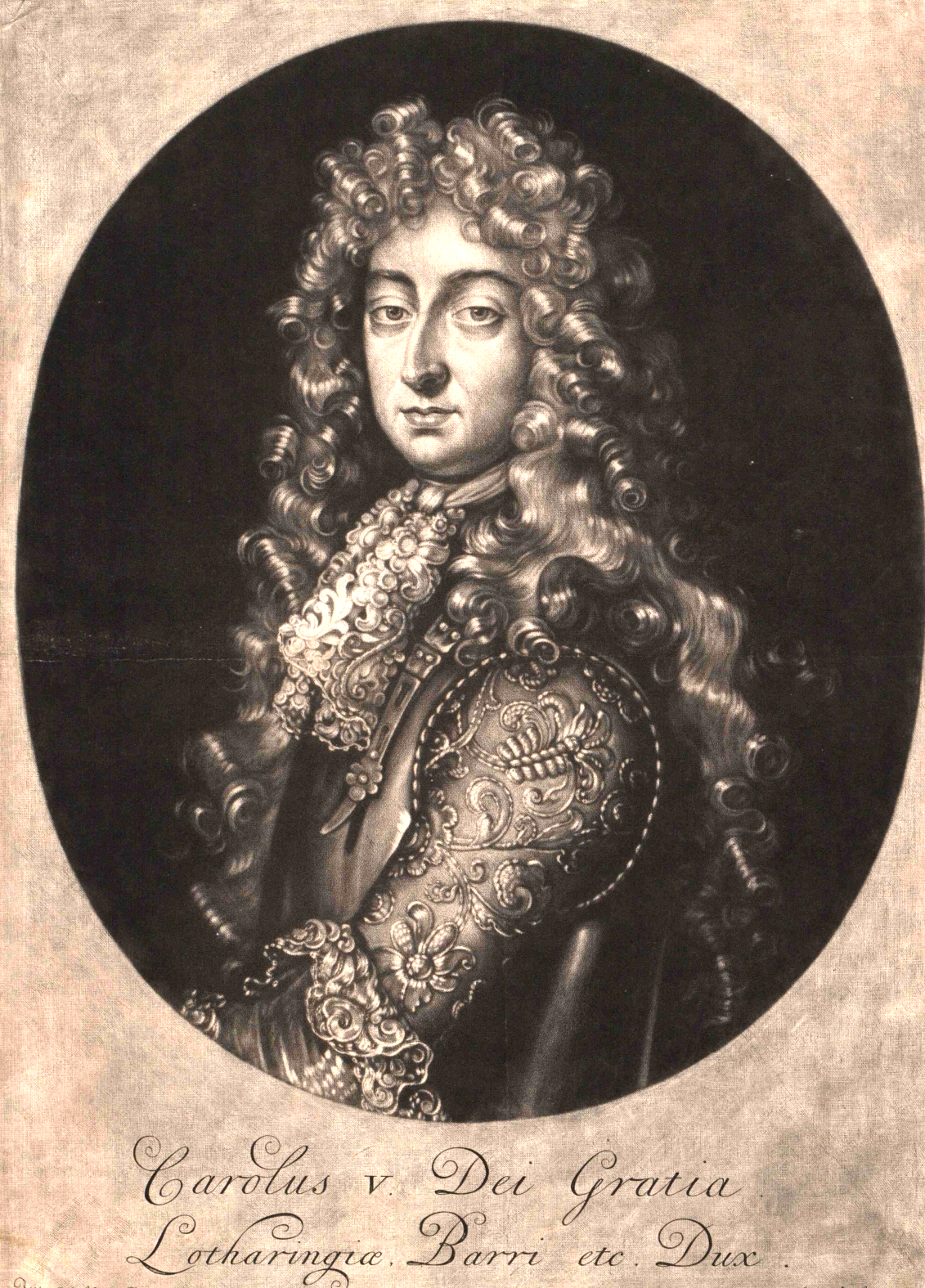
V. Károly lotaringiai herceg

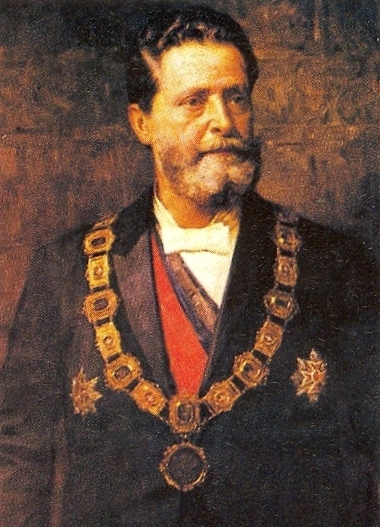
Karl Lueger politikus, Bécs főpolgármestere

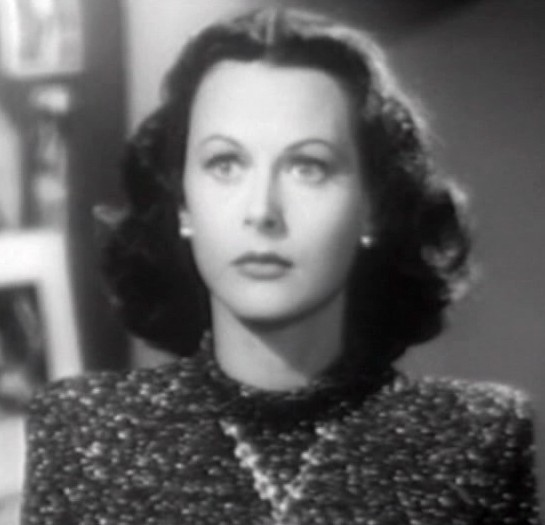
Hedy Lamarr színésznő

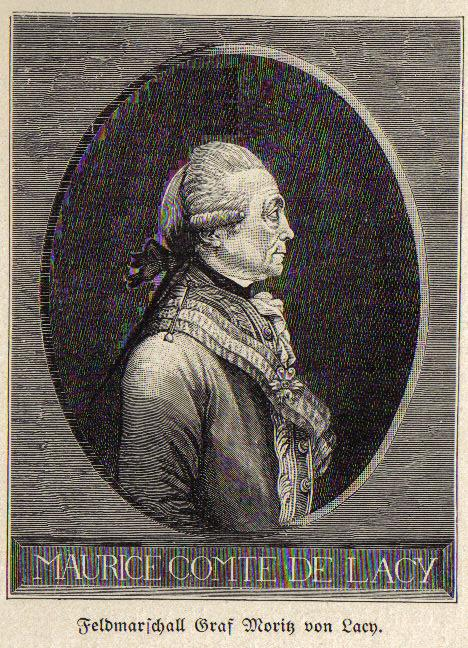
Franz Moritz von Lacy tábornagy, császári hadvezér

- Franz Moritz von Lacy gróf, Mária Terézia tábornagya és II. József személyes barátja
- André Lakos, jégkorongozó
- Philippe Lakos, jégkorongozó
- Hedy Lamarr, színésznő és feltaláló
- Erwin Lanc, politikus
- Max Landa, némafilm-színész
- Ernst Landl, dzsessz- és szórakoztatóipari zenész
- Mara Lane, filmszínésznő
- Fritz Lang, filmrendező
- Helmut Lang, divattervező
- Thomas Lang, dobos
- Michael Langer, gitárművész, zeneszerző és gitároktató
- Joseph Lanner, zeneszerző és hegedűművész
- Jörg Lanz von Liebenfels, a fajelmélet egyik megalapozója
- Pinchas Lapide, zsidó teológus és vallástudós
- Gerda Laski, fizikusnő
- Ferdinand Laub, cseh hegedűművész
- Niki Lauda, autóversenyző és vállalkozó
- Brian Laudrup, dán labdarúgó
- Andreas Laun, katolikus segédpüspök és teológus
- Ernst Josef Lauscher, filmkészítő és író
- Auguste Lazar, írónő
- Paul Felix Lazarsfeld, osztrák-amerikai szociológus
- Hans Lebert, író és operaénekes
- Ernst Lecher, fizikus
- Lederer Ignác, báró, császári és királyi tábornagy
- Joe Lederer, újságíró és írónő
- Karl Lederer, jogász
- Lotte Ledl, színésznő
- Anton Lehmden, festőművész és grafikus
- Henry Lehrman, némafilmszínész, -rendező és -producer
- Käthe Leichter, szocialista szakszervezeti vezető és írónő
- Otto Leichter, szocialista újságíró és író
- Erich Leinsdorf, osztrák-amerikai karmester
- Hans Conrad Leipelt, német diák, a Fehér Rózsa tagja
- Katharina Leipelt, kémikus és a Fehér Rózsa tagja
- Hans Leitert, egykori labdarúgó-kapus, edző
- Friedrich Leitner, berlini gazdaságtudós
- Quirin von Leitner, történész és fegyverszakértő
- Julius Lenhart, tornász
- Josef Lense, matematikus
- Lotte Lenya, osztrák-amerikai színésznő és énekesnő
- Ingrid Leodolter, politikusnő és egészségügyi miniszter
- Wolfgang Leonhard, történész
- I. Habsburg Lipót osztrák herceg
- I. Lipót magyar, német és cseh király, Ausztria uralkodó főhercege, német-római császár
- II. Lipót osztrák főherceg, magyar és cseh király, német-római császár
- III. Lipót osztrák, stájer és karintiai herceg
- Hermann Leopoldi, zeneszerző, kabaré-előadó és zongorista
- Peter Lerchbaumer, színész
- Alexander Lernet-Holenia, író, drámaíró
- Joseph Lewinsky, színész
- Marika Lichter, színésznő
- Robert von Lieben, fizikus
- Klaus Liebscher, bankigazgató
- Franz Limmer, zeneszerző
- Leopold Lindtberg, rendező
- Wilma Lipp (* 1925–2019), opera- és operett-énekesnő
- Guido von List, okkult író
- Emanuel List, operaénekes
- Niki List, filmrendező, forgatókönyvíró és producer
- Friedrich Lobe, színész és rendező
- Mira Lobe, gyermekkönyvíró
- Georg Christian von Lobkowitz, cseh nemes és politikus
- Zdeněk Vojtěch von Lobkowicz, cseh nemes
- Paola Loew, színésznő
- Frederick Loewe, amerikai zeneszerző
- Chris Lohner, színésznő, műsorvezető és író
- Helmuth Lohner, színész, rendező és színházigazgató
- Josef Lokvenc, sakkozó
- Josef Lontscharitsch, kerékpárversenyző
- Adolf Loos, újságíró és építész
- Hellmut Lorenz, művészettörténész
- Konrad Lorenz, Nobel-díjas biológus, viselkedéskutató
- Viktor Losert, matematikus
- Franz Löschnak, jogász, politikus
- Karl Joseph von Lothringen, Olmütz, Osnabrück és Trier püspöke
- V. Károly lotaringiai herceg
- Bernd Lötsch, biológus
- Johann von Löwenthal, osztrák altábornagy és attasé
- Anna von Lucam, szociális munkás és egyesületi funkcionárius
- Robert Lucas, író és kabarészerző
- Ludwig von Wallmoden-Gimborn, lovassági tábornok
- Christa Ludwig, kamara-énekesnő
- Michael Ludwig, bécsi politikus és tanácselnök
- Karl Lueger, politikus, bécsi polgármester
- Richard Lugner, építkezési vállalkozó
- Andreas Lukse, labdarúgó-kapus
- Andreas Lust, színész
- Egon Lustgarten, karmester és zeneszerző
- Siegmund Lustgarten, orvos
- Joseph August Lux, író

## M

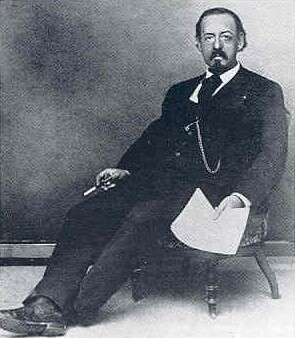
Siegfried Marcus feltaláló

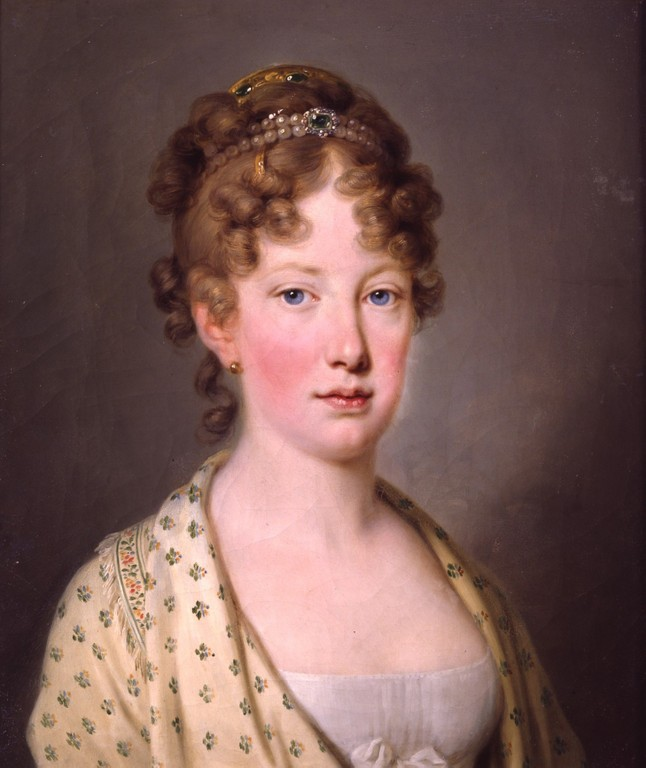
Mária Leopoldina brazil császárné

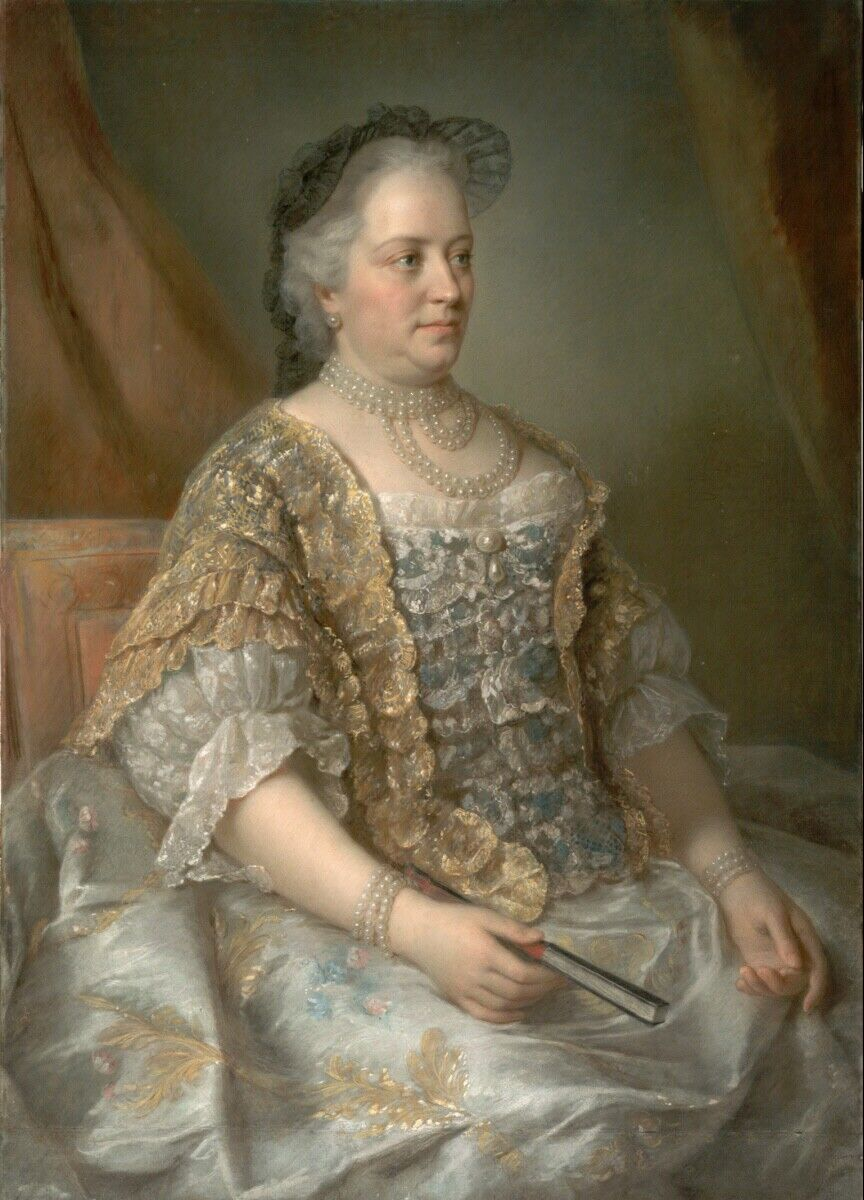
Mária Terézia magyar és cseh királynő

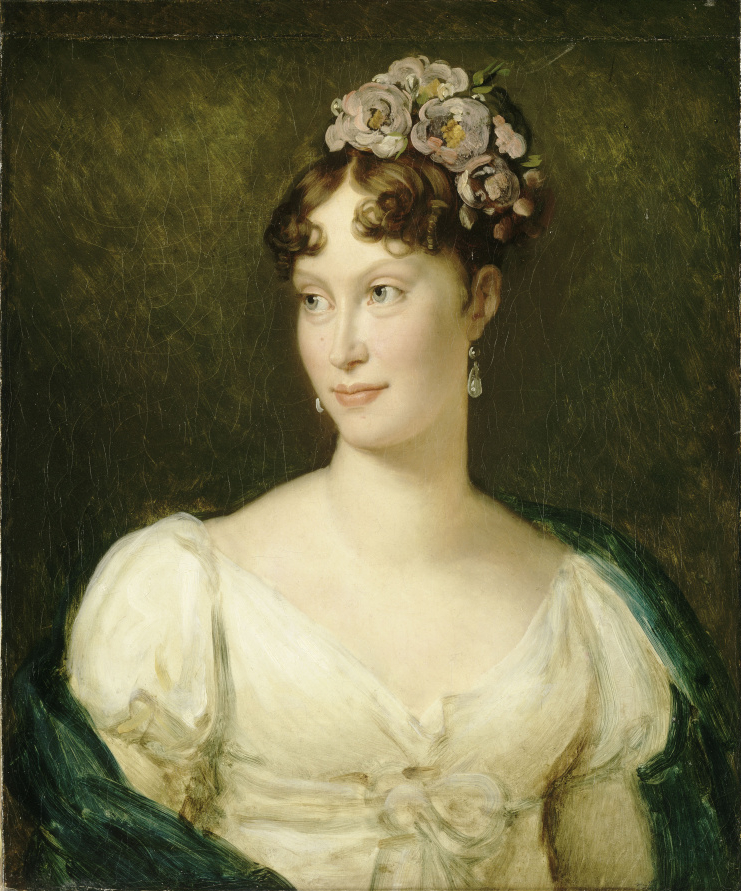
Mária Lujza francia császárné

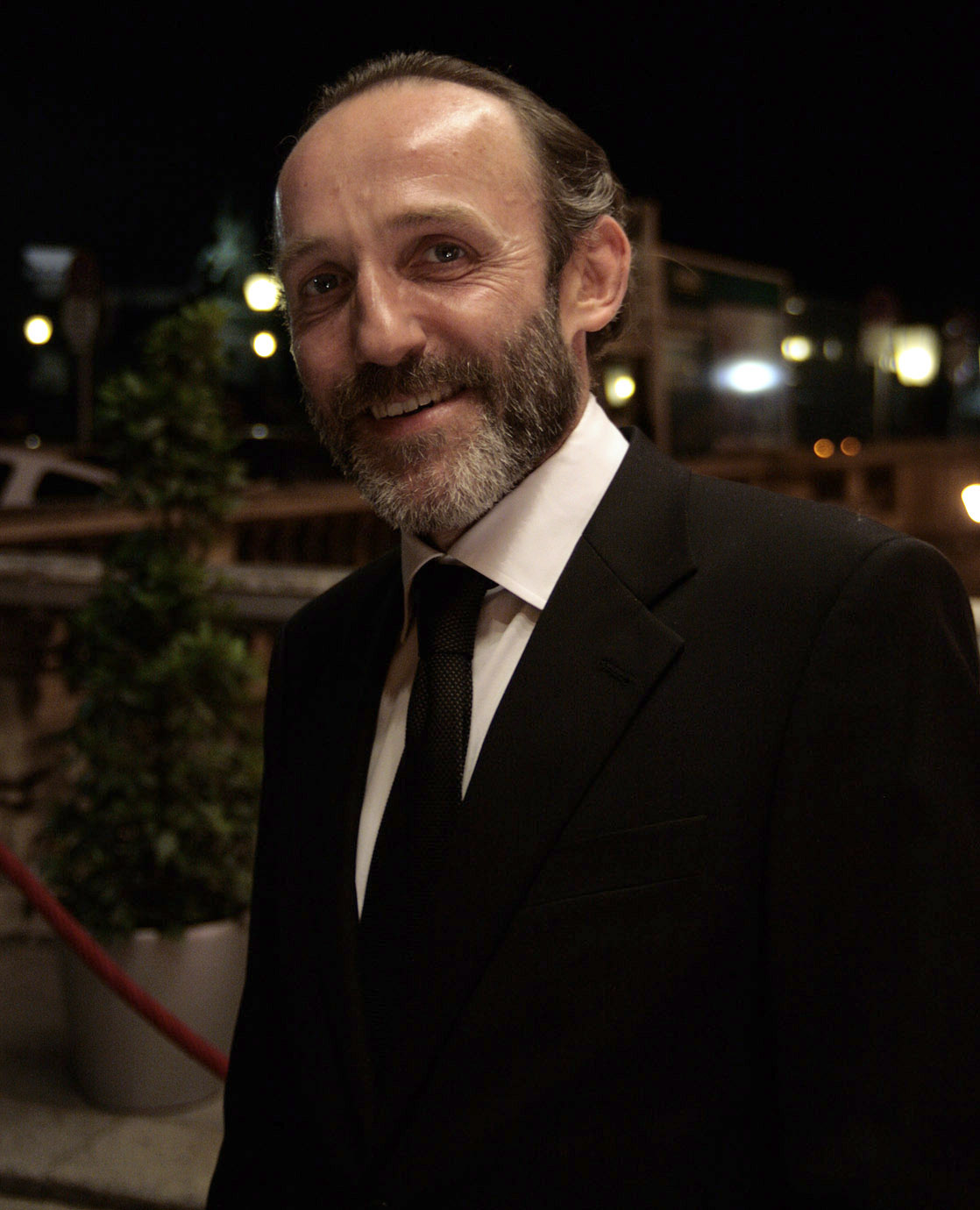
Karl Markovics színész 2009-ben

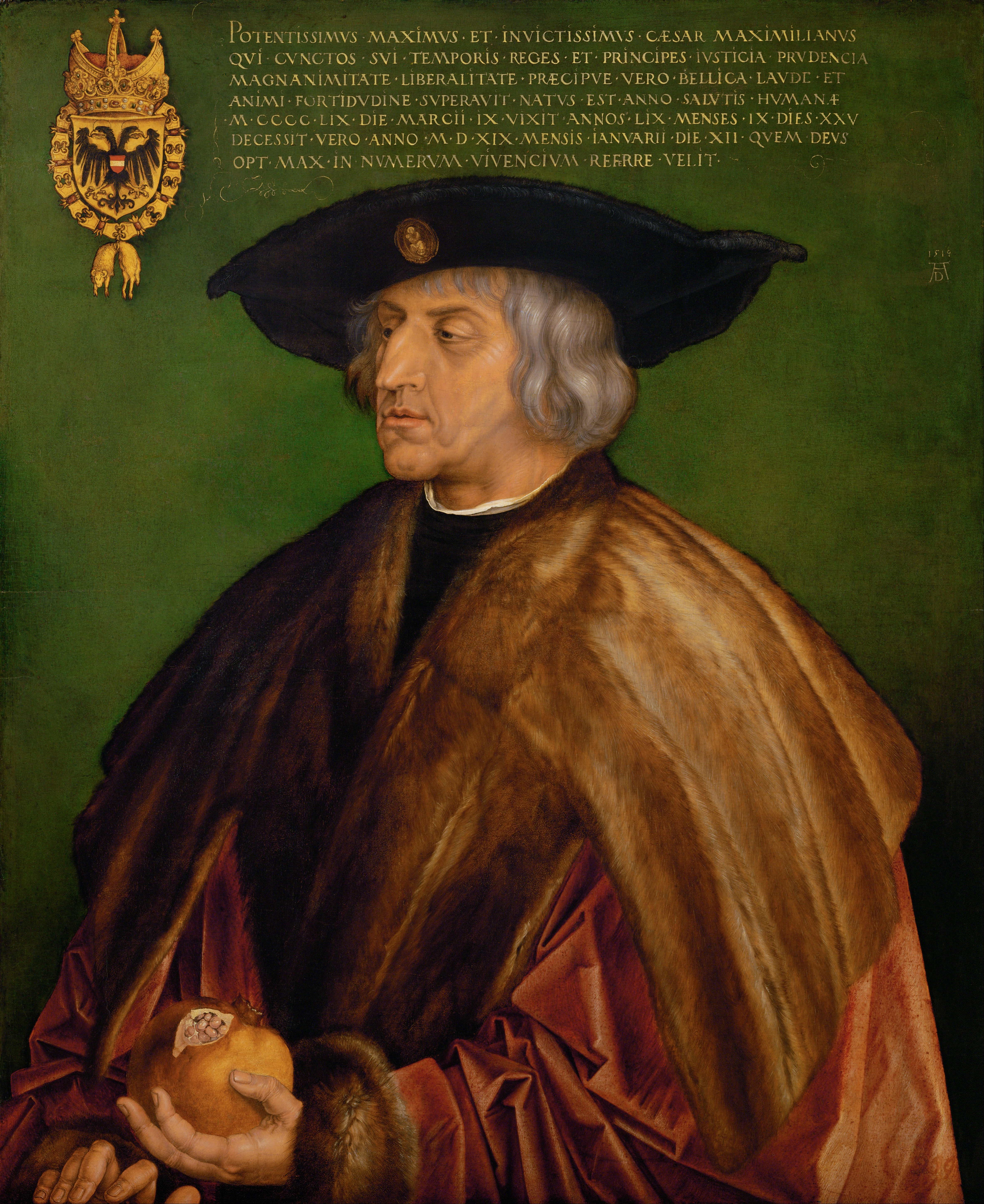
I. Miksa német-római császár

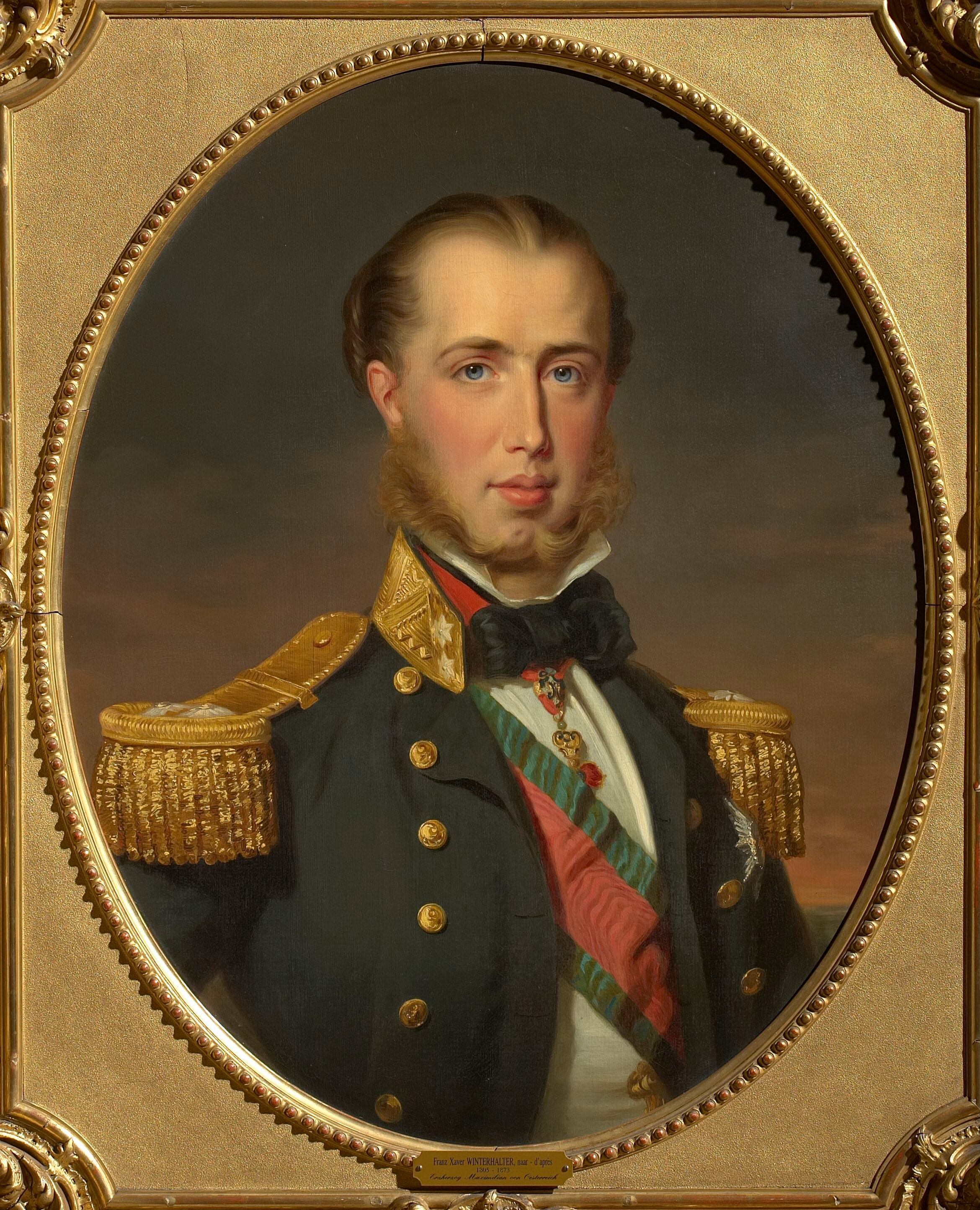
I. Miksa mexikói császár

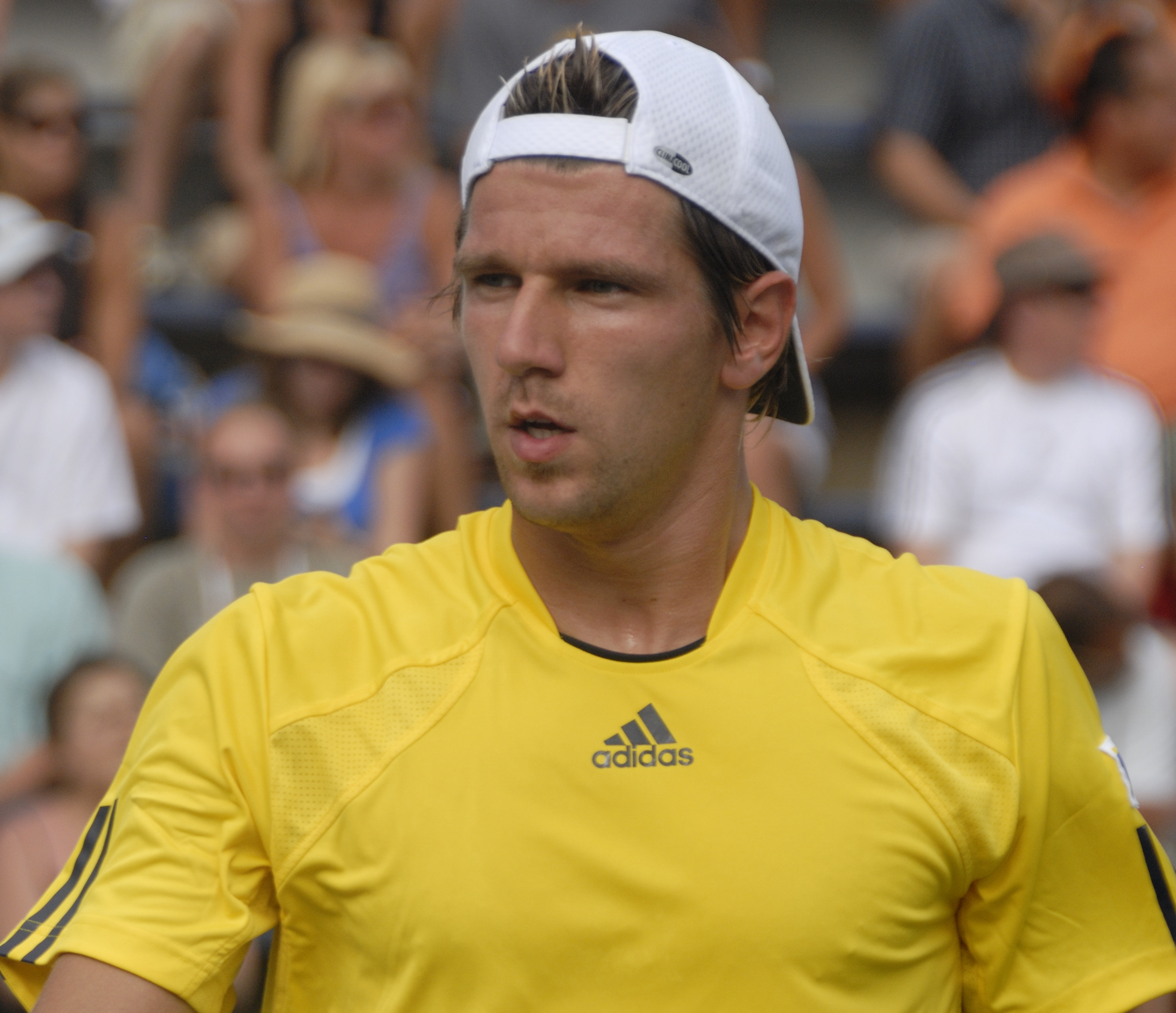
Jürgen Melzer teniszező

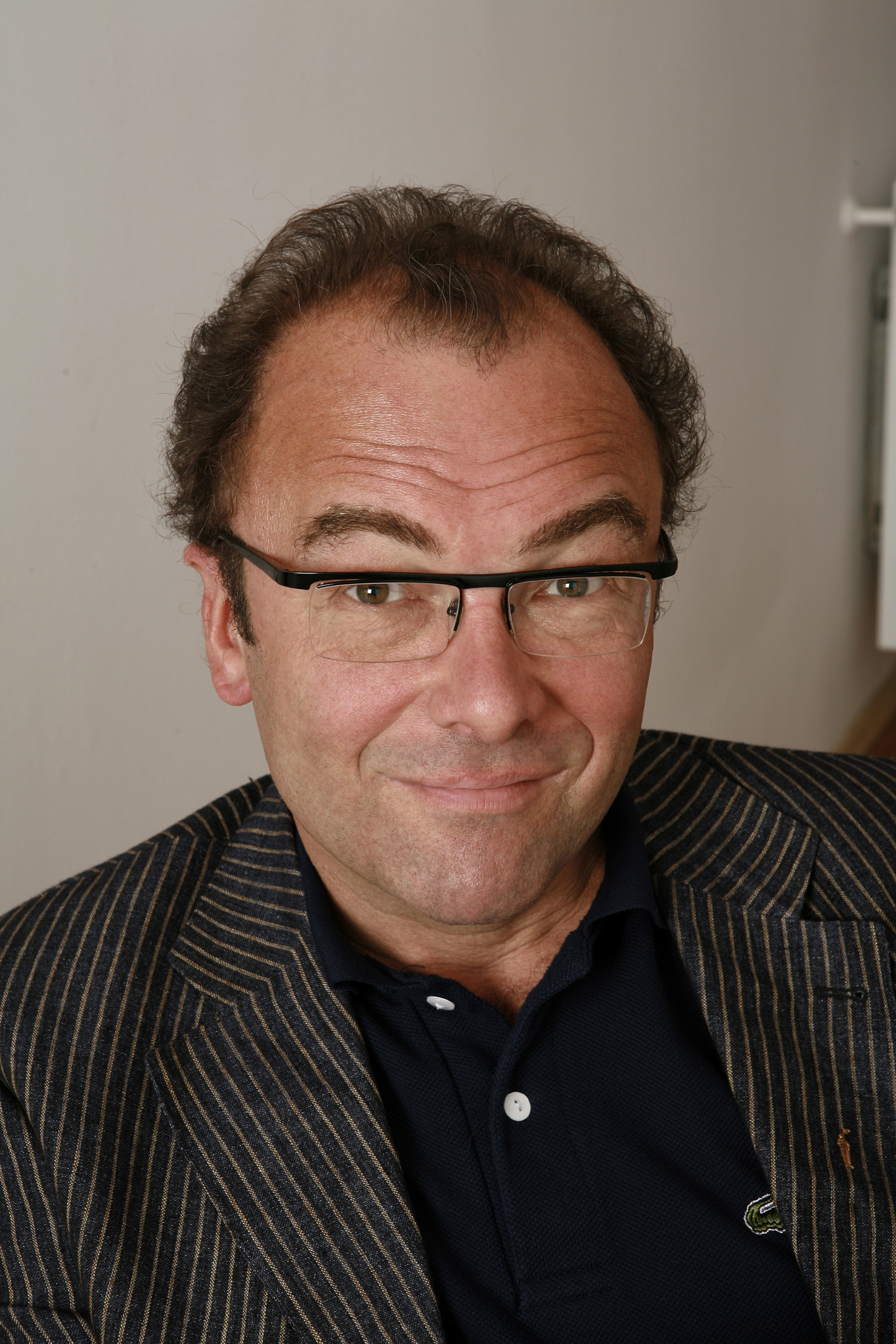
Robert Menasse író, esszéíró, műfordító

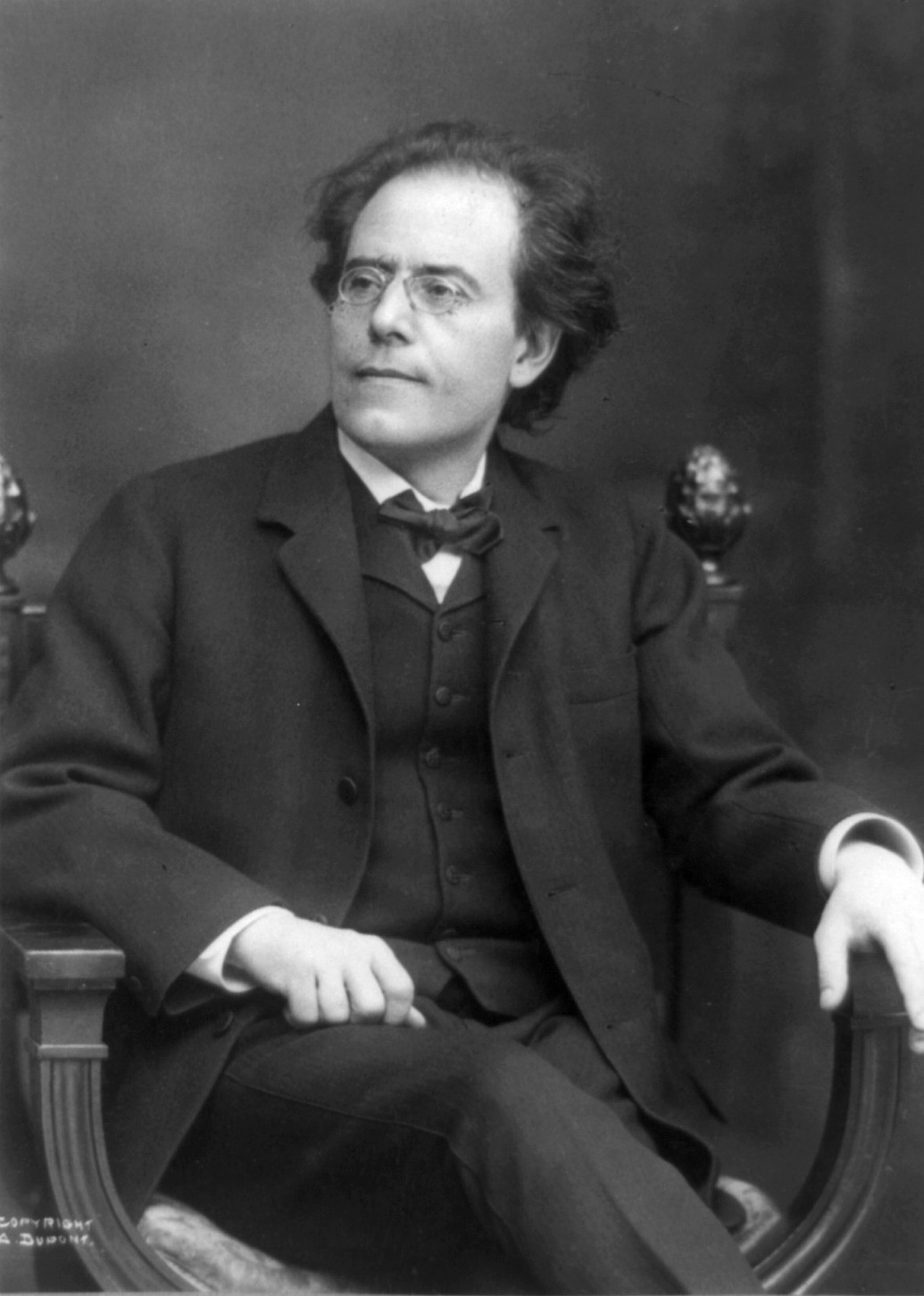
Gustav Mahler 1909-ben

- Macalik Alfréd, romániai magyar festőművész
- Jürgen Macho, labdarúgó
- Thomas Macho, kultúrtörténész professzor
- Proschat Madani, színésznő
- Ernst Mader, egykori labdarúgó
- Gustav Mahler, zeneszerző és karmester
- Alma Maria Mahler-Werfel, zeneszerző
- Hans Mahr, újságíró és médiamenedzser
- Miki Malör, színházi rendezőnő
- Martin Mann, német slágerénekes
- Ernst Wolfram Marboe, újságíró, író és rendező
- Siegfried Marcus, feltaláló
- Heinz Marecek, színész, rendező
- Andy Manndorff, dzsesszgitáros
- Bruno Marek, Bécs polgármestere
- Peter Marginter, író, esszéista és műfordító
- Mária Leopoldina osztrák főhercegnő, brazil császárné
- Mária Terézia, főhercegnő, magyar és cseh királynő, I. Ferenc német-római császár felesége, III. Károly magyar király lánya
- Ferdinand Marian, színész
- Mária Karolina Lujza főhercegnő főhercegnő, Nápoly és Szicília királynéja
- Mária Krisztina főhercegnő
- Mária Lujza francia császárné, I. Napóleon francia császár felesége
- Karl von Marinelli, színész és író
- Wilhelm Marinelli, zoológus
- Ernst Marischka, rendező
- Hubert Marischka, rendező és forgatókönyvíró
- Karl Mark, politikus
- Karl Markovics, színész
- Peter Markowich, matematikus
- Elisabeth Markstein, műfordító és írónő
- Georg Markus, író, újságíró, szakíró
- Rudolf Marschall, szobrász, plakettművész és érmekészítő
- Marianna Martines, zeneszerző, csembalóművész és énekesnő
- Sebastián Martínez, labdarúgó
- Louise Martini, színésznő
- Fritzi Massary, énekesnő és színésznő
- Heinrich Mataja, ügyvéd és politikus
- Theo Matejko, illusztrátor
- Peter Matic, színész
- Josef Matras, színész és népdalénekes
- Franz Matsch, szecessziós festőművész
- Willy Mattes, zeneszerző és karmester
- II. Mátyás magyar és cseh király, német-római császár
- Johanna Matz, színésznő
- Christoph Matznetter, politikus
- Max von Mauch, szobrász, tájkép és portréfestőművész
- Hans Mauer, szobrász
- Helmut Maurer, labdarúgó
- Hermann Maurer, informatikus, sci-fiíró
- Thomas Maurer, kabaré-előadó
- Jörg Mauthe, újságíró, író és kultúrpolitikus
- Miksa Ferenc főherceg Köln érseke és választófejedelme
- I. Miksa német-római császár
- Miksa magyar és cseh király, német-római császár
- I. Miksa mexikói császár
- Hans May, zeneszerző
- Joe May, rendező és producer
- Mia May, némafilmszínésznő
- Erich August Mayer, író
- Leopold Mayer, ügyvitel-tudományi professzor
- Lene Mayer-Skumanz, írónő
- Rosa Mayreder, nőjogi aktivista
- Friederike Mayröcker, írónő
- Alberta von Maytner, írónő
- Willy Meerwald, dzsesszzenész
- Julius Meinl III., vállalkozó
- Julius Meinl V., bankár
- Josef Meinrad, kamaraszínész
- Hilde Meisel (Hilda Monte), szocialista publicista
- Alexander Meißner, német fizikus
- Lise Meitner, atomfizikus
- Johann Meixner, szobrász
- Andreas Melan, diplomata, perui nagykövet
- Alfred Mell, történész és múzeumigazgató
- Jürgen Melzer, teniszező
- Robert Menasse, író és esszéista
- Marianne Mendt, énekesnő és színésznő
- Karl Menger, matematikus
- Franz von Meran, Merán grófja, Habsburg–Lotaringiai János főherceg fia
- Inge Merkel, írónő
- Max Merkel, labdarúgó és edző
- Adolf Julius Merkl, jogász
- Josef Mertin, zenetudós, hangszerkészítő, hangszergyűjtő
- Ludwig Merwart, festőművész és grafikus
- Georg von Metaxa, teniszező
- Theodor Meynert, pszichiáter, Sigmund Freud tanára
- Gustav Meyrink, író
- Jurij Mihevec, zeneszerző
- Franz von Miklosich (Franc Miklošič), szlovén nyelvész
- Boško Milenković, jugoszláv autóversenyző
- Edward Millard, Osztrák Bibliatársaság igazgatója, az ausztriai baptizmus úttöröje
- Carl Millöcker, operett-zeneszerző
- Léon Minkus, balett-zeneszerző
- Carl Möhner, színész és festőművész
- Georg Mojsisovics von Mojsvár (György) sebészorvos
- Johann August Georg Edmund Mojsisovics von Mojsvár (Ödön), paleontológus és geológus
- Ernst Molden, újságíró és történész
- Fritz Molden, ellenálló harcos, újságíró, kiadó és diplomata
- Carl Moll, szecessziós festőművész
- Money Boy, rap-előadó
- Matthias Georg Monn, zeneszerző, orgonaművész és zenepedagógus
- Benedict Augustin Morel, francia pszichiáter
- Paul Morgan, színész és humorista
- Frederic Morton, író
- Erwin Moser, gyermek- és ifjúsági könyvek szerzője
- Hans Moser, színész
- Koloman Moser, festőművész, grafikus és kézműves
- Elfriede Moser-Rath, néprajz- és elbeszéléskutató
- Carl Thomas Mozart, Wolfgang Amadeus és Constanze Mozart második fia
- Franz Xaver Wolfgang Mozart, zeneszerző
- Werner Mück, újságíró
- Fritz Muliar, kamaraszínész és rendező
- Hans Müller, szobrász
- Hans Müller, sakkmester és -teoretikus
- Melissa Müller, szabadúszó újságíró és írónő
- Michel Muller, francia színész
- Werner Günther Müller, statisztikus és főiskolai oktató
- Franz Muxeneder, színész
- Herbert Mytteis, dzsesszzenész

## N

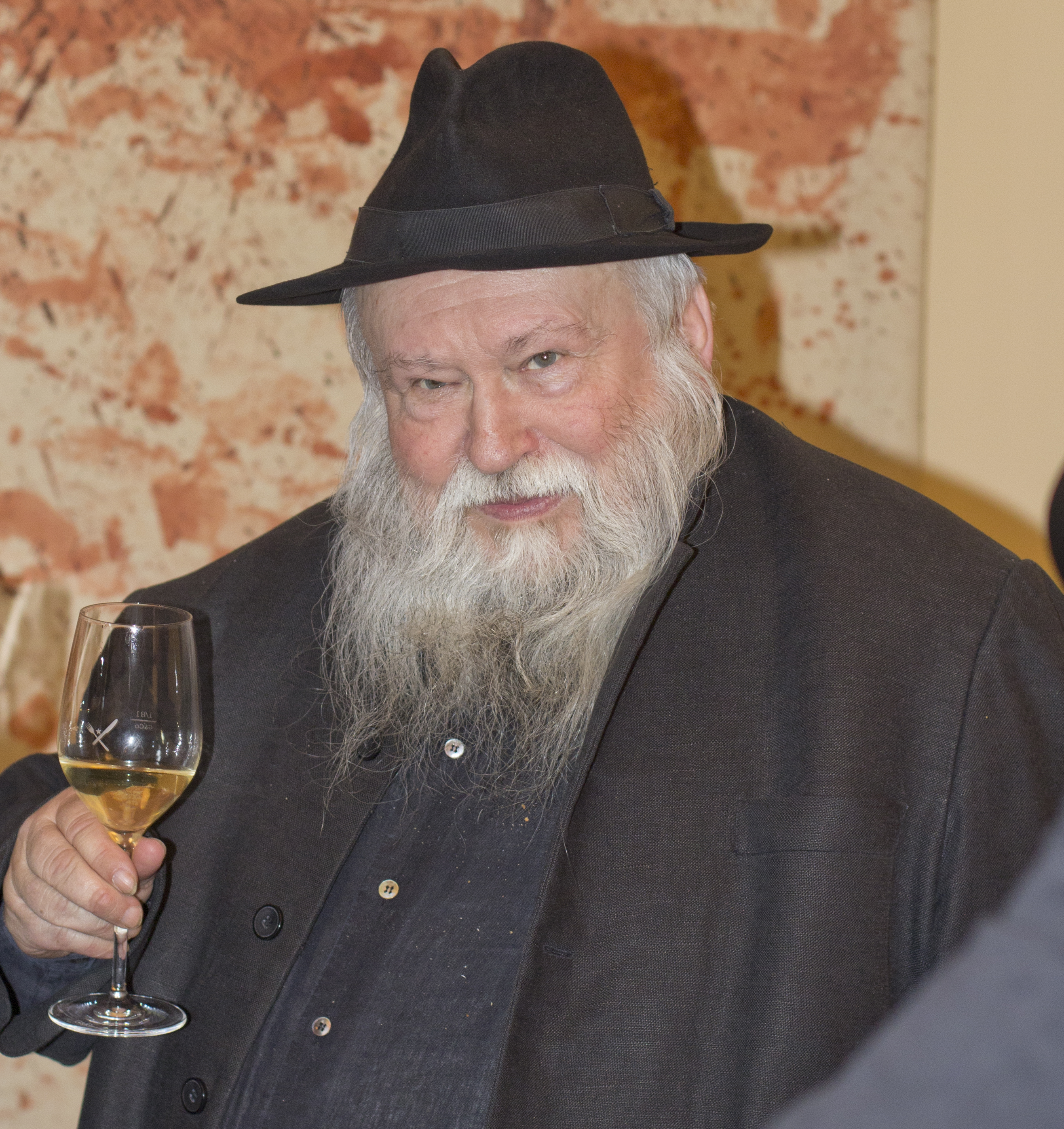
Hermann Nitsch 2012-ben

- Franz Xaver Nagl, katolikus érsek és bíboros
- Nazar (előadó), perzsa rap-előadó
- Václav Bolemír Nebeský, cseh költő és filozófus
- Vladimír Neff, cseh író, műfordító, forgatókönyvíró
- Adam Albert von Neipperg, katonatiszt
- Heinrich Neisser, politikus
- Günther Nenning, újságíró, író és politikai aktivista
- Johann Nestroy, dráma- és szatíraíró
- Wolfgang Neugebauer, történész
- Robert Neumann, osztrák-brit író
- Otto Neurath, filozófus, szociológus és közgazdász
- Michael Niavarani, színész
- Jan Paul Niederkorn, történész
- Meta Niederkorn, történészin
- Johanna Niese, színésznő
- Rudolf Nilius, karmester és zeneszerző
- Hermann Nitsch, képzőművész
- Margarethe Noé von Nordberg, színésznő
- Christine Nöstlinger, írónő
- Hermann Nothnagel, német belgyógyász
- Fritz Novotny, improvizációs- és dzsesszzenész
- Eduard van der Nüll, építész

## O
- Ernst Ocwirk, labdarúgó
- Ricardo Odnoposoff, hegedűművész
- Aristides Oeconomo, portréfestő
- Franz Olah, politikus és szakszervezeti vezető
- Robert Olejnik, labdarúgó
- Madame d’Ora, fényképész
- Elisabeth Orth, színésznő
- Erwin Ortner, karvezető és karmester
- Karl Österreicher, karmester, akadémiai professzor
- Richard Oesterreicher, karmester és dzsesszzenész
- Richard Oswald, filmrendező és forgatókönyvíró
- Elfriede Ott, kamaraszínésznő, énekesnő és rendező
- Vidám Ottó herceg, I. Albert német király fia

## P
- Peter Pabisch, író
- Peter Pacult, labdarúgó és edző

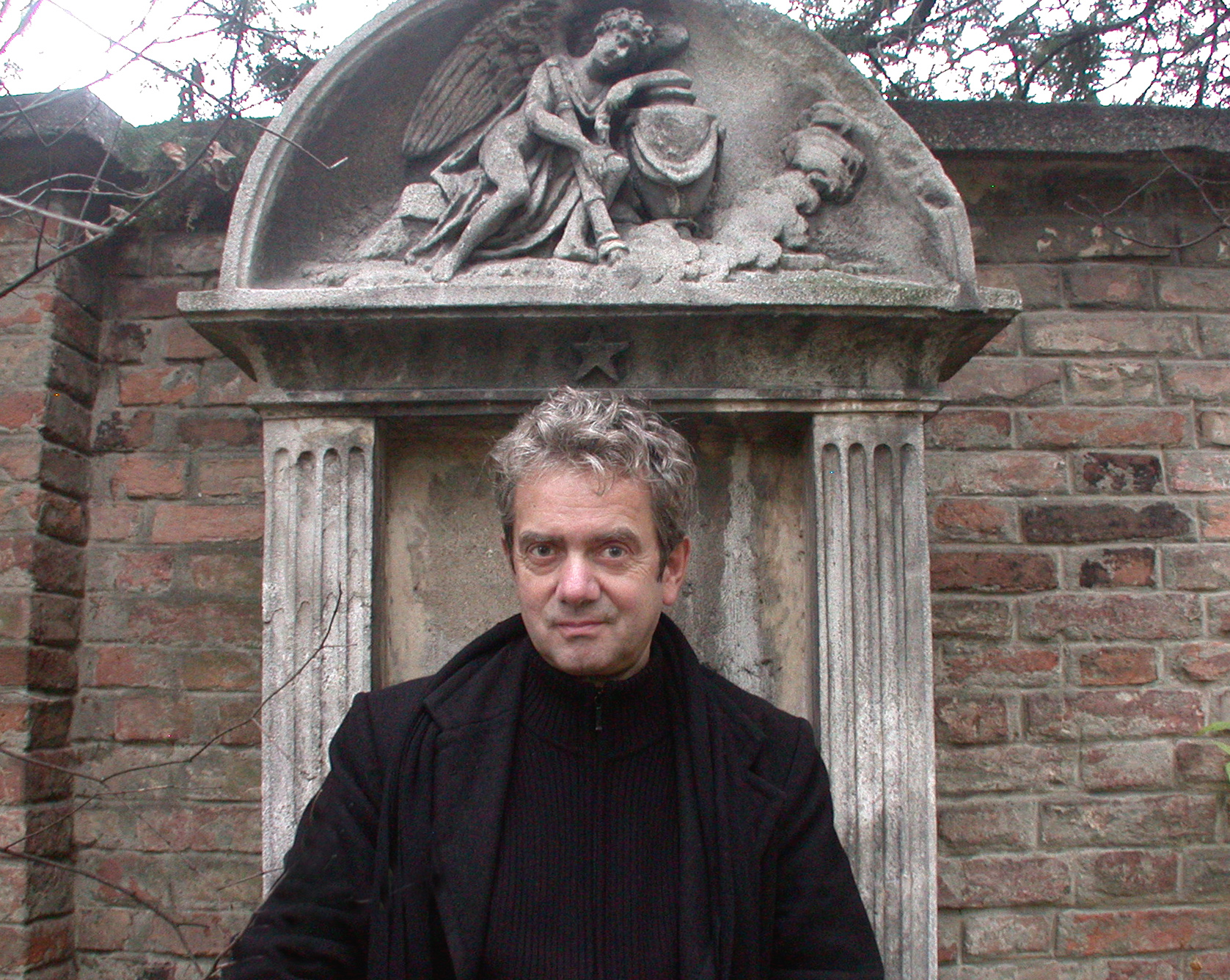
Willy Puchner fényképész, művész, rajzművész

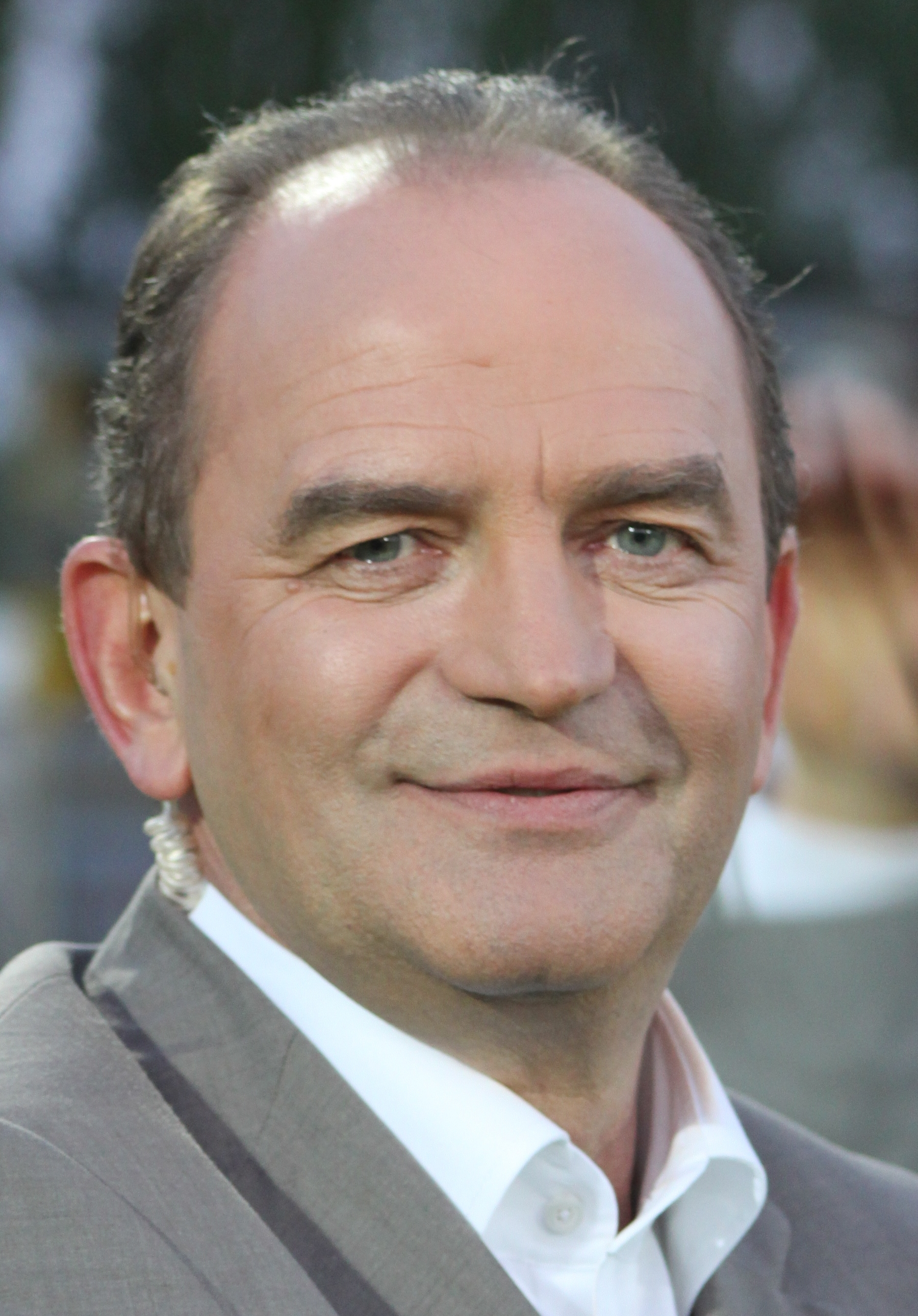
Herbert Prohaska labdarúgó és edző

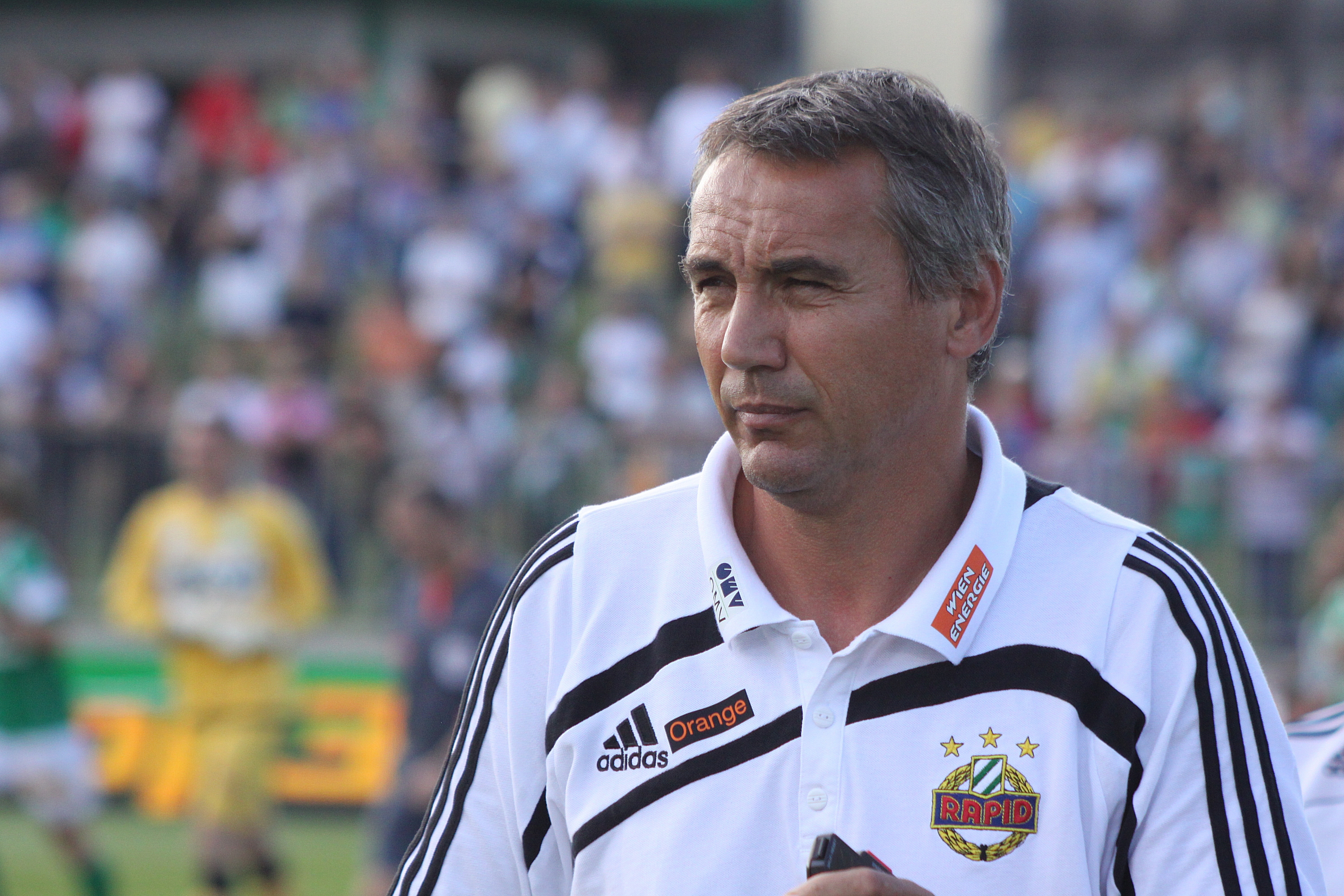
Peter Pacult a Rapid edzőjeként

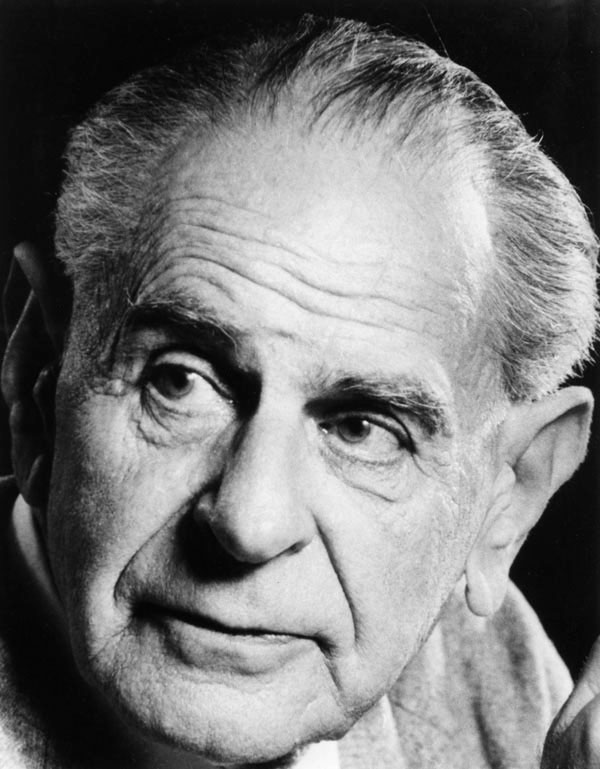
Karl Popper filozófus

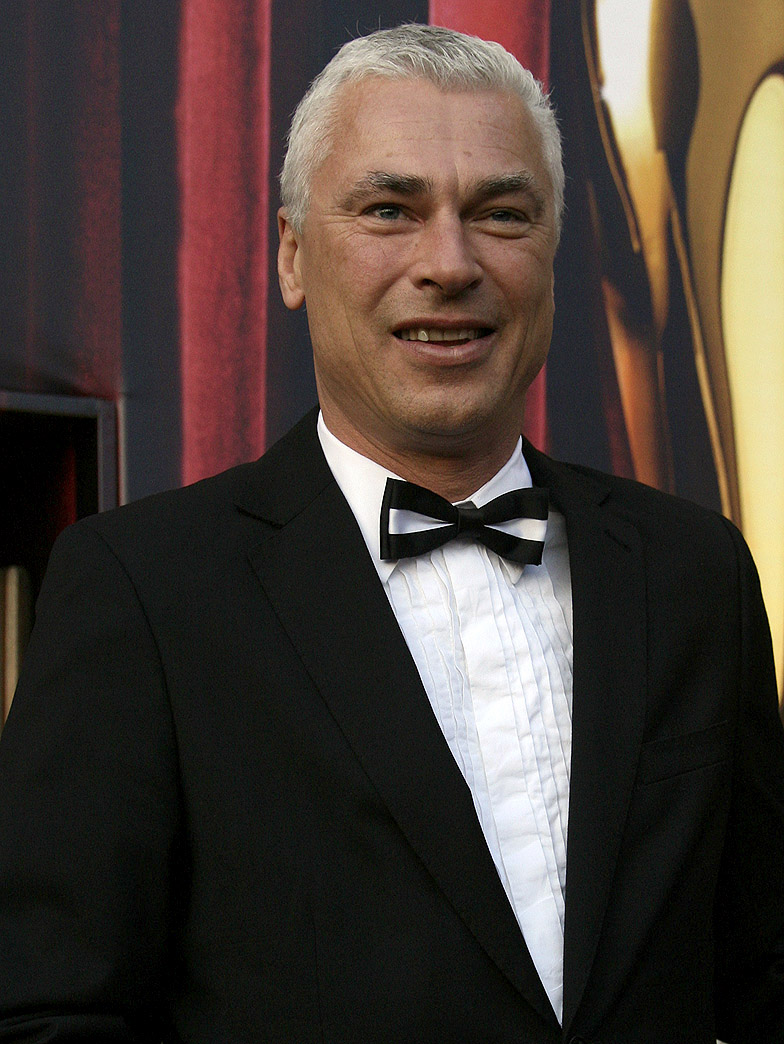
Toni Polster labdarúgó 2009-ben

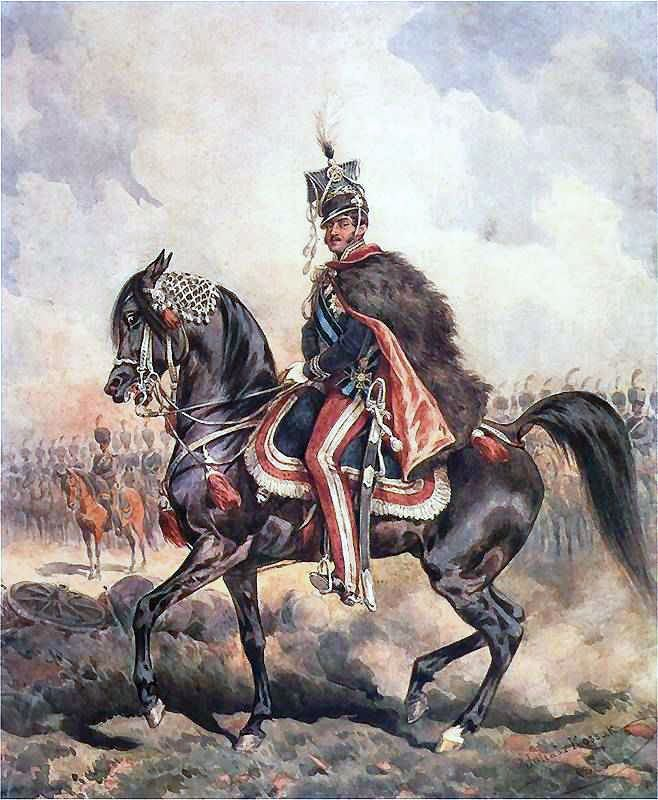
Józef Antoni Poniatowski lengyel herceg, francia marsall

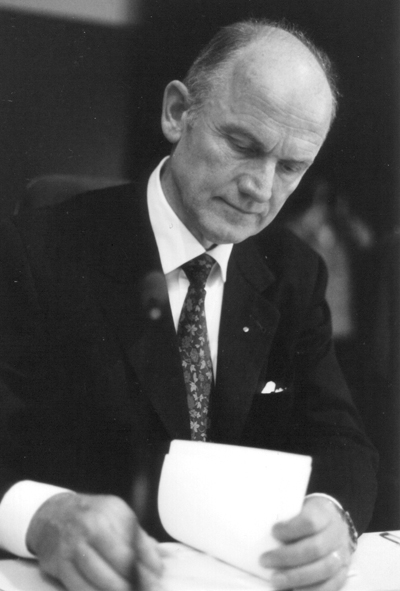
Ferdinand Piëch, menedzser

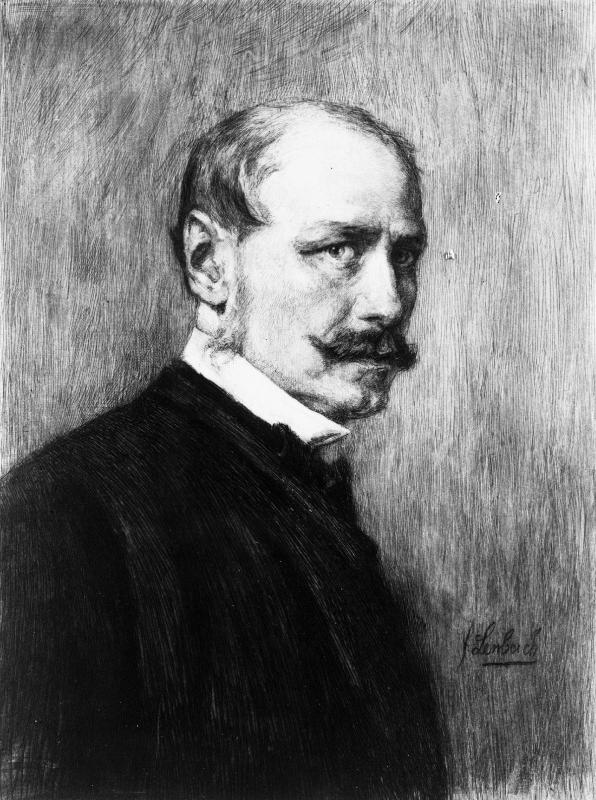
August von Pettenkofen festőművész

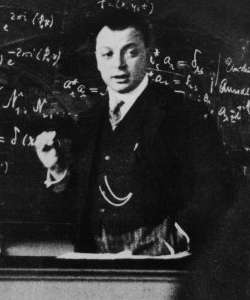
Wolfgang Pauli fizikus

- Kurt Pahlen, karmester, zeneszerző és zenetudós
- Willibald Pahr, politikus és jogász
- Robert Palfrader, színész és író
- Max Pallenberg, énekes, színész és humorista
- Joseph Paneth, fiziológus
- Friedrich Adolf Paneth, német-osztrák kémikus
- Betty Paoli, német írónő
- Bertha Pappenheim, szociális munkás, nőjogi aktivista
- Rainer Pariasek, sportmoderátor
- Dorothea Parton, színésznő
- Martin Pasching, musicalszínész, énekes és színész
- Itt született Anton Passy redemptorista rendi szerzetes (1788–1847)
- Johann Nepomuk Passini, rézkarcoló, litográfus és festőművész
- Jürgen Patocka, labdarúgó
- Julius Patzak, opera- és dalénekes (tenor)
- Peter Patzak, filmrendező és színész
- Wolfgang Pauli, Nobel-díjas fizikus
- Bernhard Paumgartner, zenész
- Eva Pawlik, Európa-bajnok és olimpiai ezüstérmes műkorcsolyázó
- Alexander Pawlowitz, portré-, tájkép és harci festő
- Franz Pecháček, zeneszerző
- Yasin Pehlivan, labdarúgó
- Gustav Peichl, építész és író
- Romuald Pekny, színházi-, film- és tévészínész
- Anton Pelinka, politikatudós, az Innsbrucki Egyetem dékánja
- Paul Pella, karmester és zenei igazgató
- Walther Penck, németgeomorfológus és Albrecht Penck fia
- Alois Pennarini, operaénekes és színész
- Joachim Perinet, színész és író
- Max Ferdinand Perutz, osztrák-angol kémikus
- Philipp Peter, autóversenyző
- Wilhelm Peters, pszichológus és főiskolai tanár
- Madeleine Petrovic, politikusnő
- August von Pettenkofen, festőművész és illusztrátor
- Ida Pfeiffer, felfedezőnő
- Ambros Josef Pfiffig, etruszkológus
- Karl Philipp, szobrász és érmekészítő
- Thomas Pichlmann, labdarúgó
- Georg Alexander Pick, matematikus
- Ferdinand Piëch, menedzser
- Adalbert Pilch, festőművész és grafikus
- Paul Amadeus Pisk, zenetudós és zeneszerző
- Bruno Pittermann, politikus
- Ewald Plachutta, mesterszakács
- Peter Planyavsky, orgonaművész és zeneszerző
- Jože Plečnik, szlovén építész, Otto Wagner tanítványa
- Raoul Pleskow, amerikai zeneszerző és zenepedagógus
- Erika Pluhar, színésznő, énekesnő és író
- Werner Pochath, színházi-, film- és tévészínész
- Alois Podhajsky, ezredes, Spanyol Lovasiskola vezetője
- Wolfgang Poduschka, hegedűművész (Bécsi Filharmonikusok)
- Adolf Pohl, szobrász
- Eric Pohlmann, színész
- Johannes Poigenfürst, baleseti sebész
- Polányi Károly, gazdaságtörténész, szociál-filozófus, társadalompolitikus
- Fritz Polcar, politikus
- Alfred Polgar, író
- Robert Politzer, dzsesszzenész
- Pollaczek Félix, mérnök és matematikus
- Toni Polster, labdarúgó
- Ludwig Polsterer, hírlapkiadó
- Oliver Polzer, sportmoderátor
- Józef Antoni Poniatowski, lengyel tábornok, Franciaország marsallja
- Franz Pönninger, szobrász
- Alexander Popovich, labdarúgó és edző
- Johann Siegmund Popowitsch (Janez Žiga Valentin Popovič), nyelvész és természettudós
- Karl Popper, osztrák-brit filozófus és tudományteoretikus
- Peter Porsch, német politikus
- Hanno Pöschl, színész
- Rudolf Prack, színész
- Thomas Prager, labdarúgó
- Camillo Praschniker, régész
- Marcel Prawy, dramaturg és operakritikus
- Otto Preminger, amerikai rendező és filmproducer
- Reinhard Priessnitz, újságíró
- Wolfgang Přiklopil, távközlési technikus, emberrabló
- Herbert Prikopa, karmester és kabaréművész
- Rudolf Prikryl, Bécs polgármestere
- Thomas Prinzhorn, iparos és politikus (BZÖ)
- Gertrude Pritzi, asztaliteniszezőnő
- Wolf D. Prix, építész
- Otto Probst, politikus, közlekedési miniszter
- Heinrich Proch, zeneszerző
- Anna Prohaska, osztrák-angol szoprán énekesnő
- Herbert Prohaska, labdarúgó
- Liese Prokop, politikusnő
- Nina Proll, színésznő
- Christian Prosenik, labdarúgó
- Heinz Prüller, újságíró
- Willy Puchner, fényképész, képzőművész
- Ingrid Puller, politikusnő
- Florian Pumhösl, képzőművész

## Q

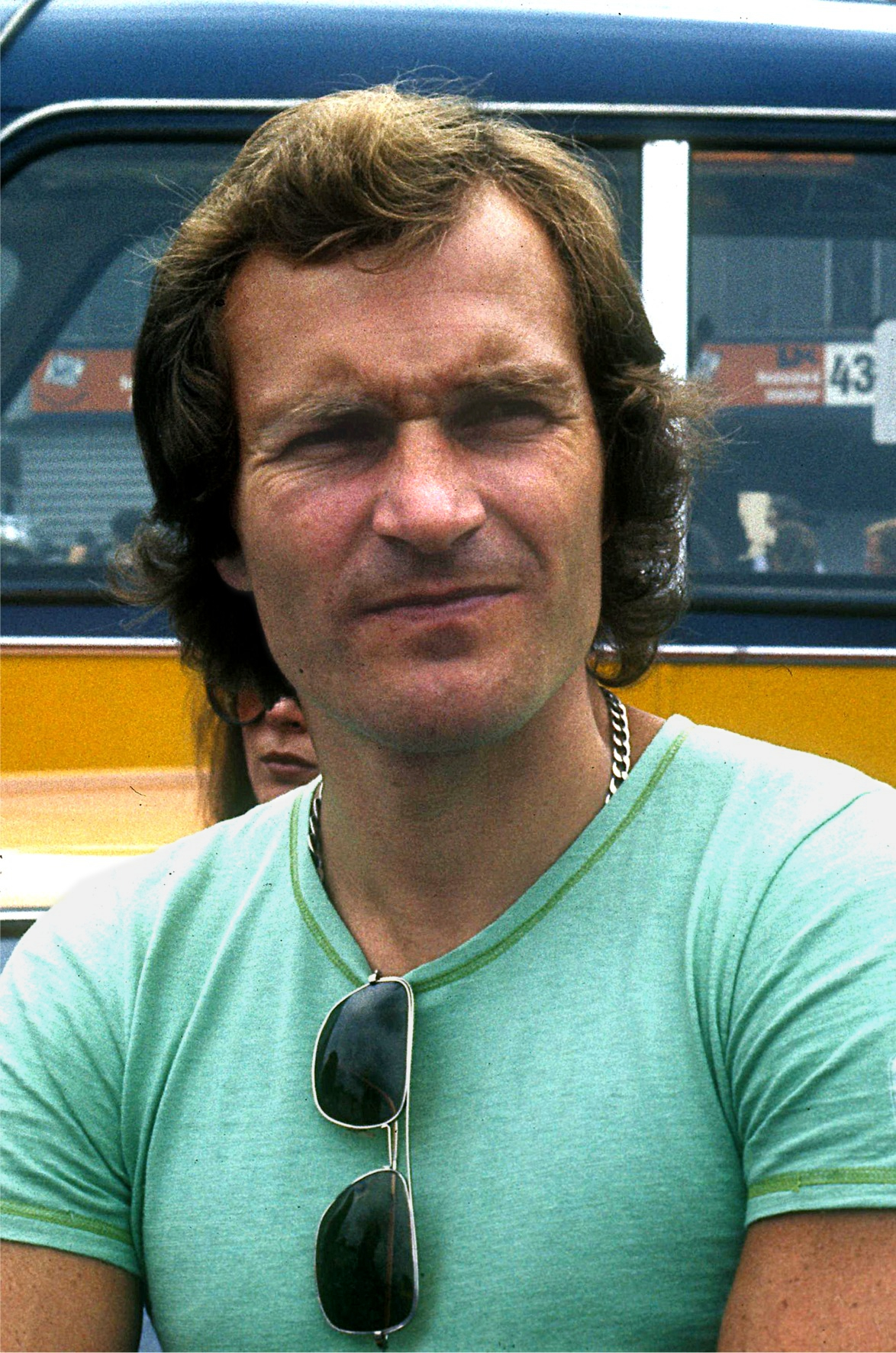
Dieter Quester autóversenyző 1973-ban

- Helmut Qualtinger, humorista és író
- Dieter Quester, autóversenyző
- Freddy Quinn, könnyűzene-énekes

## R
- Ferry Radax, filmkészítő

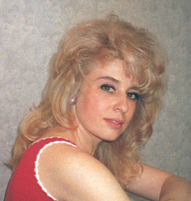
Gal Rasché karmesternő

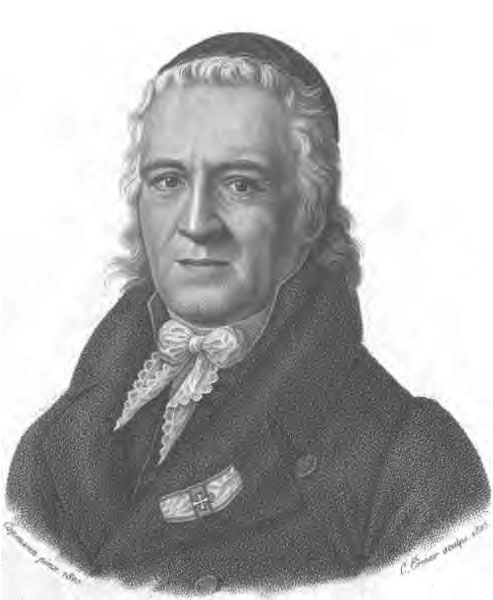
Carl Leonhard Reinhold filozófus

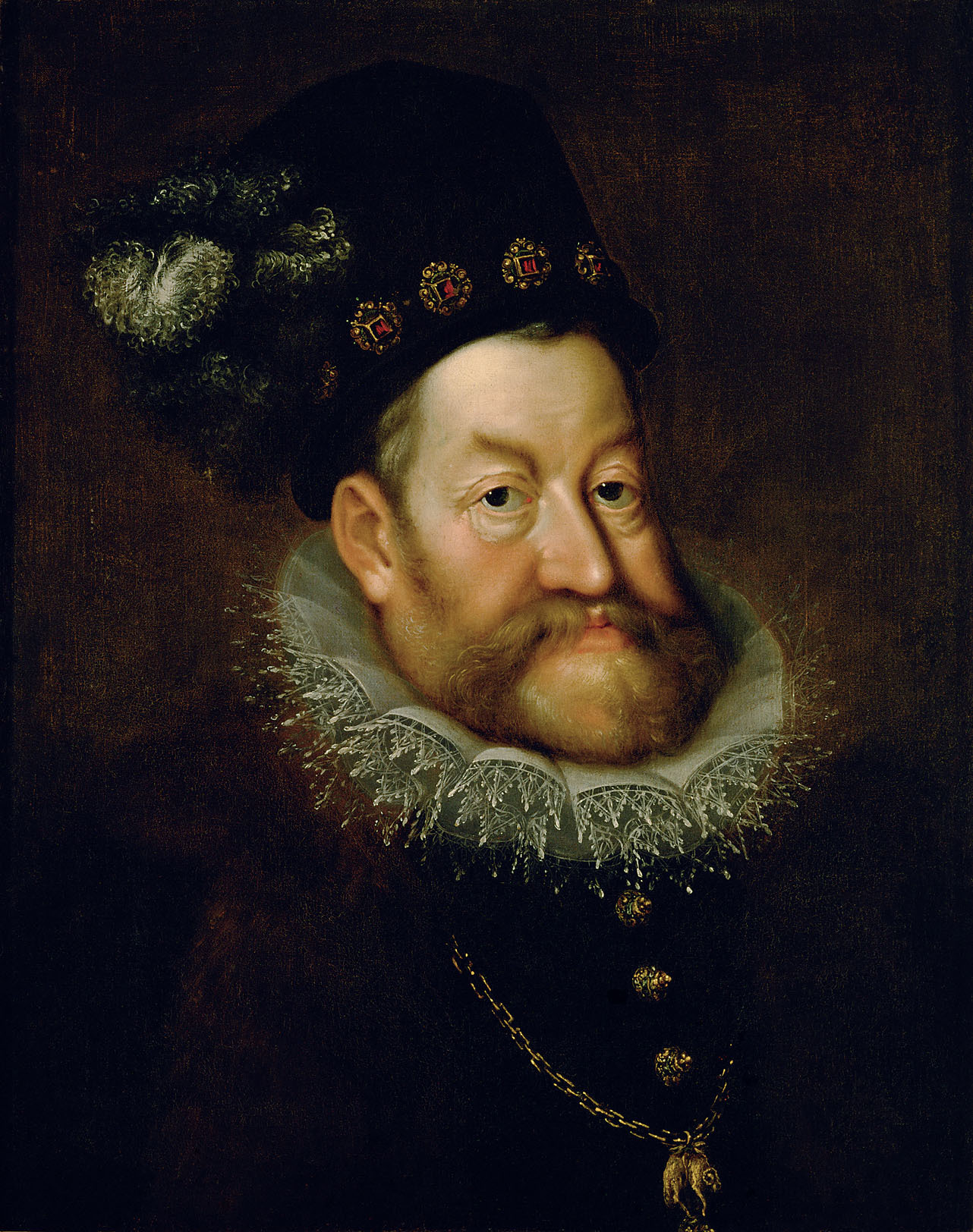
Rudolf magyar király

- Adele Radnitzky-Mandlick, zongorista
- Rudolf Raftl, labdarúgó
- Karl Rahl, festőművész
- Ferdinand Raimund, drámaíró
- Hermann von Ramberg, tábornok
- Gerhard Randa, bankár
- Erwin H. Rainalter, író
- Kurt Rapf, zeneszerző, karmester és orgonaművész
- Peter Rapp, moderátor, tévés személyiség
- Karl Rappan, labdarúgó és edző
- Gal Rasché, karmesternő és zongorista
- Horst Rascher, német ökölvívó
- Andreas Rastner, német kézilabdázó és edző
- Fred Rauch, énekes, szövegíró és rádiós műsorvezető
- Maria Rauch-Kallat, politikusnő
- Hans Rauscher, újságíró és író
- Joseph Othmar von Rauscher, Bécs érseke
- Fred Raymond, operett- és slágerzeneszerző
- Evelyn Regner, politikusnő
- Grete Rehor, politikusnő
- Marion Reiff, toronyugró
- Ines Reiger, dzsesszénekesnő
- Theodor Reik, osztrák-amerikai pszichoanalitikus
- Carl Leonhard Reinhold, a német felvilágosodás képviselője
- Hans Reiter, matematikus
- Richard Reisch, politikus és jogász
- Wolfgang Reisinger, dzsesszdobos
- Lois Renner, képzőművész
- Karin Resetarits, politikusnő és az Európai Parlament tagja
- Peter Resetarits, újságíró és moderátor
- Barbara Rett, moderátor
- Johann-Anton Rettenbacher, nagybőgős és gordonkaművész
- Jakob Reumann, politikus
- Leo Reuss, színész és rendező
- Yelda Reynaud, török filmek népszerű színésznője
- Anja Richter, műugró
- Wilhelm Richter, zsáner-, vadász- és katonai képek festője
- Franz Richter-Herf, zeneszerző
- Fritz Riedl, művész
- Franz Johann Joseph von Reilly, kiadó, kartográfus és író
- Rupert Riedl, zoológus
- Gerhard Riedmann, színész
- Elise Riesel, nyelvtudós
- Fritz Riha, újságíró, kabarészerző
- Marie Ringler, politikus
- Florian Ringseis, válogatott röplabdázó
- Gabriele Rittig, gyermek- és ifjúsági könyvek szerzője
- Anita Ritzl, énekesnő
- Markus Rogan, úszó
- Anton Romako, festőművész
- Ernst Römer, osztrák-mexikói karmester, zenepedagógus és zeneszerző
- Annie Rosar, színésznő
- Otto Rösch, politikus és jogász
- Alma Rosé, hegedűművész
- Peter Rosei, író
- Karl Rosner, író
- Colin Ross, újságíró és utazó
- Arminio Rothstein, festőművész, bábkészítő és bábszínész, forgatókönyvíró és író, zenész, bűvész
- Christine Rothstein, az Arlequin Theater vezetője, bábszínész, forgatókönyvíró és zenész
- Karl Rott, humorista
- Klaus Rott, színész és rendező
- Wilfried Rott, moderátor és kulturális újságíró
- Fritz Rotter, író és zeneszerző
- Ludwig Rotter, orgonaművész és zeneszerző
- Franz Roubal, tájkép- és állatfestő, szobrász
- Rudolf Roubinek, színész és író
- Oswald Roux, tájképfestő, rézkarcoló és kőnyomó
- Manuel Rubey, színész és énekes
- Dieter Rückle, közgazdász és főiskolai tanár
- Alexander Rüdiger, tévés műsorvezető
- Walter Rudin, amerikai matematikus
- Rudolf német-római császár, magyar és cseh király
- IV. Rudolf osztrák főherceg
- Gerhard Rühm, író, zeneszerző és képzőművész
- Harald Ruiss, labdarúgó-játékvezető
- Edmund Rumpler, mérnök
- Laurence Rupp, színész
- Othmar Ruzicka, portré- és zsánerfestő
- Leonie Rysanek, kamara-énekesnő

## S
- Ferdinand von Saar, író, drámaíró

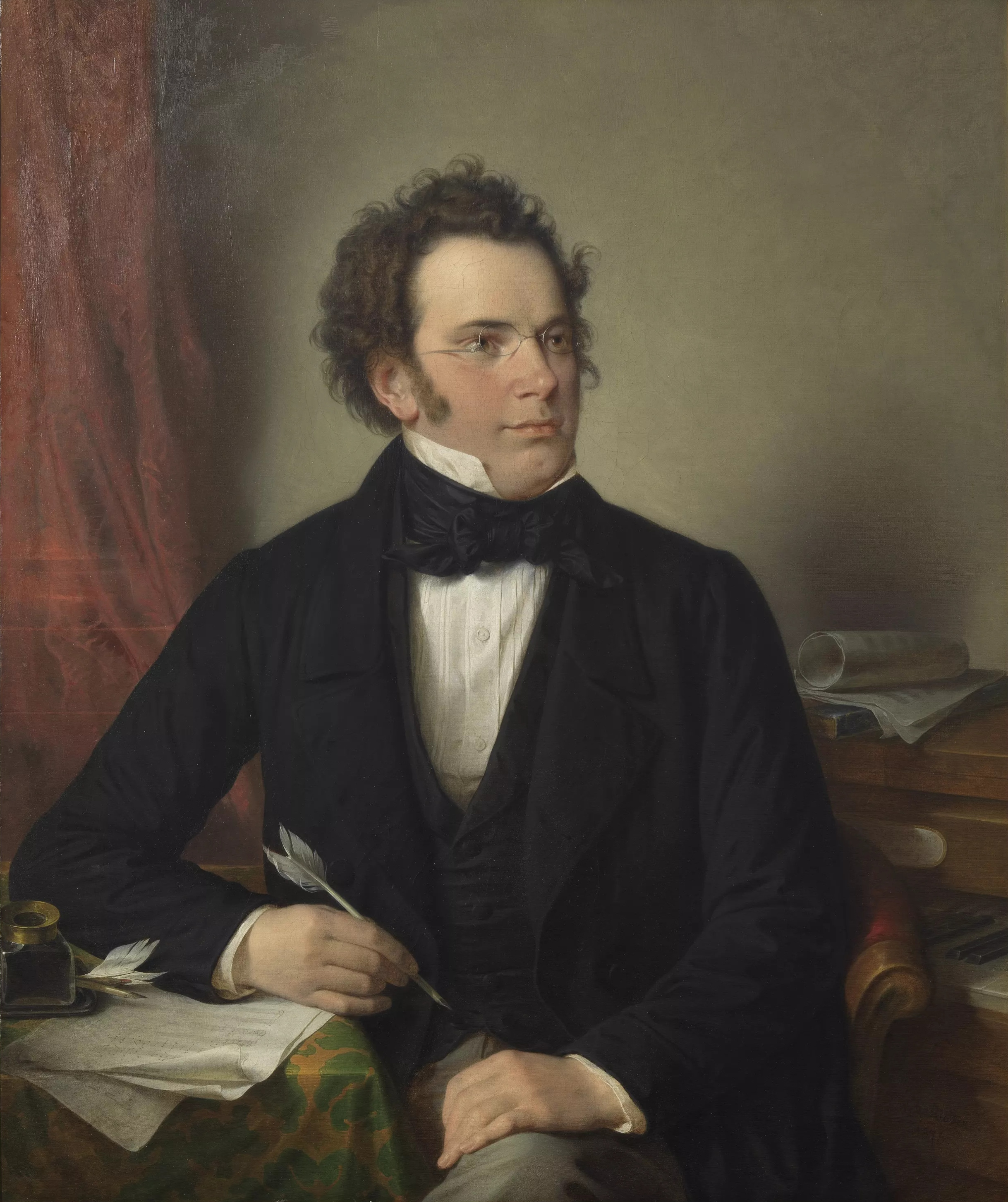
Franz Schubert 1797-ben született Bécs akkori elővárosában, Himmelpfortgrundban

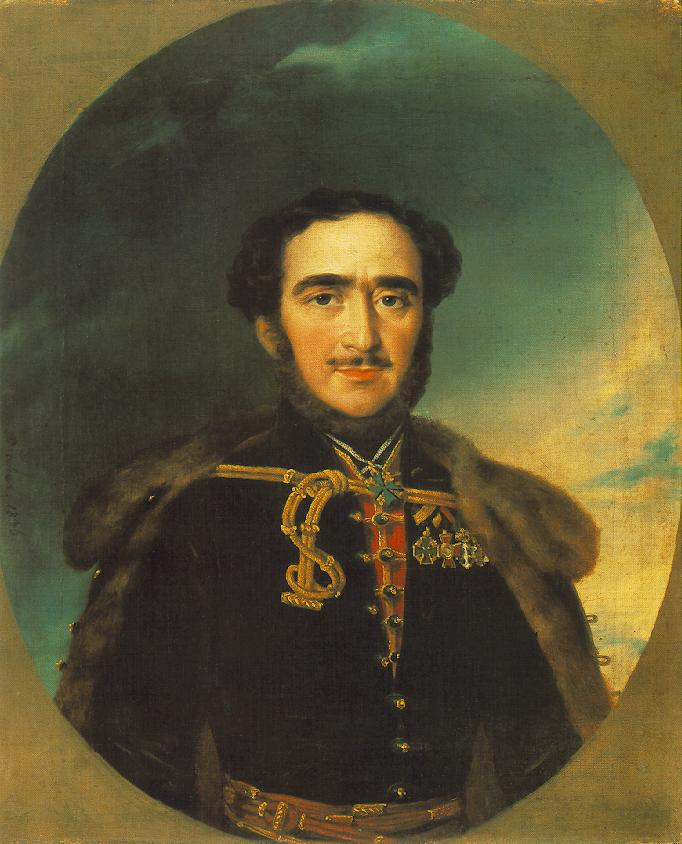
Széchenyi István 1791-ben született Bécsben

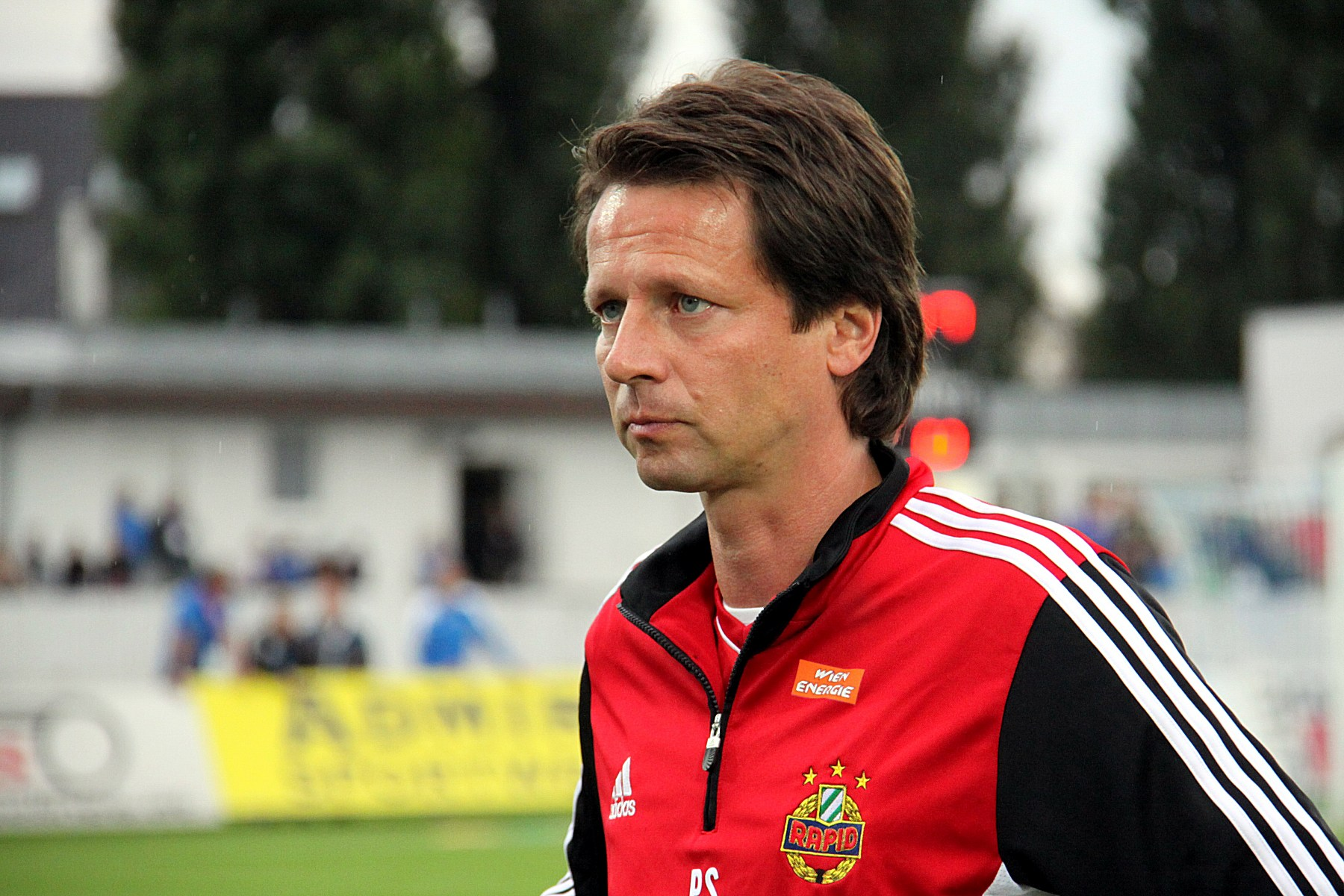
Peter Schöttel, labdarúgó, edző

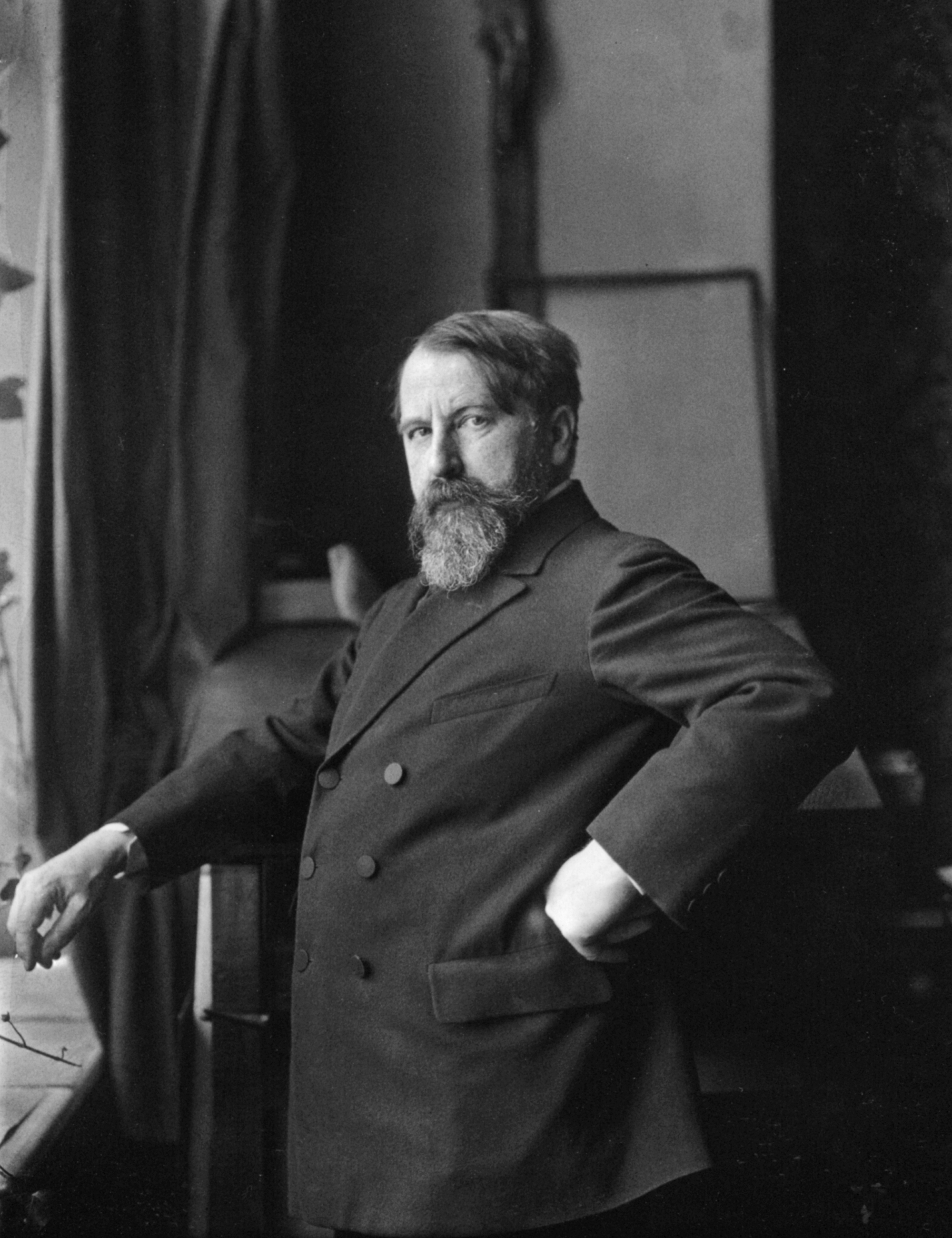
Arthur Schnitzler drámaíró 1912-ben

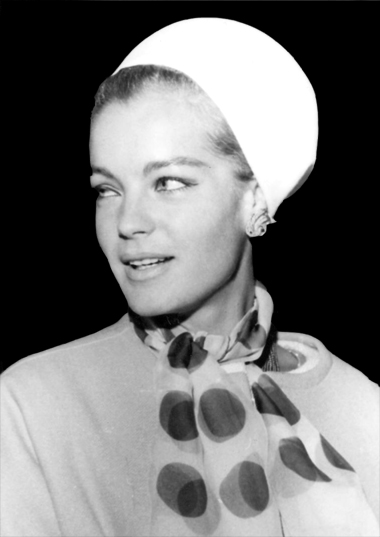
Romy Schneider, világhírű színésznő

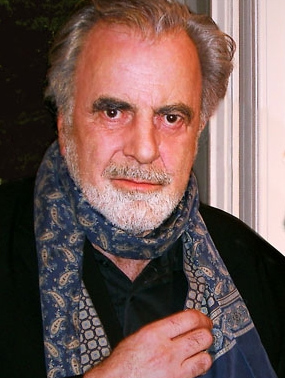
Maximilian Schell, filmrendező, színész, producer, forgatókönyvíró

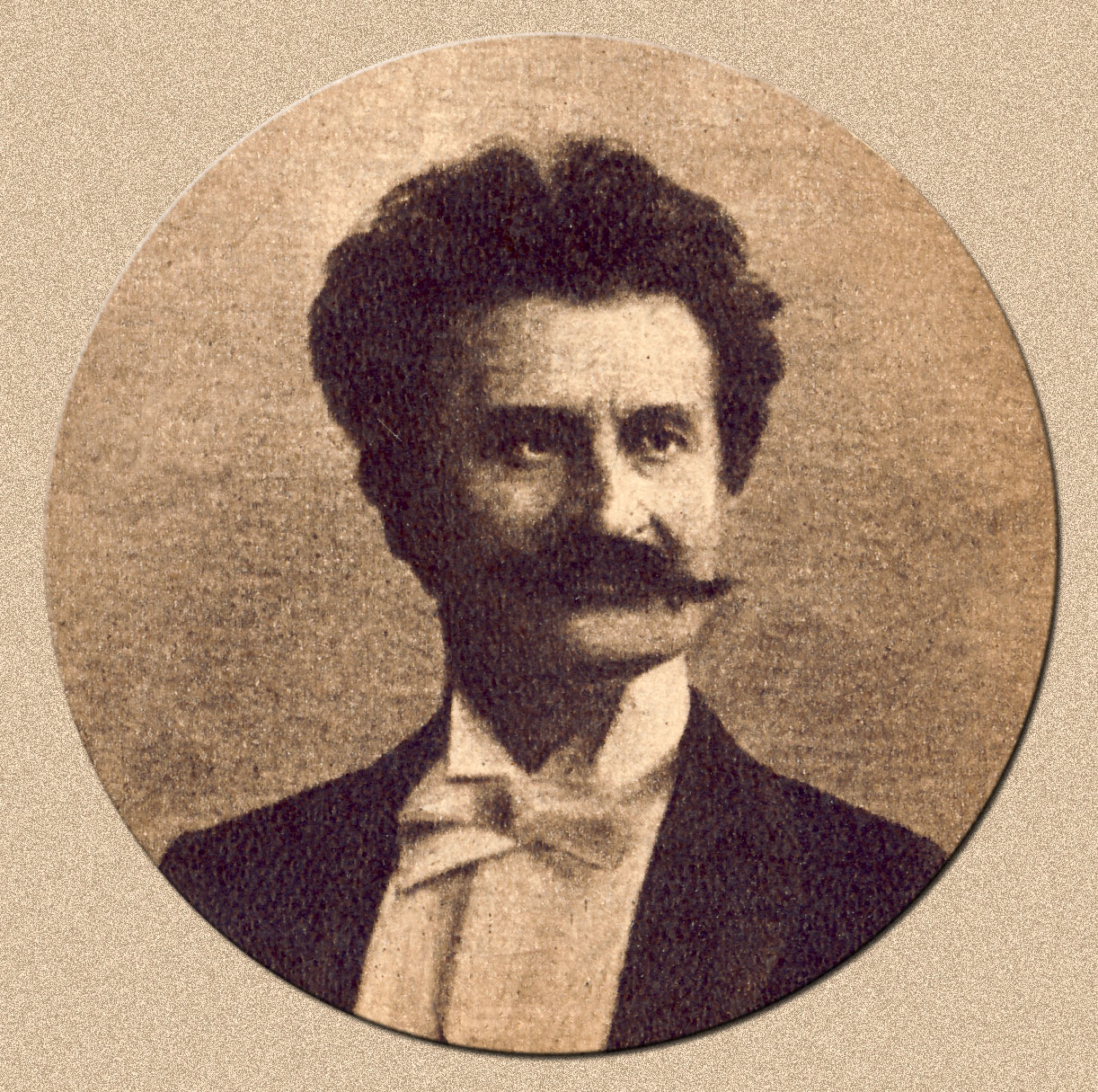
Ifj. Johann Strauss, a „keringőkirály”

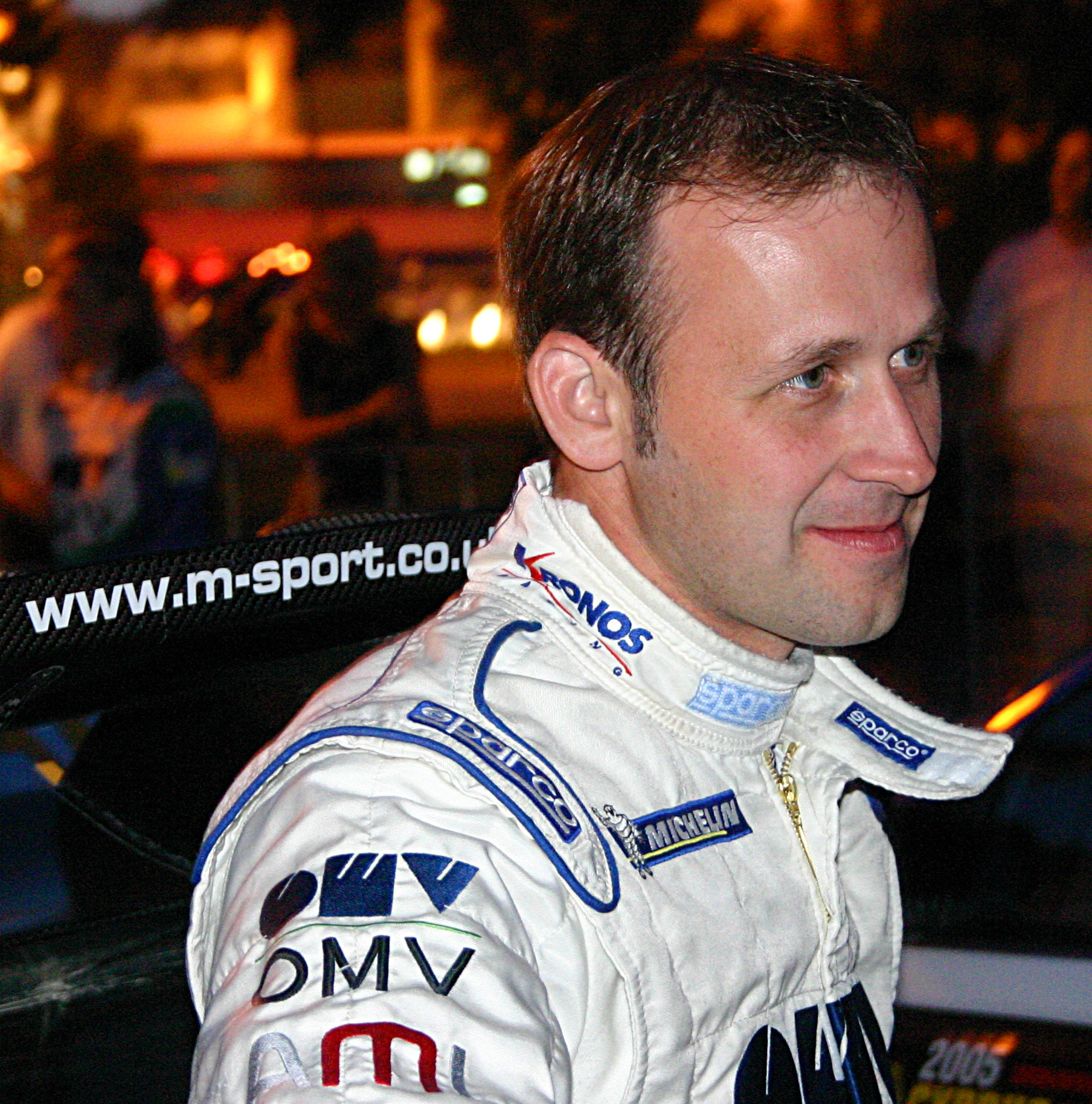
Manfred Stohl, raliversenyző

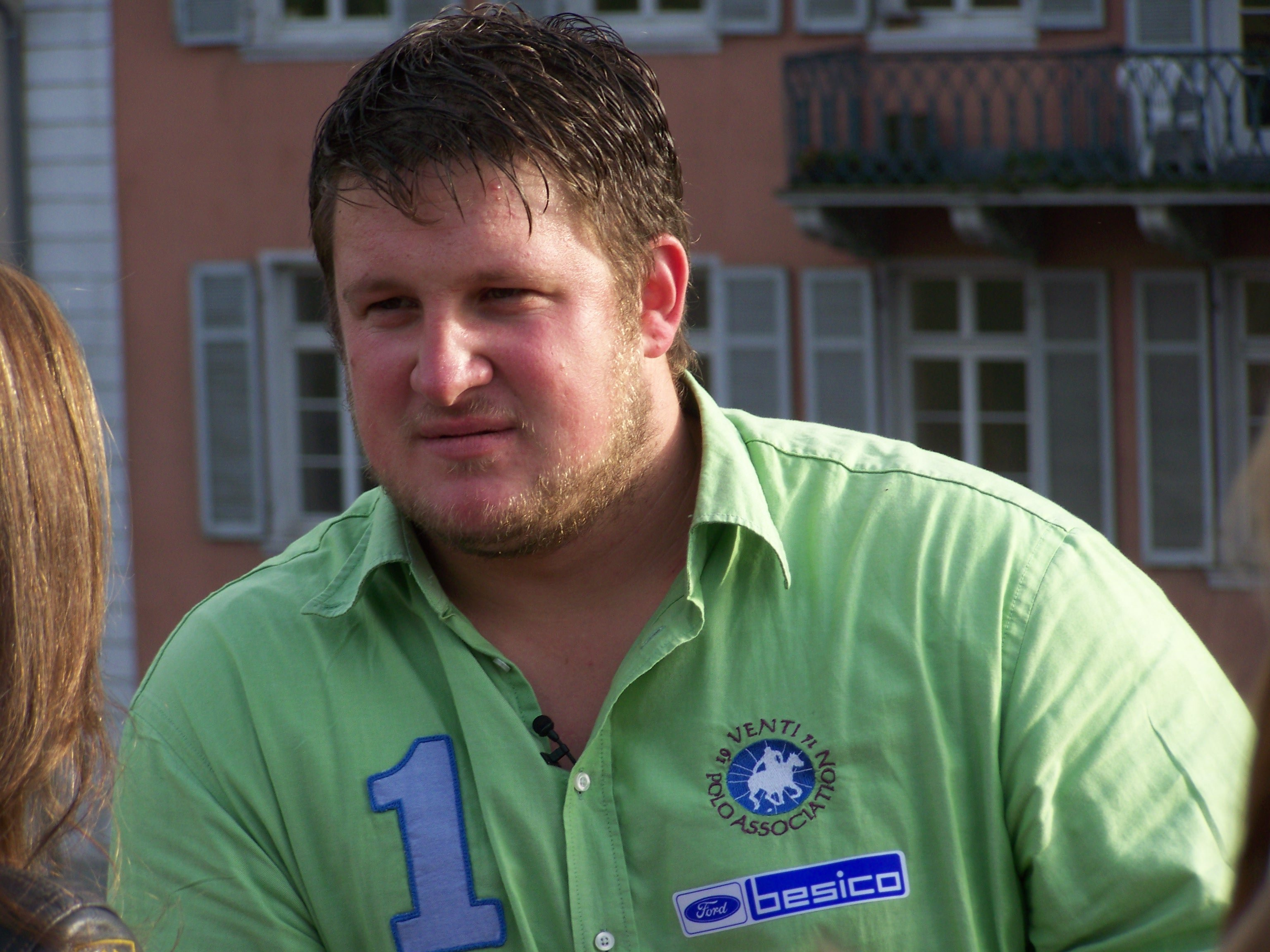
Matthias Steiner, súlyemelő

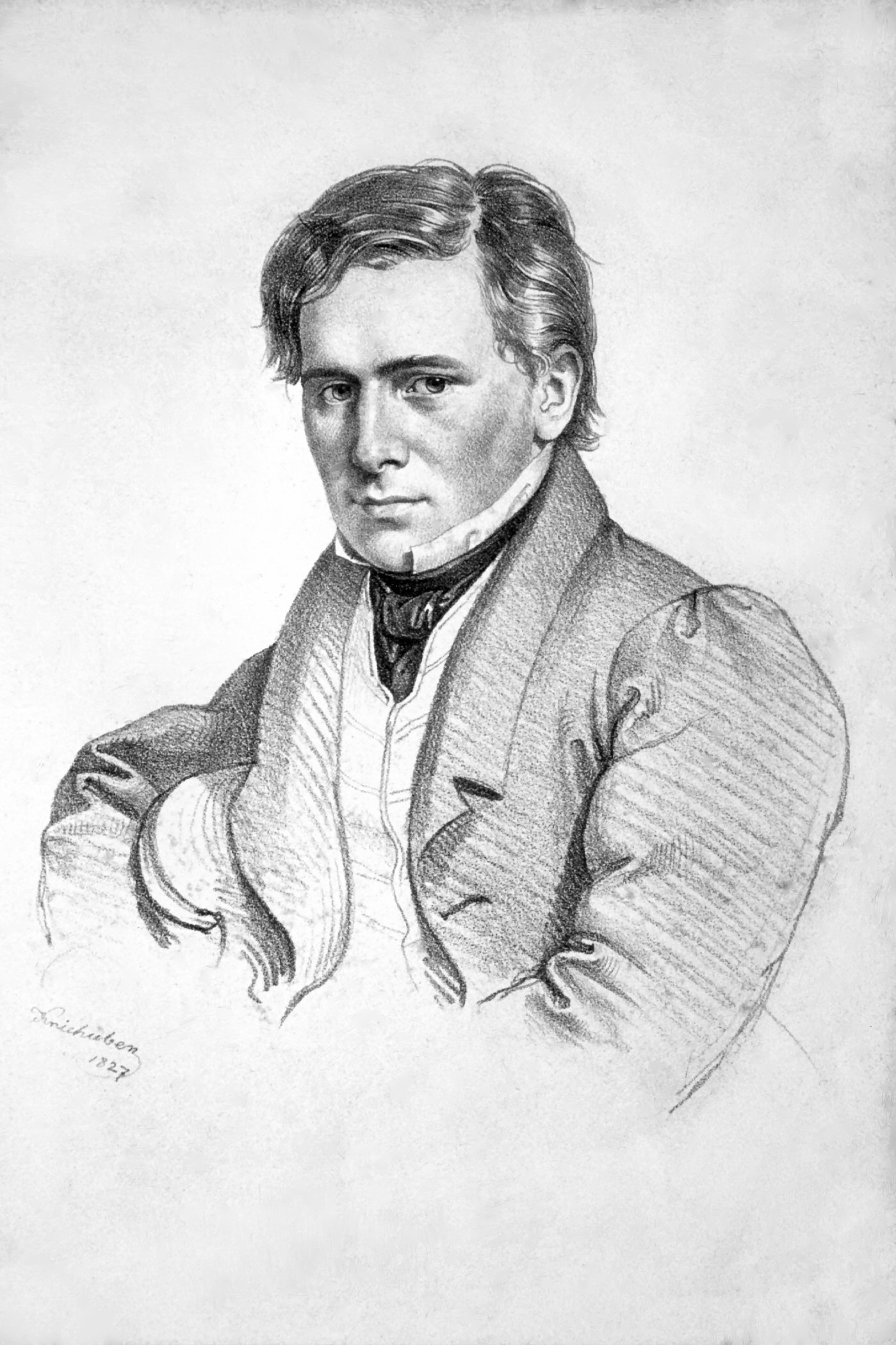
Moritz von Schwind, festő (Josef Kriehuber litográfiája)

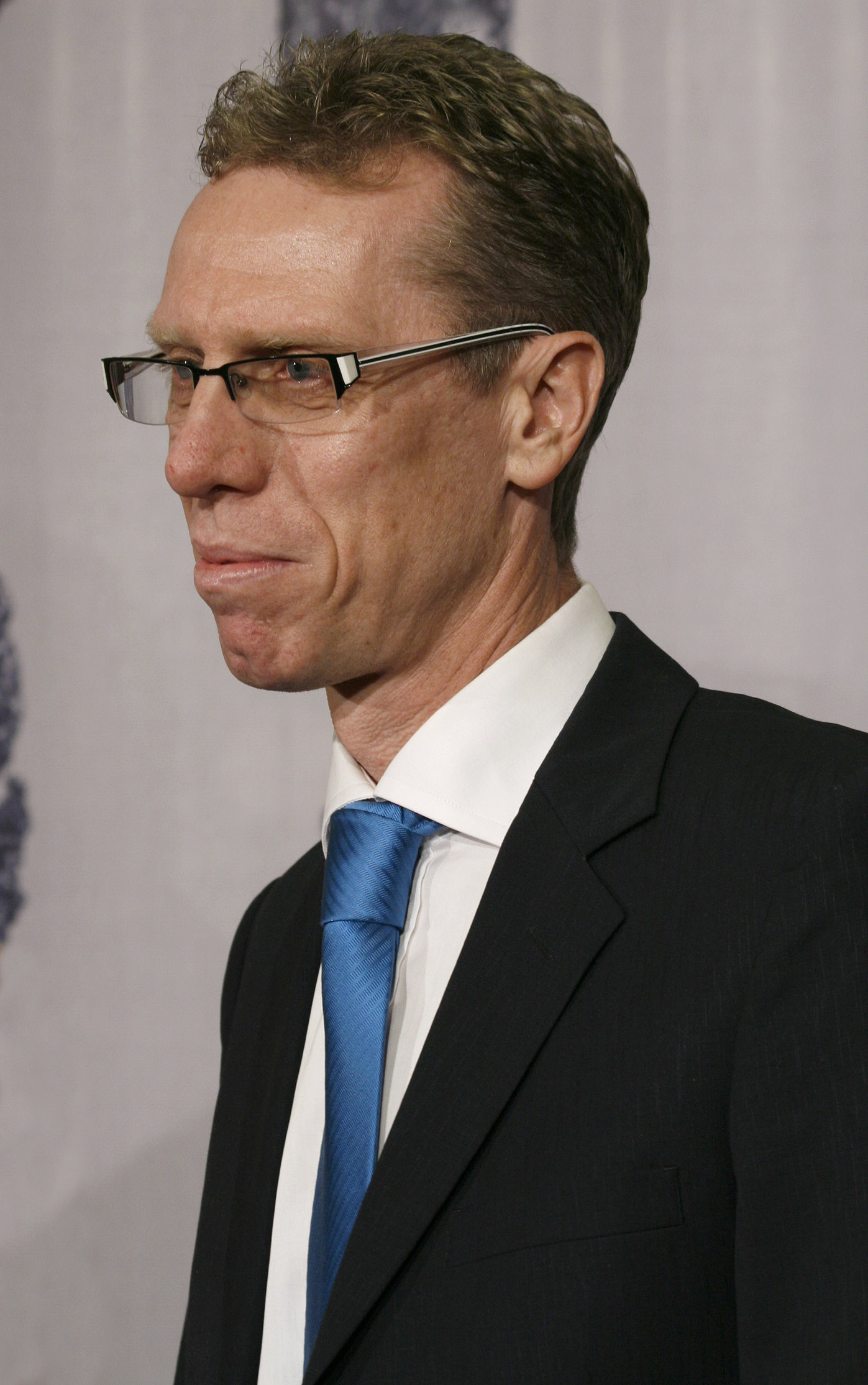
Peter Stöger labdarúgó 2008-ban

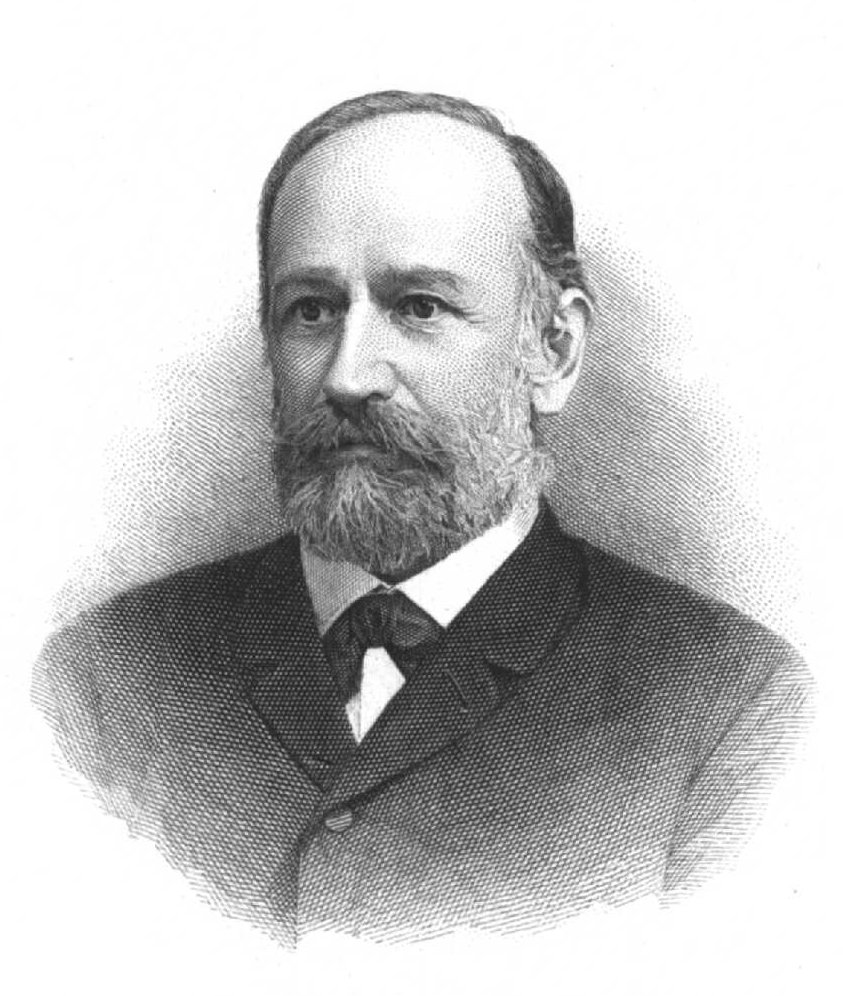
Jozef Stefan, osztrák–szlovén matematikus, fizikus, szlovén nyelvű költő

- Anna Sacher, Eduard Sacher felesége
- Eduard Sacher, hoteltulajdonos
- Valérie Sajdik, énekesnő
- Patrick Salomon, labdarúgó
- Yüksel Sariyar, labdarúgó
- Fritz Saxl, művészettörténész
- Michaela Sburny, politikusnő
- Woody Schabata, dzsesszdobos
- Anton Schachenhofer, nagybőgős
- Hans Schachinger, portré- és zsánerfestő
- Friedrich Schächter, feltaláló
- Karl Schäfer, műkorcsolyázó
- Anton Schall, labdarúgó
- Erwin Scharf, politikus
- Franz Scharl, bécsi segédpüspök
- Walther Schaumann, tiszt, hegymászó, történész és író
- Michael Schefts, színész
- Agnes Scheibelreiter, szoprán
- Herbert Scheibner, politikus
- Theodor Scheimpflug, földmérő
- Maria Schell, osztrák-svájci színésznő
- Maximilian Schell, osztrák-svájci színész, rendező és producer
- Otto Schenk, színész, humorista, rendező és intendáns
- Wolfgang Scherzinger, zoológus, etológus és ökológus
- Johann Scherz, biliárd világbajnok
- Martina Schettina, festőművésznő
- Florian Scheuba, színész, humorista, író és moderátor
- Theodor Franz Schild, zeneszerző
- Joseph Schildkraut, osztrák-amerikai színész
- Herbert Schimetschek, biztosítási menedzser, az Osztrák Nemzeti Bank igazgatója
- Herbert Schimkowitz, grafikus és illusztrátor
- Alexander Julius Schindler osztrák író (1818–1885)
- Karl Schlechta, német filozófus
- Carl Schlechter, sakkozó
- Julius Schlegel, tiszt, Montecassino műkincseinek megmentője
- Wolfgang Schleidt, biológus
- Karl Schlögl, politikus
- Ferdinand Schmatz, író
- Anton von Schmerling, politikus és jogász
- Hansl Schmid, énekes
- Dolores Schmidinger, színésznő
- Emma Schmidt, zongorista
- Franz Schmidt, zeneszerző
- Klaus Schmidt(wd) (1943) matematikus
- Guido Schmidt-Chiari, bankvezető
- Claudia Schmied, politikusnő
- Wolfgang Schmitz, politikus (ÖVP)
- Helmut Schmitzberger, zeneszerző és karmester
- Diknu Schneeberger, dzsesszgitáros
- Joschi Schneeberger, dzsesszzenész
- Martin Schneeweiss, motorversenyző
- Romy Schneider, színésznő
- Wolfgang Schneiderhan, hegedűművész
- Joseph Schnetz, nyelvész
- Arthur Schnitzler, író, drámaíró
- Isolde Schönstein, környezetvédelmi aktivista
- Paul Eduard von Schoeller, bányaiparos
- Philipp von Schoeller, gazdasági tisztviselő és a NOB tiszteletbeli tagja
- Philipp Wilhelm von Schoeller, német-osztrák nagyvállalkozó és fotóművész
- Richard von Schoeller, bányaiparos
- Arnold Schönberg, zeneszerző
- Karl Schönböck, színész
- Georg von Schönerer, földbirtokos és politikus
- Gretl Schörg, énekesnő
- Margarete Schörl, pedagógus, apáca
- Peter Schöttel, egykori labdarúgó, edző
- Robert Schollum, zeneszerző és karmester
- Rudolf Scholz, orgonaművész és zenepedagógus
- Michael Schottenberg, színész és rendező
- Josef Schrammel, zeneszerző és zenész
- Emmerich Schrenk, színész
- Joseph Schreyvogel, író
- Erwin Schrödinger, Nobel-díjas fizikus
- Beatrix Schuba, műkorcsolyázó
- Ferdinand Schubert, zeneszerző
- Franz Schubert, zeneszerző
- Gytta Schubert, színésznő
- Ingrid Schubert, politikusnő
- Thomas Schubert, színész
- Kurt Schubert, zsidóságkutató
- Franz Schuh, író és esszéista
- Karl Schubert, gyógy- és Waldorf-pedagógus
- Viktor Schufinsky, festőművész és grafikus
- Alexander Schukoff, filmrendező, filmproducer és vizuális művész
- Helmut Schüller, katolikus pap
- Otto Schulmeister, publicista, főszerkesztő
- Christian W. Schulz, gordonkaművész
- Wolfgang Schüssel, politikus, kancellár
- Ignaz Schuster, színész és zeneszerző
- Alfred Schütz, szociológus
- Ernst von Schwarzenberg, püspök, zeneszerző, a Kölni dóm kanonokja
- Friedrich Johannes Jacob Cölestin von Schwarzenberg, Prága érseke
- Karl Philipp Fürst zu Schwarzenberg, tábornok
- Xaver Schwarzenberger, operatőr és rendező
- Ludwig Schwarzer, festőművész
- Alice Schwarz-Gardos, izraeli újságírónő
- Rudolf Schwarzkogler, fényképész és képzőművész
- Egon Schweidler, fizikus
- Amand von Schweiger-Lerchenfeld, utazó, író és katonatiszt
- Josef Schweikhardt, író és képzőművész
- Rolf Schwendter, író és devianciakutató
- Walter Schwimmer, politikus, az Európa Tanács főtitkára
- Moritz von Schwind, osztrák-német festőművész
- Herwig Seeböck, színész, kabarészínész és rendező
- Jakob Seeböck, színész
- Irmgard Seefried, szoprán énekesnő
- Mona Seefried, színésznő
- Helmut Seethaler, író
- Heinrich Segur, a Vatikáni Rádió német részlegének vezetője
- Pierre Séguy, ellenálló harcos, rádióamatőr, sanzonszakértő
- Conrad Seidl, szerkesztő, író
- Franziska Seidl (született Vicari), fizikus
- Gery Seidl, kabarészínész
- Johann Gabriel Seidl, régész, lírikus és drámaíró
- Ulrich Seidl, rendező, forgatókönyvíró és producer
- Ignaz Seipel, teológus és politikus
- Peter Seisenbacher, cselgáncsozó
- Karl Seitz, politikus
- Selye János, osztrák-magyar származású kanadai belgyógyász, vegyész
- Deborah Sengl, képzőművész
- Gitta Sereny, magyar származású brit történész és újságírónő
- Karl Sesta, labdarúgó
- Ignaz von Seyfried, karmester
- Dietrich Siegl, színész
- Johannes Mario Simmel, író
- Marko Simsa, a Kindertheater producere és színésze
- Kurt Singhuber, az NDK bányászati és kohászati minisztere
- Beate Sirota, osztrák-amerikai nőjogi aktivista
- Camillo Sitte, építész és várostervező
- Josef Sivo, hegedűművész
- Lilia Skala, színésznő
- Marija Sklad-Sauer, énekpedagógus és énekesnő
- Otto Skorzeny, a Waffen-SS tisztje
- Georg von Slatkonia (Jurij Sladkonja), bécsi püspök
- Kurt Sobotka, színész, rendező és író
- Ruth Sobotka, balerina, Stanley Kubrick felesége
- Hilde Sochor, színésznő
- Jan Sokol, kerékpárversenyző
- Otto Soyka, író
- Uli Soyka, dzsesszzenész
- Christian Spatzek, színész
- Eduard Spiegler, dermatológus
- Hilde Spiel, újságíró és írónő
- Rudolf Spielmann, sakknagymester
- Mela Spira, színésznő és írónő
- René A. Spitz, pszichoanalitikus
- Daniel Spitzer, író
- Hans Stalzer, tájkép-, portré- és háborús festő
- Oliver Stamm, röplabdázó
- Thomas Stangl, író
- Ernst Stankovski, színész, énekes és tévés műsorvezető
- Ernst Rüdiger von Starhemberg, császári tábornok
- Ernst Rüdiger Starhemberg, politikus, az ausztrofasizmus képviselője, Heimwehr-vezető, 1934–1936 között Ausztria alkancellárja.
- Fanny Starhemberg, politikusnő
- Andreas Staribacher, politikus
- Josef Staribacher, politikus
- Viktor Stauffer, zsáner- és portréfestő
- Edd Stavjanik, színész
- Josef Stefan, karintiai szlovén költő, matematikus és fizikus (Stefan–Boltzmann-törvény)
- Norbert Steger, politikus és ügyvéd
- Dorian Steidl, moderátor
- Arthur Stein, osztrák-cseh ókortörténész
- Miriam Stein, osztrák-svájci színésznő
- Max Steiner, osztrák-amerikai zeneszerző
- Matthias Steiner, német színekben induló olimpiai bajnok súlyemelő
- Erwin Steinhauer, színész és kabarészínész
- Eduard Jakob von Steinle, festőművész
- Simone Stelzer, énekesnő
- Julia Stemberger, színésznő
- Ursula Stenzel, újságíró és politikusnő
- Karl Maria Stepan, politikus
- Lilly Stepanek, színésznő
- Lukas Stepanik, rendező és producer
- Carl Stephenson, osztrák-német író és kiadó
- Josef von Sternberg, osztrák-amerikai rendező
- Karl Stiegler, kürtös és professzor
- Gerulf Stix, politikus és gazdasági tanácsadó
- Franz Stocher, pálya-kerékpáros
- Dora von Stockert-Meynert, írónő
- Barbara Stöckl, moderátor
- Otto Stoessl, író
- Peter Stöger, labdarúgó
- Manfred Stohl, raliversenyző
- Rudi Stohl, raliversenyző
- Friedrich Stoll, császári udvari festőművész
- Franz Stoß, színész, rendező, igazgató
- Heinz-Christian Strache, politikus
- Roland Strasser, festőművész és grafikus
- Benjamin Strasser, festőművész és grafikus
- Josef Anton Strassgschwandtner, festő és kőnyomó
- Christof Straub, zenész és zeneszerző
- Oscar Straus, operettszerző
- Johann Strauss, zeneszerző, zeneköltő
- Ifj. Johann Strauss, karmester és zeneszerző (a keringőkirály)
- Ludwig Streicher, a Bécsi Filharmonikusok nagybőgőművésze
- Toni Stricker, zeneszerző és hegedűművész
- Oskar Strnad, díszlettervező, dizájner és építész
- Erika Strobl, gitárművész
- Erich von Stroheim, osztrák-amerikai rendező és színész
- Erika Stubenvoll, politikusnő
- Johann Studnicka, labdarúgó
- Rudolf Stundl, mintatervező és tapétakészítő
- Ernst Sucharipa, diplomata
- Richard Suchenwirth, nemzetiszocialista történész és politikus
- Hans E. Suess, kémikus és magfizikus
- Maria Theresia von Sulz, a Buchau-i női kolostor apátnője
- Lalita Svete, hegedűművész
- Herma Szabo, műkorcsolyázó
- Wilhelm Szabo, költő, író, műfordító és tanító
- Széchenyi István, magyar államférfi, író, polihisztor, közgazdász
- Carl Szokoll, ellenálló harcos, író

## T

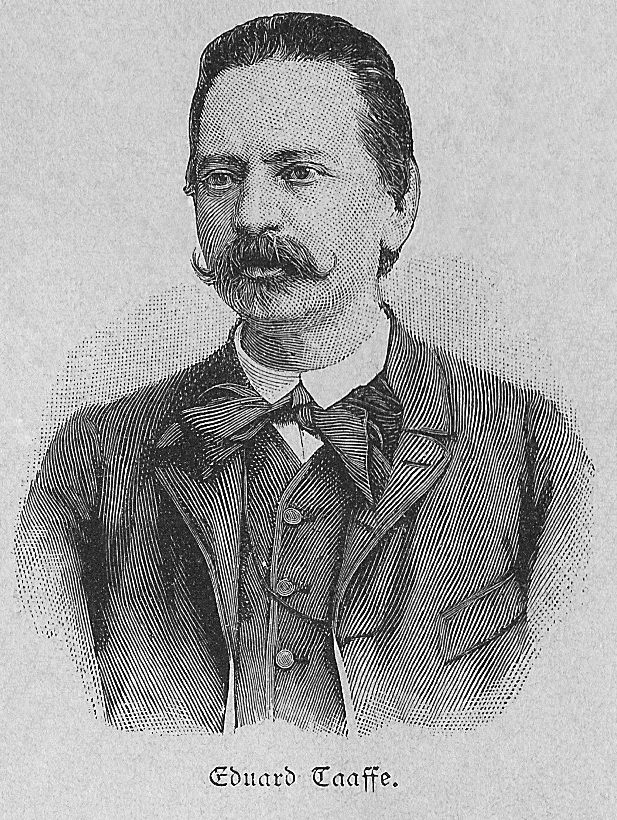
Eduard Taaffe, politikus

- Eduard Taaffe, politikus, Salzburg koronatartomány elnöke
- Francisco Tanzer, német író
- Jacob Taubes, zsidóságkutató, vallásszociológus, filozófus
- Josef Taus, gazdasági jogász, menedzser és politikus
- Gustav Tauschek, számítógépes úttörő
- Georg Teigl, labdarúgó
- Friedrich Tenkrat, író
- Wolfgang Teuschl, író és humorista
- Anton Teyber, zeneszerző, orgonaművész és zongorista
- Edina Thalhammer, énekesnő
- Leopold Thaller, politikus
- Hans Thimig, színész és rendező
- Helene Thimig, színésznő
- Hermann Thimig, színész
- Hugo Thimig színész, rendező, a Burgtheater igazgatója
- Hans Thirring, fizikus
- Walter Thirring, fizikus
- Désiré Thomassin, festőművész, zeneszerző
- Christian Thonhofer, labdarúgó
- Otto von Thoren, festőművész
- Jules Thorn, nagy-britanniai vállalkozó
- Curth Anatol Tichy, színész
- Herbert Tichy, író, hegymászó
- Margarethe Tiesel, színésznő
- Alfred Till, geológus és paleontológus
- Leopold Till, festőművész
- Nadja Tiller, színésznő
- Georg Tintner, osztrák-új-zélandi karmester
- Bernhard Tittel, zeneszerző
- Daniel Tobenz, teológus
- Ernst Toch, német-osztrák zeneszerző
- Josef Toch, író
- Franz Xaver Told von Toldenburg, költő
- Karl Toldt, zoológus
- Alexander Tollmann, geológus és politikus
- Max Toperczer, geofizikus
- Ernst Topitsch, filozófus és szociológus
- Friedrich Torberg, író és újságíró
- Gerhard Tötschinger, színész és író
- Reinhard Tramontana, író és újságíró
- Maria Augusta von Trapp, amerikai énekes és írónő
- Victoria Trauttmansdorff, színésznő
- Arthur Trebitsch, író és filozófus
- Heinrich Treichl, bankár
- Friedrich Treml, zsáner- és akvarellfestő
- Willy Trenk-Trebitsch, színész
- Georg Stefan Troller, író, tévés újságíró és dokumentumfilmes
- Friedrich Trözmüller, feltaláló
- Eberhard Trumler, viselkedéskutató
- Erich Tschermak, botanikus
- Hans Christian Tschiritsch, hangszerkészítő és zenész
- Peter von Tramin, író
- Marie Karoline Tschiedel, fényképész
- Marcel Tyberg, zeneszerző

## U
- Gustav Ucicky, német filmrendező, Gustav Klimt fia
- Bruno Uher, zeneszerző
- Alfred Uhl, zeneszerző és karmester
- Luise Ullrich, német-osztrák színésznő
- Fritzi Ulreich, háborús festőnő
- Ellen Umlauf, színésznő
- Paul Urbanek, dzsesszzongorista és zeneszerző
- Josef Uridil, labdarúgó, edző

## V
- Barbara Valentin, színésznő
- Erich Vanis, hegymászó, író

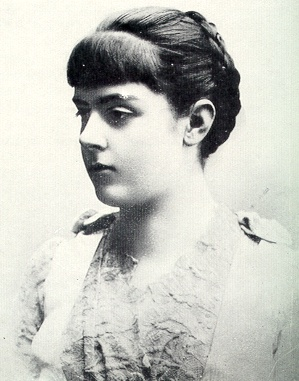
Maria von Vetsera, Rudolf trónörökös szeretője

- Guillaume de Vaudoncourt, francia tábornok és hadtörténész
- Carl Vaugoin, politikus
- Jurij Vega szlovén matematikus és tüzérségi tiszt
- Maria von Vetsera bárónő, Rudolf főherceg, trónörökös szeretője
- Hermann Vetters, régész
- Franz Viehböck, elektrotechnikus és az első osztrák űrhajós
- Berthold Viertel, rendező és író
- Diego Viga, ecuadori orvos és író
- Vilmos osztrák herceg
- Vilmos Ferenc Károly főherceg
- Andreas Vitásek, kabarészínész, színész és rendező
- Ernst Vlcek, sci-fi-író
- Nikolas Vogel, operatőr
- Johann Nepomuk Vogl, író
- Franz Vranitzky, politikus, kancellár, menedzser
- Fritz Wärndorfer, művészetpártoló

## W

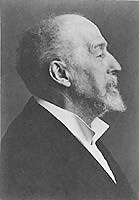
Otto Wagner, építész

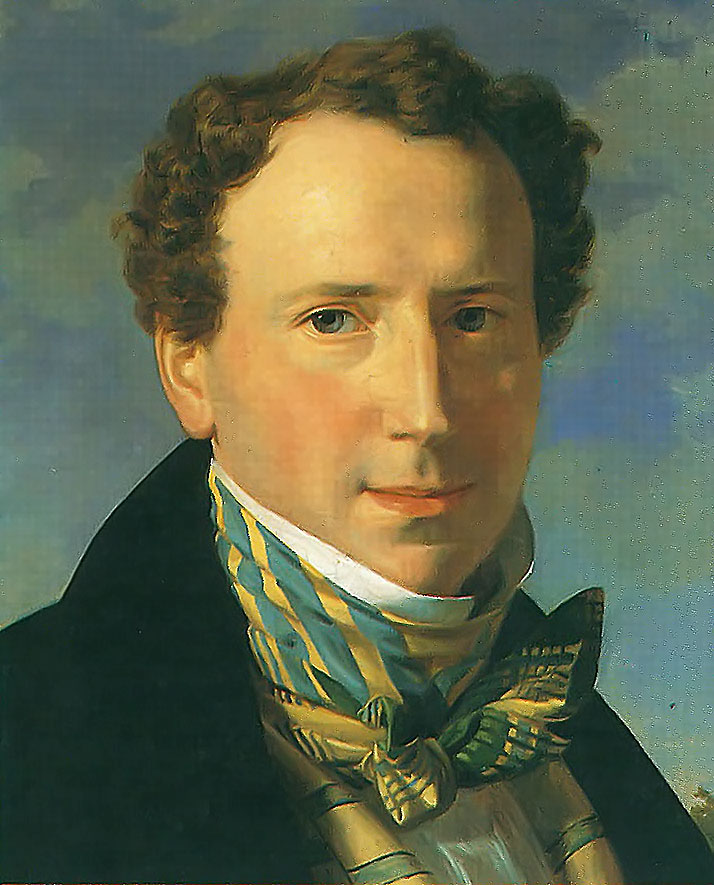
Ferdinand Georg Waldmüller, festő, a biedermeier egyik legjelentősebb mestere

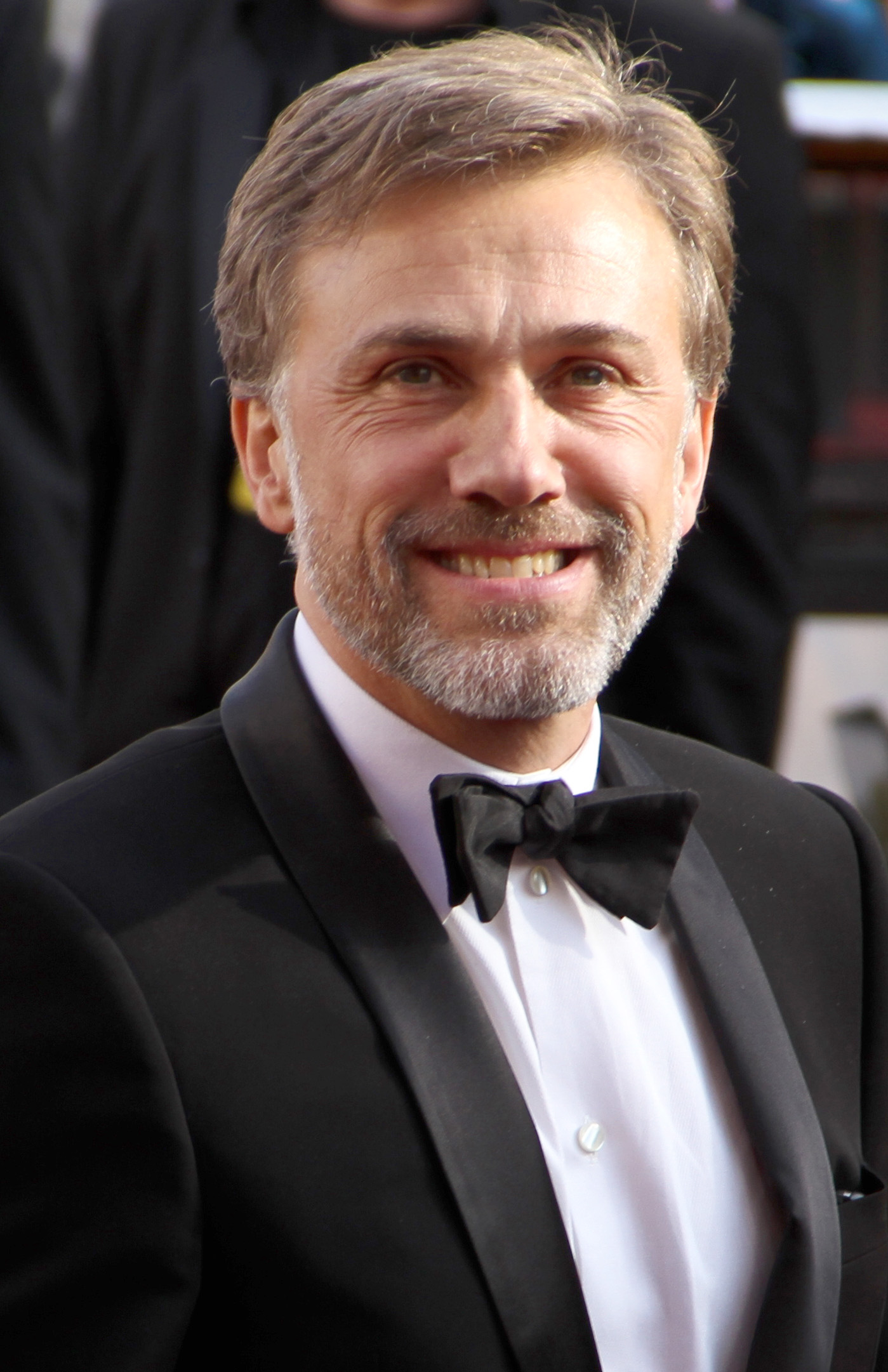
Christoph Waltz, Oscar-díjas színész

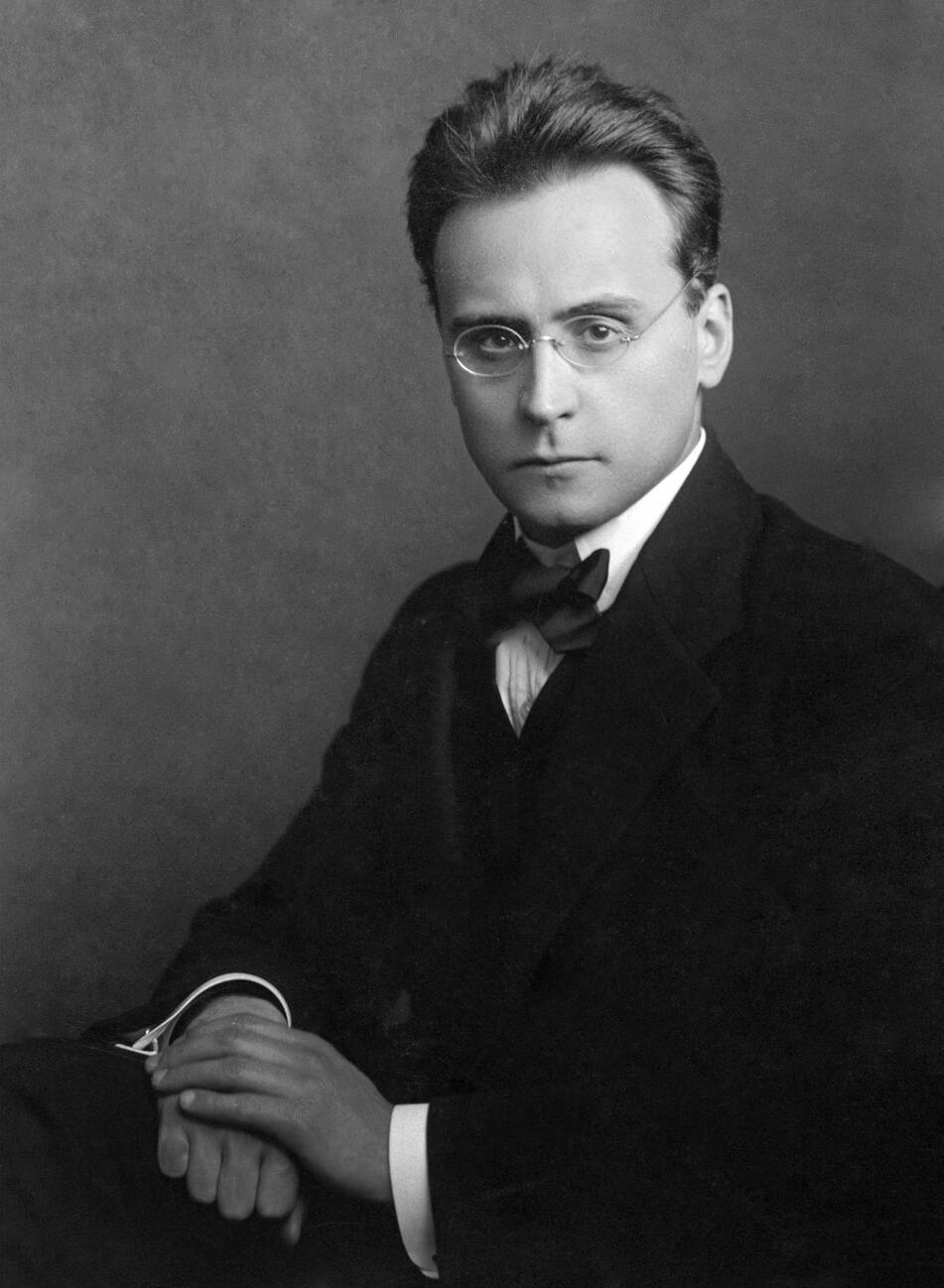
Anton Webern, zeneszerző, karmester

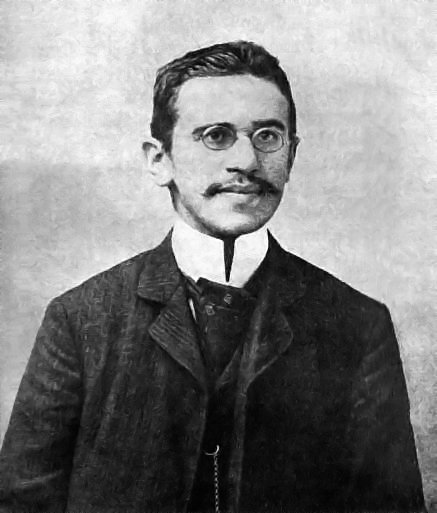
Otto Weininger, filozófus

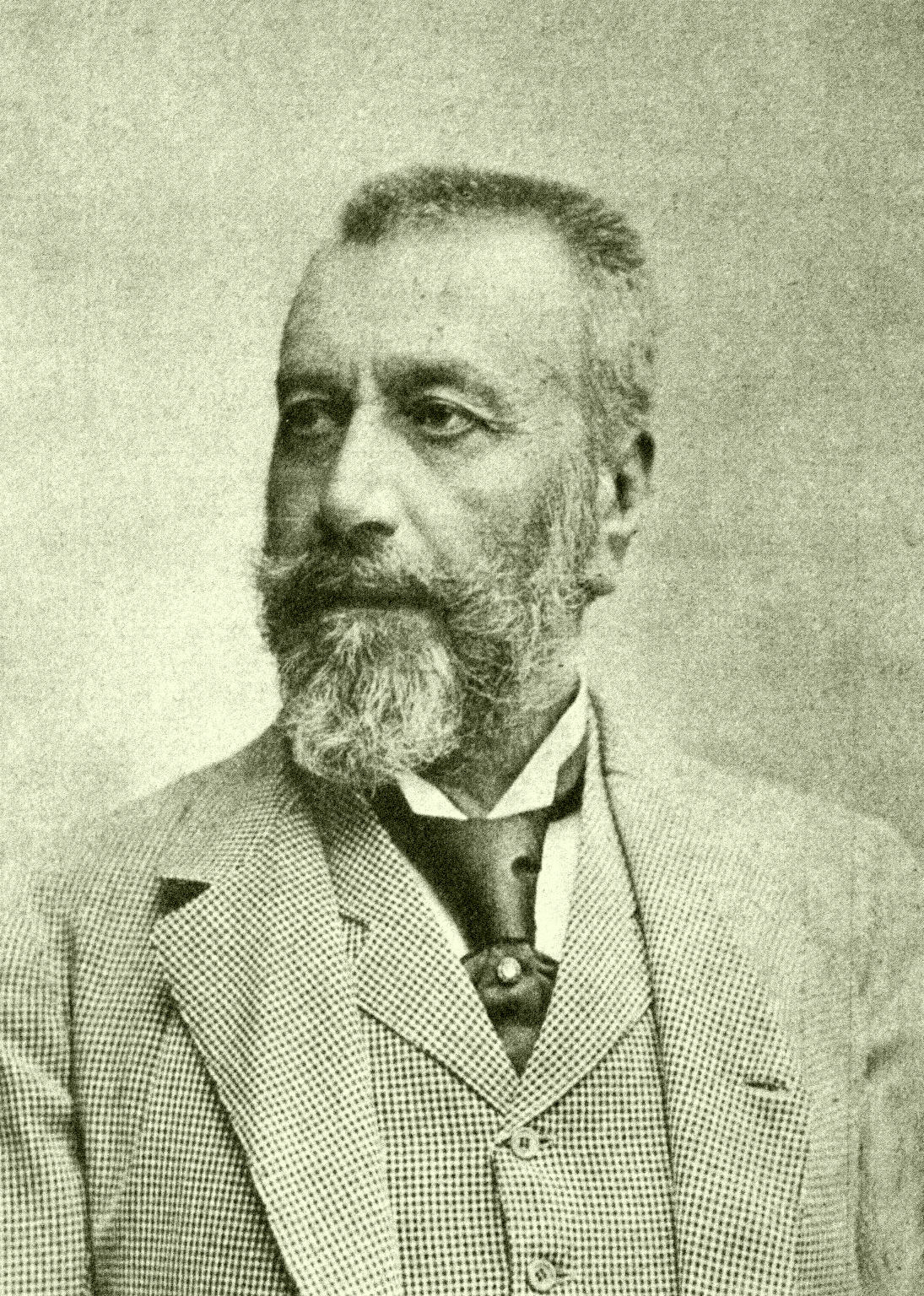
Johann Wilczek, sarkkutató

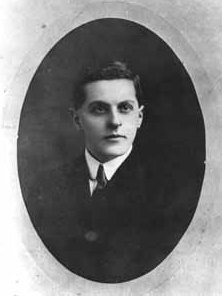
Ludwig Wittgenstein, filozófus

- Alexander Wagendristel, zeneszerző és fuvolista
- Georg Christoph Wagenseil, zeneszerző
- Michael Wagner, labdarúgó
- Otto Wagner, építész, építészteoretikus és várostervező
- Julius Wahle, irodalomtörténész, Johann Wolfgang von Goethe leveleinek megjelentetője
- Ludwig Wahrmund, jogász
- Friedrich Waismann, filozófus
- Ernst Waldbrunn, színész és kabarészínész
- Karl Waldbrunner, politikus
- Fritz Walden, publicista és kultúrkritikus
- Ernst Waldinger, német lírikus és esszéista
- Otto Waldis, színész
- Ferdinand Georg Waldmüller, festőművész és művészeti író
- Franz Wallack, tervezőmérnök
- Adolf Wallnöfer, zeneszerző és klasszikus tenor
- Otto Walter, régész
- Christoph Waltz kétszeres Oscar- és kétszeres Golden Globe-díjas színész
- Waluliso, békeaktivista és helyi híresség
- Hertha Wambacher, fizikusnő
- Camillo Wanausek, fuvolaművésznő
- Fred Wander, író
- Maxie Wander, német fényképész, újságíró, forgatókönyvíró és írónő
- Cilli Wang, kabarészínész és táncosnő
- Adolf Warchalowski, pilóta
- Rudolf Watzl, könnyűsúlyú birkózó
- Ekkehard Weber, ókortörténész, epigráfus és nyelvész
- Heinz Weber, labdarúgó-kapus
- Ludwig Weber, operaénekes
- Anton Webern, zeneszerző
- Peter Weck, rendező, intendáns és színész
- Gustav Wegerer, kémiai mérnök, egykori lágerfogoly
- Peter Wehle, zeneszerző, író és kabarészerző
- Hans Weigel, író és színházkritikus
- Helene Weigel, német színésznő
- Joseph Weigl, zeneszerző
- Georg Weikert, portréfestő
- Josef Weinheber, lírikus, esszéista
- Otto Weininger, filozófus
- Monica Weinzettl, színésznő
- Erika Weinzierl, történész
- Ulrich Weinzierl, újságíró
- Franz Weiser, teológus és író
- Wolfgang von Weisl, orvos és újságíró
- Erwin Weiss, zeneszerző
- Karl Weissenberg, fizikus és egyike az első reológusoknak
- Egon Wellesz, zeneszerző és zenetudós
- Renate Welsh, gyermek- és ifjúsági könyvek szerzője
- Kurt Welzl, labdarúgó
- Christine Werner, írónő
- Heinz Werner, német pszichológus
- Oskar Werner, színész és szavaló
- Rudolf Wertz, orvos
- Josephine Wessely, színésznő
- Paula Wessely, színésznő
- Rudolf Wessely, színész
- Franz West, képzőművész
- Alexander Widner, író
- Martina Wied, írónő
- Guido Wieland, kamara- és filmszínész, rendező és operetténekes
- Hugo Wiener, zeneszerző és zongorista
- Oswald Wiener, író, nyelvész és kibernetikus
- Friedrich von Wieser, közgazdász
- Johann Wilczek, sarkkutató és mecénás
- Mathilde Wildauer, színésznő és énekesnő
- Klaus Wildbolz, színész
- Anton Wildgans, drámaíró és lírikus
- Karl Maria Wiligut, nemzetiszocialista ezoterikus
- Marie Wilt, szoprán énekesnő
- Gerhard Wimberger, zeneszerző
- Ernst Wimmer, marxista teoretikus, politikus és publicista
- Oliver Wimmer, énekes
- Alfred II. zu Windisch-Grätz, württembergi küldött
- Geri Winkler, az első bécsi, aki megmászta a Csomolungmát
- Ludwig Wittgenstein, filozófus
- Paul Wittgenstein, zongorista
- Michael Wittmann, képregényrajzoló
- Karl Wlaschek, vállalkozó
- Adolf Wohlbrück, színész
- Daniel Wolf, labdarúgó
- Gusti Wolf, kamaraszínésznő
- Peter Wolf, osztrák-amerikai producer és zeneszerző
- Kurt Wölfflin, író
- Herwig Wolfram, történész
- Fritz Wotruba, osztrák szobrász
- Elly Wright, dzsesszénekesnő
- Friedrich Wührer, német-osztrák zongorista
- Othmar Wundsam, képzőművész
- Herbert Wunsch, asztaliteniszező
- Albrecht von Württemberg, német nemes, tábornagy
- Alexander Wussow, tévészínész

## Z
- Joe Zawinul, dzsesszzongorista
- Herbert Zdarzil, pedagógus
- Heinz Zednik, tenorénekes
- Gerhard Zeiler, menedzser

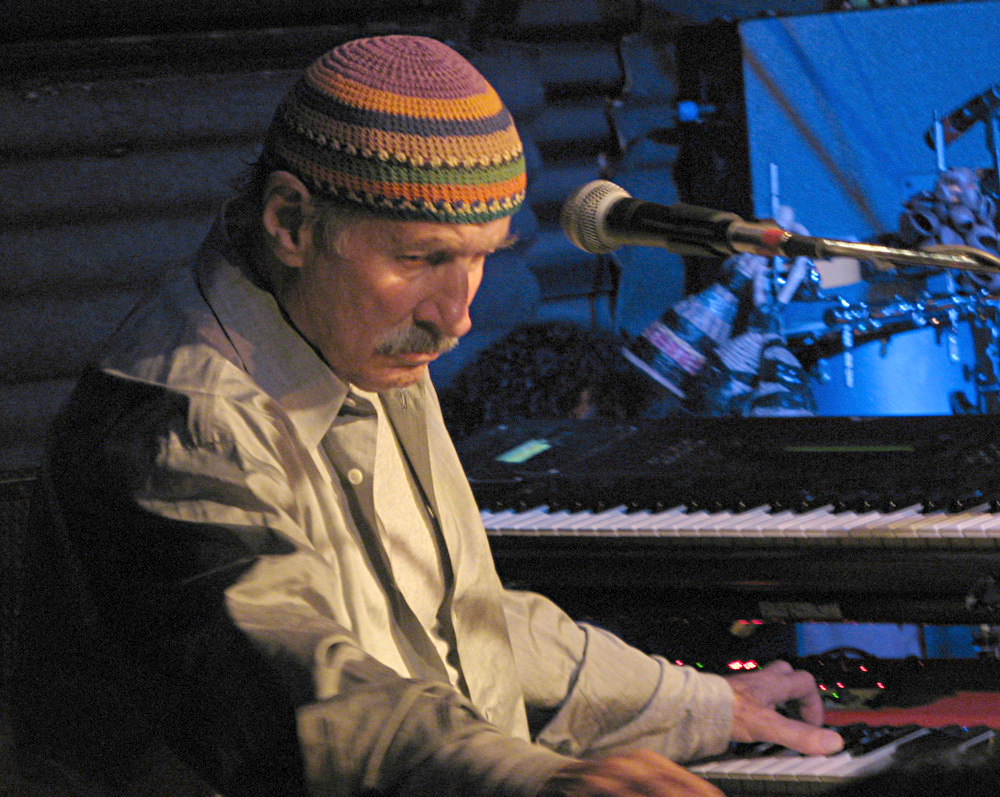
Joe Zawinul, zenész, zeneszerző

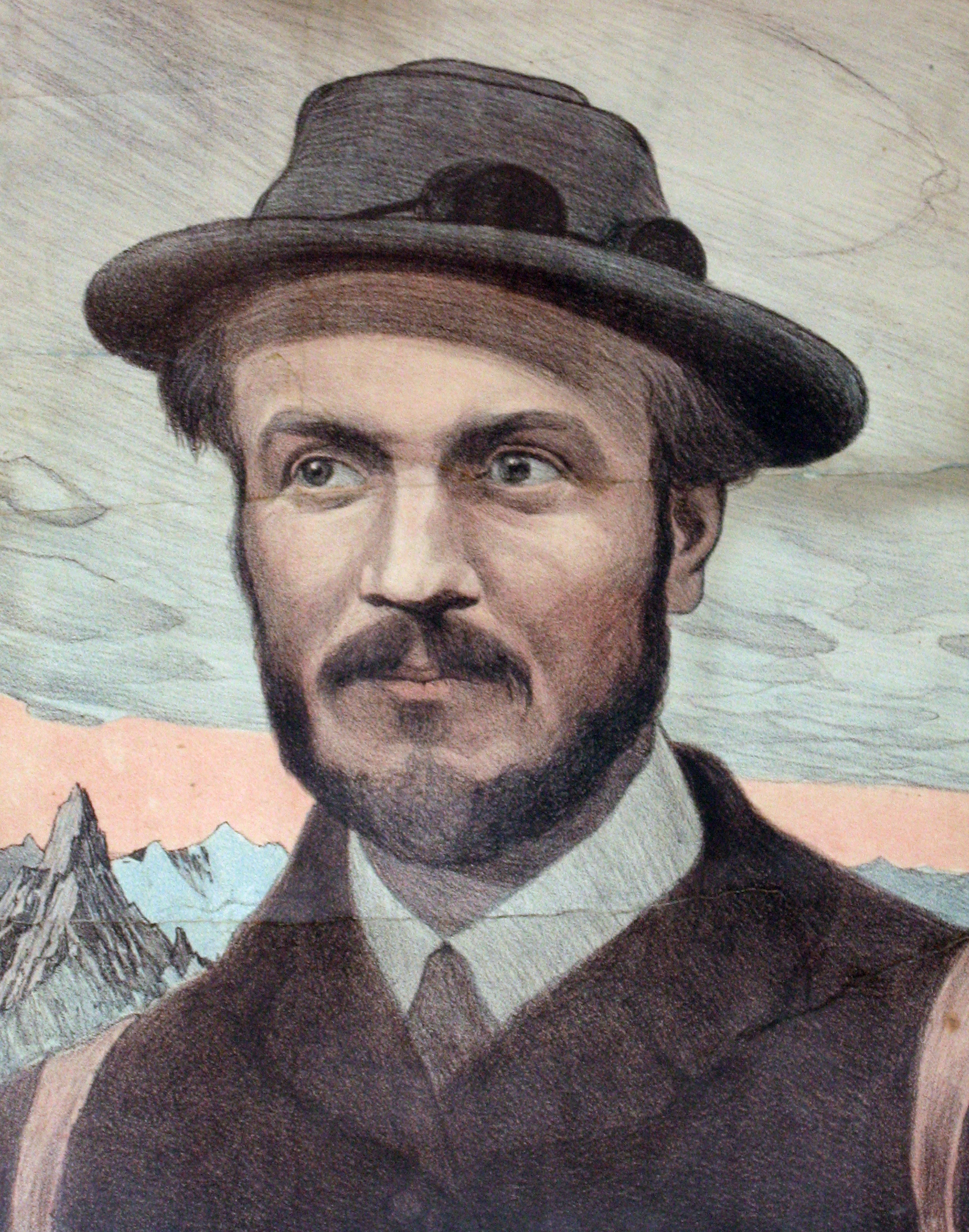
Zsigmondy Emil, hegymászó

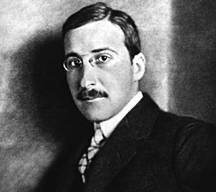
Stefan Zweig, író, költő, műfordító

- Erich Zeisl, zeneszerző és zenepedagógus
- Andreas Zelinka, Bécs polgármestere
- Bibiana Zeller, színésznő
- Franz Zeller, festőművész
- Heinz Zemanek, számítógépes úttörő
- Alexander von Zemlinsky, zeneszerző és karmester
- Zichy Károly, főispán
- Carl Michael Ziehrer, zeneszerző
- Grete von Zieritz, zongorista és zeneszerző
- Helmut Zilk, újságíró, politikus és Bécs polgármestere
- Edgar Zilsel, filozófus
- Fred Zinnemann, amerikai filmrendező
- Zsigmondy Emil, hegymászó
- Zsigmondy Richárd, kémikus, hegymászó
- Athanasius Zuber, kapucinus missziós püspök Indiában
- Berta Zuckerkandl, író, újságíró és kritikus
- Paul Zulehner, egyetemi professzor
- Leo von Zumbusch, német dermatológus
- Harald Zusanek, író
- Stefan Zweig, író
- Lisbeth Zwerger, gyermekkönyv-illusztrátor
- Frank Zwillinger, író
- Otto Matthäus Zykan, zeneszerző

## Fordítás
- Ez a szócikk részben vagy egészben  a   Liste Wiener Persönlichkeiten című német Wikipédia-szócikk ezen változatának fordításán alapul.  Az eredeti cikk szerkesztőit annak laptörténete sorolja fel. Ez a jelzés csupán a megfogalmazás eredetét és a szerzői jogokat jelzi, nem szolgál a cikkben szereplő információk forrásmegjelöléseként.